# Geschichte Jugoslawiens

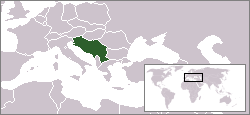
Jugoslawisches Staatsgebiet 1945–1991

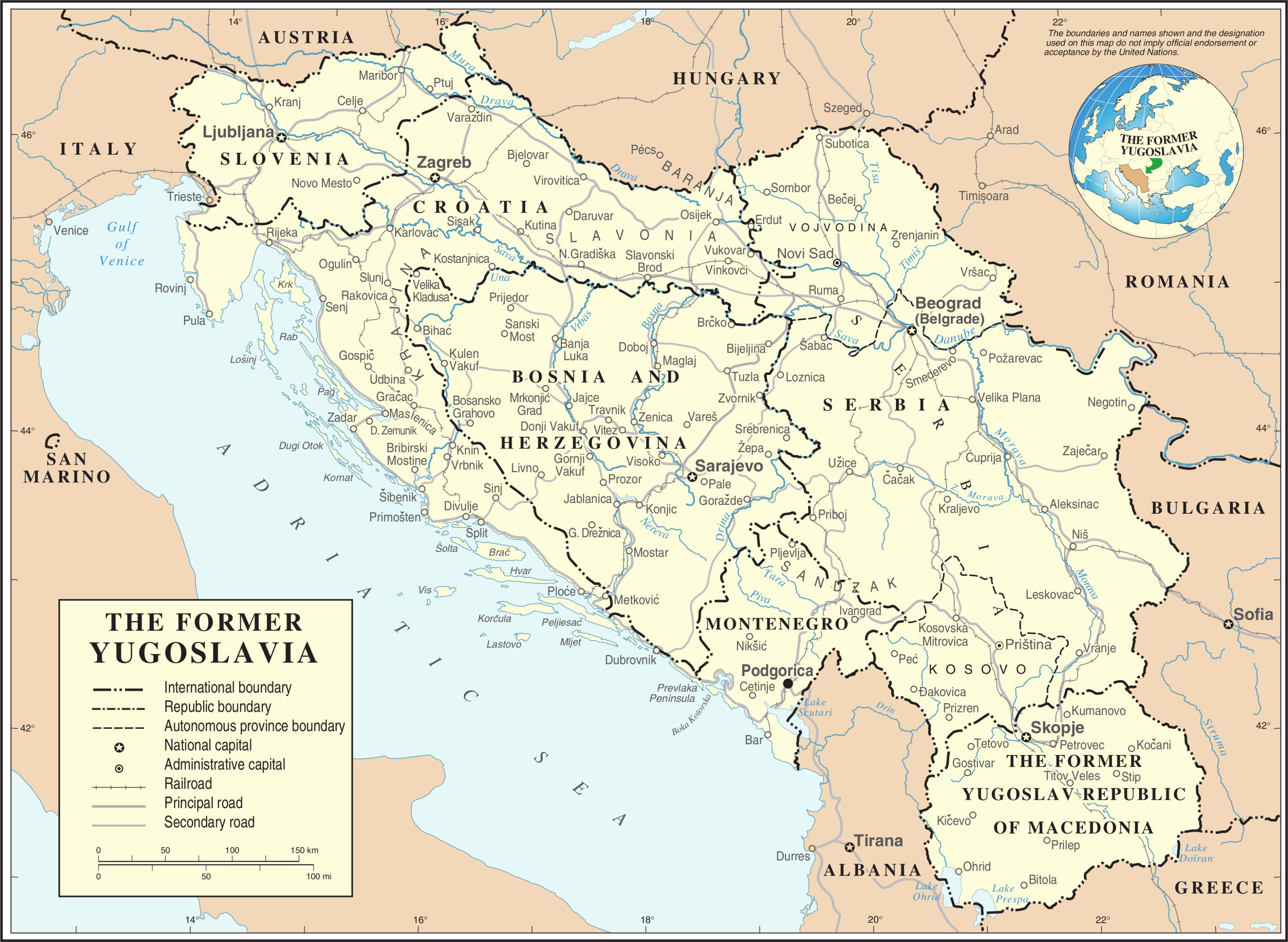
Karte des ehemaligen Jugoslawiens

Dieser Artikel wurde auf der Qualitätssicherungsseite der Redaktion Geschichte eingetragen (dort auch Hinweise zur Abarbeitung dieses Wartungsbausteins), weil er noch inhaltliche oder formale Mängel hat. Bitte hilf mit, die genannten Einwände zu klären und etwaige Mängel dieses Artikels zu beseitigen, und beteilige dich bitte an der Diskussion!
Jugoslawien (serbokroatisch Југославија Jugoslavija) war ein Staat in Südosteuropa, der in unterschiedlicher Form zunächst als Monarchie von 1918 bis 1941, später als sozialistischer und föderaler Staat von 1945 bis 1992 bestand. Die Geschichte dieses Vielvölkerstaats wurde wesentlich geprägt durch die Konflikte der auf seinem Gebiet lebenden Völker. Die nationalen Auseinandersetzungen trugen auch maßgeblich zum Zerfall des jugoslawischen Staates bei.

## Name
Die amtlichen Bezeichnungen seit der Gründung vom 1. Dezember 1918 bis zum Zerfall des jugoslawischen Staates 1992 lauteten:
- Kraljevstvo Srba Hrvata i Slovenaca (Königreich) – Vom Prinzregenten Aleksandar Karađorđević am 1. Dezember 1918 ausgerufen
- Kraljevina Srba Hrvata i Slovenaca (Königreich) – Erste Umbenennung aufgrund der Vidovdan-Verfassung vom 28. Juni 1921
- Kraljevina Jugoslavija (Königreich Jugoslawien) – Aufgrund der Verfassung vom 3. Oktober 1929, bis 17. April 1941
- Demokratska Federativna Jugoslavija (DFJ) – 29. November 1943 bis Ende 1945
- Federativna Narodna Republika Jugoslavija (FNRJ) – 31. Januar 1946 (neue Verfassung) bis 1963
- Socijalistička Federativna Republika Jugoslavija (SFRJ) – 1963 bis 1992

## Überblick (1918–1991)
Der jugoslawische Staat wurde 1918 als Königreich der Serben, Kroaten und Slowenen (Kraljevstvo Srba, Hrvata i Slovenaca, abgekürzt auch SHS-Staat) gegründet. Der neue Staat vereinigte Serbien und Montenegro mit Gebieten der zerfallenen Habsburgermonarchie: Kroatien-Slawonien, Vojvodina, Dalmatien, Krain und Südsteiermark sowie Bosnien-Herzegowina.
Schon bei der Staatsgründung gab es widerstreitende Auffassungen über die künftige Staatskonstruktion. Die bis dahin zu Österreich-Ungarn gehörenden Slowenen und Kroaten verfochten einen föderalen Staatsaufbau, die serbische Regierung dagegen wollte einen zentralistischen Einheitsstaat bilden. Unter dem Druck der italienischen Expansionsbestrebungen in Istrien und Dalmatien kam es zu einer schnellen Staatsgründung, wobei die einflussreichen politischen Kräfte beider Seiten die Entscheidung über die Verfassung Jugoslawiens vertagten, weil sie sich darüber nicht einigen konnten.

Wappen des SHS-Staates

Die Gegensätze zwischen den verschiedenen Nationalitäten konnten in der etwa 70 Jahre währenden Geschichte des Vielvölkerstaats Jugoslawien nie überwunden werden. Schon die Zeit zwischen den Weltkriegen war eine Abfolge von existenzbedrohenden Staatskrisen, wobei die Fronten der Auseinandersetzung im Wesentlichen entlang der nationalen Grenzen verliefen. Eine zweite Hypothek, an der Jugoslawien schwer zu tragen hatte, war das unterschiedliche wirtschaftliche, kulturelle und soziale Entwicklungsniveau in den zusammengeschlossenen Ländern. Slowenien, Kroatien und die Vojvodina (also die ehemals zur Donaumonarchie gehörenden Länder) waren am weitesten entwickelt. Sie trugen mehr zum Bruttosozialprodukt Jugoslawiens bei als die übrigen Teile des Staates. Das Entwicklungsgefälle von Nord nach Süd war auch in der Endphase Jugoslawiens in den 1980er Jahren noch sehr stark.
Als das Deutsche Reich Jugoslawien im April 1941 den Krieg erklärte, zerfiel der Staat aufgrund seiner inneren Widersprüche innerhalb weniger Tage, ohne dass den Angreifern großer Widerstand entgegengesetzt wurde. Die Okkupanten nutzten die Uneinigkeit der Jugoslawen, um das eroberte Gebiet zu beherrschen. Einige Teile wurden annektiert, andere an Ungarn, Bulgarien und die italienische Kolonie Albanien angeschlossen, schließlich in Kroatien ein faschistisches Marionettenregime installiert. Bald bildeten sich in Jugoslawien Partisaneneinheiten, die den Besatzern Widerstand leisteten: Zunächst waren dabei königstreue Tschetnik-Verbände am stärksten, bald aber dominierten die kommunistischen Partisanen unter Josip Broz Tito das Geschehen.
Der Zweite Weltkrieg war in Jugoslawien gleichzeitig ein Bürgerkrieg mit zahllosen unübersichtlichen Fronten, die auch quer zu den ethnischen Grenzen verliefen. Partisanen und Kollaborateure bekriegten einander. Mit großer Härte kämpften auch die Tschetniks und Tito-Partisanen gegeneinander. Die meisten Kriegsverbrechen wurden in Jugoslawien nicht von den Besatzern, sondern von den auf verschiedenen Seiten stehenden Jugoslawen selbst begangen. So ermordeten zum Beispiel kroatische Ustascha-Truppen zehntausende serbische Zivilisten und Juden in ihrem Machtbereich, serbische Tschetniks zehntausende Kroaten, bosnische Muslime ließen sich für die SS anwerben und kommunistische Partisanen erschossen nach Kriegsende tausende Slowenen und Kroaten (Massaker von Bleiburg), die auf Seiten der Achsenmächte gekämpft hatten. Es kam auch zu zahlreichen deutschen und zu italienischen Kriegsverbrechen in Jugoslawien.
Am Ende setzten sich die Kommunisten durch und Tito übernahm mit seiner Partei die Macht im wiedererstandenen Jugoslawien. Der kommunistische Führer versuchte nach der gewaltsamen Ausschaltung seiner innenpolitischen Gegner das Nationalitätenproblem in seinem Staat zu lösen, indem er eine föderale Verfassung durchsetzte. Zum Gründungsmythos des zweiten Jugoslawien wurde dabei der gemeinsame Kampf der ethnisch gemischten kommunistischen Partisaneneinheiten gegen die faschistischen Okkupanten. Diese Seite der Wahrheit wurde propagandistisch herausgestellt, während der Bürgerkrieg, der innerhalb der Bevölkerung geführt worden war, und die dabei begangenen Verbrechen weitgehend totgeschwiegen wurden.

Wappen der SFRJ

Jugoslawien wurde nach Kriegsende als sozialistischer und föderaler Staat neu gegründet.
Die jugoslawischen Kommunisten errichteten 1945 sechs Teilrepubliken: Slowenien, Kroatien und Serbien; Mazedonien und Montenegro wurden von Serbien abgetrennt und als eigenständige Republiken begründet, um die im ersten Jugoslawien dominierenden Serben zu schwächen. Dazu kam als sechste Republik das ethnisch stark gemischte Bosnien-Herzegowina, das Tito weder den Serben noch den Kroaten überlassen wollte. Weil Serbien noch immer die mit Abstand stärkste Republik war, wurden auf seinem Gebiet später noch die autonomen Provinzen Vojvodina und Kosovo eingerichtet.
Wie in allen kommunistischen Ländern, wurde das Wirtschaftssystem nach 1945 völlig umgestaltet. Industrie und Banken wurden verstaatlicht, der Großgrundbesitz aufgeteilt. Allerdings ist es in Jugoslawien nie zur Kollektivierung der Landwirtschaft gekommen.
Außenpolitisch war das kommunistische Jugoslawien in der Zeit des Kalten Krieges eine Erfolgsgeschichte. Tito gelang es, seinen Staat vom Einfluss der stalinistischen Sowjetunion zu lösen, er erwarb sich in der internationalen Diplomatie Respekt als einer der Führer der Bewegung der blockfreien Staaten.
Weil sich Jugoslawien von der Sowjetunion losgesagt hatte, erhielt das Land auch massive Wirtschaftshilfe des Westens, wobei es gleichzeitig enge Handelsbeziehungen zum RGW unterhielt. So schien das sozialistische Wirtschaftssystem Jugoslawiens einige Zeit erfolgreich zu sein, und die Lebensverhältnisse in Jugoslawien besserten sich tatsächlich. Spätestens in den 1970er Jahren zeigte sich aber, dass es nicht gelang, die südlichen Republiken wirtschaftlich zu entwickeln, dass die Verbesserung der Lebensverhältnisse mit einer extrem hohen Staatsschuld erkauft worden war und dass, obwohl zehntausende Jugoslawen als Gastarbeiter nach Westeuropa gegangen waren, Arbeitslosigkeit bzw. Unterbeschäftigung nicht in den Griff zu bekommen waren.
Ende der 1960er Jahre verschärften sich die nationalen Auseinandersetzungen in Jugoslawien wieder. Aus einem Streit von Philologen über die Gestaltung der serbokroatischen Standardsprache entwickelte sich die Bewegung Kroatischer Frühling, die mehr Rechte für die kroatische Volksgruppe forderte. Sie wurde 1971 von Tito mit Hilfe der Miliz niedergeschlagen.
1974 veranlasste Tito eine neue Verfassung für Jugoslawien, die die Rechte der Teilrepubliken und autonomen Provinzen stärkte. An der Spitze des Staates sollte nach dem Ableben Titos – er war laut Verfassung Präsident auf Lebenszeit – ein kollektives Staatspräsidium stehen. Den Vorsitz sollte reihum einer der Republikspräsidenten übernehmen. Als Tito 1980 starb, trat diese Regelung in Kraft.
Bald nach dem Tod Titos wurde aber offenbar, dass nur der charismatische und mächtige Partisanenführer in der Lage gewesen war, die zentrifugalen Tendenzen und widerstreitenden Nationalismen Jugoslawiens zu kontrollieren, so dass sie den Bestand des Staates nicht gefährden konnten. Zwar funktionierten die Organe des Bundes formal bis gegen Ende der 1980er Jahre. Doch gaben die Nationalisten – sowohl innerhalb als auch außerhalb des BdKJ – in den Republiken zunehmend den Ton an und beherrschten den politischen Diskurs. Die 80er Jahre waren in Jugoslawien eine stete Abfolge gegenseitiger Schuldzuweisungen zwischen den Nationalitäten, wer den offensichtlichen Verfall des Staates zu verantworten habe und welches Volk im System die größten Ungerechtigkeiten zu erdulden hätte. Hinzu kam die weit verbreitete Unzufriedenheit mit dem undemokratischen Sozialismus, ohne dass man sich aber um Reformen auf gesamtstaatlicher Ebene bemühte.
1981 erschütterte eine albanische Protestbewegung im Kosovo das Land. Sie wurde von Kräften der Republik Serbien niedergeschlagen und man verhängte den Ausnahmezustand über die Provinz. Weil zugleich die gesamte Führung des Kosovo ausgewechselt wurde, hatte dies auch negative Rückwirkungen auf den Gesamtstaat, denn die autonomen Provinzen waren auch im Staatspräsidium vertreten, wo nun die Stimme des Kosovo von Serbien abhängig war.
Mit dem Bekanntwerden des Memorandums der Serbischen Akademie der Wissenschaften aus dem Jahr 1986 wuchs in Slowenien und Kroatien die Angst vor großserbischen Tendenzen. Die Akademie hatte in ihrer Analyse das jugoslawische System als gegen die Serben gerichtetes Unterdrückungsinstrument bezeichnet und unter anderem die Beseitigung der autonomen Provinzen Vojvodina und Kosovo gefordert. Die Verwirklichung dieser Forderung hätte das Ende der fragilen gesamtjugoslawischen Staatskonstruktion bedeutet. Zur selben Zeit erstarkten in Slowenien und Kroatien die Nationalbewegungen, die eine Auflösung des jugoslawischen Staatsverbands favorisierten, nicht zuletzt weil die Mehrheit in beiden Ländern die südlichen Republiken nicht mehr subventionieren wollte, aber auch weil sie fürchteten, dass die Serben versuchen würden, die Macht im Gesamtstaat an sich zu reißen. Die ersten demokratischen Wahlen gewannen 1990 in Slowenien und Kroatien antikommunistische Parteien, die die Eigenstaatlichkeit dieser Republiken befürworteten, in Serbien gewannen die serbisch-national ausgerichteten Sozialisten unter Führung von Slobodan Milošević. Damit war das Ende Jugoslawiens besiegelt, denn zwischen den beiden Seiten war keine Verständigung möglich. Am 25. Juni 1991 erklärten Kroatien und Slowenien ihre staatliche Unabhängigkeit und kurz darauf begannen die Jugoslawienkriege.

## Die Staatsgründung 1918
Als sich 1917 der bevorstehende Zerfall des Habsburgerreiches schon deutlich abzeichnete, begannen slowenische, kroatische und serbische Politiker mit den Vorbereitungen für die Schaffung eines gemeinsamen Staates nach dem Krieg. Im Londoner Exil hatte sich 1915 ein Jugoslawisches Komitee gebildet. Es beanspruchte die Vertretung der in der Donaumonarchie lebenden Südslawen gegenüber der Entente. Vorsitzende waren der kroatische Bildhauer Ivan Meštrović und der aus Dalmatien stammende Ante Trumbić. Sie verfolgten die Idee eines föderalen Staatsaufbaus für den gemeinsamen Staat der Südslawen.
Auf Korfu, dem Exilort der serbischen Regierung, formulierte Trumbić zusammen mit dem serbischen Ministerpräsidenten Nikola Pašić am 20. Juli 1917 die gemeinsame Deklaration von Korfu, die die Gründung eines Königreichs der Serben, Kroaten und Slowenen als konstitutionelle Monarchie unter der serbischen Dynastie Karađorđević in Aussicht stellte. In der Präambel des Dokuments ist vom dreinamigen Volk der Serben, Kroaten und Slowenen die Rede, das man sich somit als eine Nation vorstellte. Die Bezeichnung Jugoslawen und den Staatsnamen Jugoslawien hatte Pašić abgelehnt. Über den künftigen Staatsaufbau wurde in der Erklärung von Korfu kaum etwas ausgesagt; insbesondere die grundsätzliche Frage, Zentralstaat oder Föderation, blieb ungeklärt. Pašić, der vor dem Krieg stets eine zentralistische, großserbische Politik vertreten hatte, konnte mit den föderalen Ideen der Monarchie-Slawen wenig anfangen und er ließ sich darauf nicht festlegen.

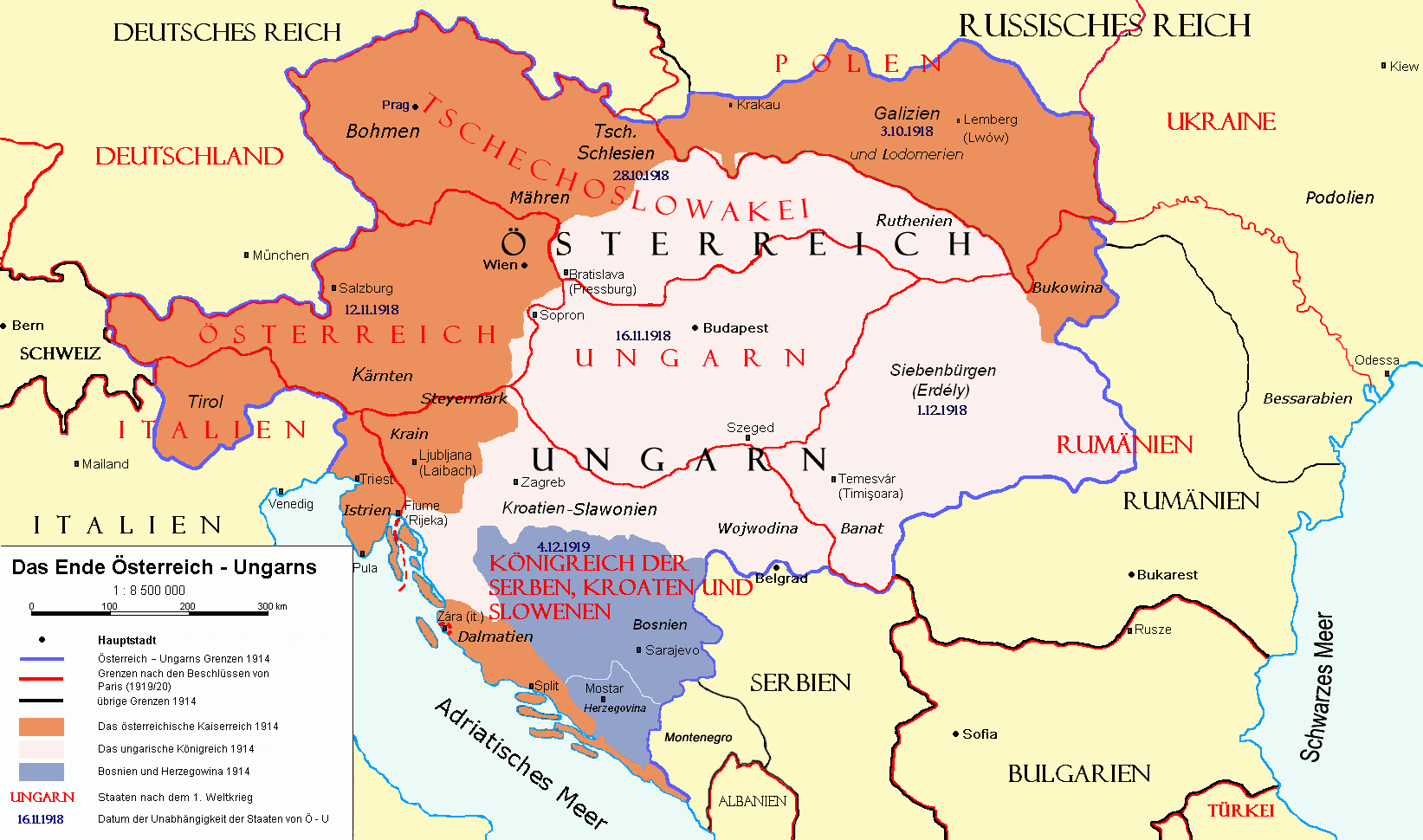
Aufteilung der österreichischen und ungarischen Reichshälfte nach den Pariser Vorortverträgen

Am 6. Oktober 1918 trat in Zagreb ein aus ehemaligen Reichsrats- und Landtagsabgeordneten gebildeter Nationalrat der Slowenen, Kroaten und Serben zusammen, der die Vertretung der in der Donaumonarchie lebenden Slowenen, Kroaten und Serben übernahm. Den Vorsitz hatte der Slowene Anton Korošec, ein Föderalist. Damit existierten im Herbst 1918 drei südslawische nationale Vertretungen: der Ausschuss in London, der Nationalrat in Zagreb und die eben nach Belgrad zurückgekehrte serbische Regierung. Auf der Sitzung des Nationalrats am 29. Oktober 1918 brach der kroatische Landtag die Staatsbeziehungen zu Österreich-Ungarn ab und übertrug gleichzeitig die Staatsgewalt dem Nationalrat. Dieser rief noch am gleichen Tag in Zagreb den Nationalstaat der Slowenen, Kroaten und Serben aus, der sich auf das Gebiet Sloweniens, Kroatiens und der Vojvodina beschränkte. Bei einem Treffen der drei Repräsentanten Pašić, Trumbić und Korošec in Genf im November 1918 (Genfer Deklaration) konnte man sich allerdings wiederum nicht über den Staatsaufbau einigen, wobei insbesondere die Kroatisch-Serbische Koalition unter Svetozar Pribićević für ein schnelles Zusammengehen mit dem Königreich Serbien war.
Parallel dazu spitzte sich die Lage an der Kriegsfront zu. Mit Unterstützung der Westalliierten hatten Ende Oktober italienische Truppen in der Schlacht von Vittorio Veneto die österreichische Frontlinie an der Piave durchbrochen. Im Waffenstillstand von Villa Giusti vom 4. November wurde die alliierte Besetzung Istriens mit Triest sowie der meisten dalmatinischen Inseln festgelegt, die auch Slowenen und Kroaten beanspruchten. Diese wiederum wurden von der italienischen Diplomatie bei den Pariser Verhandlungen als Parteigänger der zerfallenen Habsburgermonarchie hingestellt. Der Nationalrat geriet damit unter Zugzwang. Die Ansprüche auf Istrien und Dalmatien würde er in Paris nur mit Hilfe Serbiens durchsetzen können, das von Anfang an mit der Entente verbündet gewesen war und im Gegensatz zum neuen Nationalstaat auch über Streitkräfte verfügte. Aus dieser Situation heraus forderte nun auch die provisorische Landesregierung von Dalmatien den Nationalrat zur Vereinigung mit Serbien auf. Daraufhin beschloss dieser, am 24. November 1918, eine Delegation nach Belgrad zu entsenden mit dem Ziel, eine Vereinigung herbeizuführen. Zusätzlich wurde in den darauffolgenden Tagen von so genannten Nationalversammlungen in der Vojvodina und in Montenegro der Anschluss an Serbien beschlossen.
Am 1. Dezember 1918 proklamierte Kronprinz Alexander mit Zustimmung des Zagreber Nationalrats das Königreich der Serben, Kroaten und Slowenen. Die Serben sahen sich dabei als Befreier der Monarchie-Slawen und sie erwarteten von diesen dafür Dankbarkeit. Neben der Eigenstaatlichkeit und der Größe des serbischen Volkes war die „Befreiung der südslawischen Brüder vom österreichisch-ungarischen Joch“ ein gewichtiges Argument, mit dem die serbischen Politiker ihren Anspruch auf Vorherrschaft im neuen gemeinsamen Staat begründeten.
Von Anfang an verweigerten einflussreiche politische Gruppierungen dem neuen Staat ihre Anerkennung. Die Kroatische Bauernpartei unter Stjepan Radić hatte im Dezember 1918 in Zagreb gegen die Vereinigung gestimmt. Radićs Ziel war die Errichtung einer unabhängigen kroatischen Republik, was aber wegen der Haltung der Entente von vornherein chancenlos war. Vier Tage nach der Vereinigung gab es in Zagreb die erste große Demonstration gegen den SHS-Staat.
Auch bei den Pariser Friedensverhandlungen verfolgten die Angehörigen der jugoslawischen Delegation unterschiedliche Ziele. Die Slowenen kümmerten sich nur um ihre Ansprüche auf die Untersteiermark und Südkärnten, wo es ab Dezember 1918 zu Gefechten gekommen war, den Kroaten ging es vor allem um Dalmatien und Istrien, während die Serben die Grenze des SHS-Staats möglichst weit im Norden beim heute ungarischen Pécs ziehen wollten. Im Vertrag von Saint-Germain (10. September 1919) und der späteren Volksabstimmung in Kärnten (10. Oktober 1920) konnte Österreich seine Ziele weitgehend durchsetzen, Italien erhielt Istrien sowie einige dalmatinische Inseln und die Stadt Zadar. Im Vertrag von Neuilly-sur-Seine (27. November 1919) erzielte Serbien Gebietsgewinne gegenüber Bulgarien und im Vertrag von Trianon (4. Juni 1920) wurden der größte Teil der früheren Woiwodschaft Serbien und Temescher Banat dem SHS-Staat zuerkannt. Für Kroaten und Slowenen waren die in Paris festgelegten Grenzen also eine Enttäuschung, während die Serben mit dem Gewinn der Vojvodina und dem mazedonischen Strumica recht zufrieden waren. Mit der zwischen Italien und Jugoslawien umstrittenen Stadt Rijeka entstand ein Krisenherd, der die Beziehungen zwischen beiden Staaten vergiftete (siehe auch Italienische Regentschaft am Quarnero). Hier kam es nach dem Grenzvertrag von Rapallo (12. November 1920) zur Bildung des Unabhängigen Freistaats Fiume, der 1924 wieder an Italien fiel.
| Nationalitäten im SHS-Staat. | Nationalitäten im SHS-Staat.               | Nationalitäten im SHS-Staat. | Nationalitäten im SHS-Staat. |
| ---------------------------- | ------------------------------------------ | ---------------------------- | ---------------------------- |
| Jugoslawen                   | als Staatsnation                           | 9,93 Mio.                    | 82,9 %                       |
| davon:                       | Serben (mit Mazedoniern u. Montenegrinern) | 5,35 Mio.                    | 44,57 %                      |
|                              | Kroaten                                    | 2,82 Mio.                    | 23,5 %                       |
|                              | Slowenen                                   | 1,02 Mio.                    | 8,51 %                       |
|                              | Slawische Muslime                          | 755.000                      | 6,29 %                       |
| Minderheiten                 |                                            |                              |                              |
| davon:                       | Magyaren                                   | 468.000                      | 3,9 %                        |
|                              | Deutsche                                   | 506.000                      | 4,22 %                       |
|                              | Albaner                                    | 440.000                      | 3,67 %                       |
|                              | Andere                                     | 638.000                      | 5,32 %                       |

Der neu geschaffene Staat hatte eine Fläche von rund 220.000 km² und 12 Millionen Einwohner. Auf seinem Boden lebten 15 Nationalitäten und Volksgruppen. Unter ihnen gehörten fast 83 Prozent den südslawischen Völkern an, die nun als Jugoslawen bezeichnet wurden. Aufgrund dieses hohen Prozentsatzes von Südslawen betrachtete die Regierung Jugoslawien als National- und nicht als Vielvölkerstaat.
Am 28. November 1920 wurden die Wahlen für eine gesamtjugoslawische konstitutionelle Versammlung abgehalten. Die den Gesamtstaat stützenden Parteien gewannen deutlich, allen voran die Radikale Volkspartei Pašićs gefolgt von der Demokratischen Partei des Svetozar Pribićević. Überraschend stark war die neu gegründete kommunistische Partei, die den Nationalismus ablehnte. Sie wurde drittstärkste Kraft, während die Kroatische Bauernpartei nur in Kroatien die knappe absolute Mehrheit der Stimmen gewinnen konnte und auf gesamtstaatlicher Ebene lediglich rund 10 Prozent der Mandate erhielt. Trotzdem deutete der kroatische Bauernführer Stjepan Radić das Ergebnis als kroatisches Plebiszit gegen den SHS-Staat. In der Belgrader Skupština verweigerten die Abgeordneten der Bauernpartei die Mitarbeit.
So trat auch der Ausschuss für die Ausarbeitung der neuen Verfassung ohne die kroatischen Vertreter zusammen und wurde daher von den unitarisch-zentralistischen serbischen Parteien dominiert. Dementsprechend sah dann auch der dem Parlament vorgelegte Verfassungsentwurf aus. Es sollte ein von Belgrad aus zentralistisch regierter Einheitsstaat geschaffen werden. Die historischen Landesteile fanden dabei keinerlei Berücksichtigung. Am 28. Juni 1921 wurde diese Verfassung mit knapper Mehrheit in der Skupština angenommen; die Abgeordneten der Kroatischen Bauernpartei nahmen nicht an der Abstimmung teil.
Nach dem Tagesheiligen St. Veit ging das Grundgesetz des SHS-Staats als Vidovdan-Verfassung in die Geschichte ein. Viele Kroaten waren der Ansicht, dass die Verfassung für sie nicht verbindlich wäre, weil ihre Abgeordneten nicht darüber abgestimmt hatten. Es bedeutete eine schwere Hypothek für den SHS-Staat, dass noch nicht einmal über die grundlegende staatliche Ordnung ein Konsens erzielt werden konnte, sondern bedeutende Minderheiten diesen Staat von vornherein ablehnten.

## 1921–1941
| Chronologie 1917–1941 | Chronologie 1917–1941                                                                                       |
| --------------------- | --- |
| 20.7.1917             | Deklaration von Korfu                                                                                       |
| 1.12.1918             | Ausrufung des Königreichs der Serben, Kroaten und Slowenen                                                  |
| 12.11.1920            | Grenzvertrag von Rapallo mit Italien                                                                        |
| 28.6.1921             | Verabschiedung der Vidovdan-Verfassung                                                                      |
| Juni 1928             | Stjepan Radić wird Opfer eines Attentats im serbischen Parlament                                            |
| 6.1.1929              | Errichtung der Königsdiktatur                                                                               |
| 3.10.1929             | Umbenennung des SHS-Staats in Jugoslawien                                                                   |
| 3.9.1931              | Neue vom König erlassene Verfassung, weiterhin zentralistischer Staatsaufbau und serbische Vorherrschaft    |
| 9.10.1934             | Ermordung König Alexanders durch einen Terroristen der IMRO in Marseille                                    |
| 1939                  | Vereinbarung der Kroatischen Bauernpartei mit der Regierung, Teilautonomie Kroatiens                        |
| 25.3.1941             | Prinz Paul unterzeichnet den Beitritt zum Dreimächtepakt, dagegen putscht das Militär am 27.3. erfolgreich. |
| 6.4.1941              | Deutschland überfällt Jugoslawien (Balkanfeldzug)                                                           |
| 17.4.1941             | Kapitulation der jugoslawischen Armee                                                                       |

### Außenpolitik
Die jugoslawische Außenpolitik der Zwischenkriegszeit war einerseits geprägt durch das Bestreben, die Revisionsbestrebungen der ehemaligen Kriegsgegner Ungarn und Bulgarien zu neutralisieren, andererseits durch den latenten Konflikt mit Italien, das sich slowenisch und kroatisch besiedelte Gebiete im ehemaligen österreichischen Küstenland und in Dalmatien angeeignet hatte (siehe auch Londoner Vertrag (1915)).
Als der traditionelle Hauptverbündete Serbiens, Russland, durch die Oktoberrevolution ausgefallen war, trat Frankreich an dessen Stelle. Jugoslawien war in der Zwischenkriegszeit ein wichtiges Glied des von Frankreich unterstützten Bündnissystems im östlichen Europa. Von 1920 bis 1939 war das Land mit der Tschechoslowakei und Rumänien in der Kleinen Entente verbunden. Dieses Bündnis war vornehmlich gegen Ungarn gerichtet. Als Hitler-Deutschland seinen Einfluss nach Mittel- und Südosteuropa ausdehnte, wurde dieser Zusammenschluss obsolet. Die Zerschlagung der Tschechoslowakei durch das Münchener Abkommen, an dem auch Frankreich beteiligt war, entzog der Kleinen Entente die Existenzgrundlage.
Die Beziehungen zum Nachbarn Bulgarien waren wegen der Mazedonienfrage die gesamte Zwischenkriegszeit über schlecht. Bulgarien erkannte die Herrschaft Jugoslawiens über Vardar-Mazedonien nicht an. So wie Jugoslawien die slawischen Mazedonier als Südserben für sich reklamierte, sah Sofia in ihnen unterdrückte Bulgaren und unterstützte die Terrororganisation IMRO, die sich die Befreiung Mazedoniens auf die Fahnen geschrieben hatte. Die Jugoslawen bauten umfangreiche Grenzschutzanlagen an der bulgarischen Grenze auf. Trotzdem gelang es IMRO-Leuten immer wieder, aus ihren Rückzugsräumen in Bulgarien nach Jugoslawien einzudringen. 1934 schloss Jugoslawien mit Griechenland und der Türkei den gegen Bulgarien gerichteten Balkanpakt. Auch dieses Bündnis erlangte wie die Kleine Entente keine praktische Wirksamkeit.

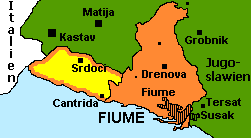
Freistaat Fiume 1920–1924, orange: altes Stadtgebiet, gelb: 1920 angeschlossene Orte

Mit Italien konnte Jugoslawien ebenfalls keine gutnachbarlichen Beziehungen erreichen. Der italienische Faschist Gabriele D’Annunzio hatte im September 1919 mit seinen Anhängern die von beiden Staaten beanspruchte Stadt Fiume besetzt und ein Jahr später die Italienische Regentschaft am Quarnero ausgerufen. Am 12. November 1920 schlossen Italien und Jugoslawien den Grenzvertrag von Rapallo: Italien wurde im Besitz Istriens bestätigt, dazu erhielt es einige dalmatinische Inseln sowie Zadar (italienisch Zara) auf dem Festland. Im Gegenzug gab es seine Ansprüche auf Split (italienisch Spalato) und dessen Umgebung auf. Fiume wurde zum unabhängigen Freistaat erklärt, der jedoch keine vier Jahre Bestand hatte: Im Vertrag von Rom wurde das Gebiet unter beiden Mächten aufgeteilt. Die in Rom eigentlich festgelegte engere Zusammenarbeit Jugoslawiens und Italiens kam nie zustande. Die weiteren Beziehungen der beiden Staaten waren durch Konfrontation geprägt. So unterstützte Benito Mussolini 1929 bis 1934 die faschistische Ustascha, um auf diesem Wege den Gegner Jugoslawien zu destabilisieren. Die Unterdrückung der slawischen Minderheiten in den an Italien gefallenen Gebieten führte dazu, dass sich in jenen Regionen während des Zweiten Weltkriegs viele Slowenen und Kroaten den Tito-Partisanen anschlossen.
Wegen der unsicheren Situation im Kosovo – dort brach nach dem Ersten Weltkrieg ein Aufstand gegen die erneuerte serbische Herrschaft aus – mischte sich Jugoslawien in Albanien ein, denn dort waren Exilkosovaren in der Regierung vertreten. Sie forderten in Tirana die militärische und politische Unterstützung ihrer Landsleute, obgleich das schwache Albanien dazu nicht in der Lage war. Um sich an dieser Grenze Ruhe zu verschaffen, unterstützte die Regierung Pašić 1924 Ahmet Zogu mit Truppen. Zogu putschte sich in Tirana an die Macht und stellte zum Dank jegliche Unterstützung Albaniens für die Kosovaren ein.
Am Vorabend des Zweiten Weltkriegs war Jugoslawien außenpolitisch isoliert. Nachdem die Westmächte NS-Deutschland schon die Tschechoslowakei überlassen und auch Polen nicht wirksam unterstützt hatten, war Jugoslawien den Achsenmächten hilflos ausgeliefert.

### Innenpolitik
Die innenpolitische Situation wurde im Wesentlichen durch die Nationalitätenkonflikte bestimmt. Dabei dominierte die Auseinandersetzung zwischen den überwiegend autonomistischen Kroaten und den zentralistischen Kräften auf Seiten der Serben. Dies war jedoch nicht der einzige Konfliktherd. Auch viele Slowenen, ein Teil der bosnischen Muslime ebenso wie die mazedonischen Slawen waren mit der unitarischen Auffassung von der einen südslawischen Nation nicht zufrieden. Auch fühlten sich die Angehörigen der deutschen und der ungarischen Minderheit als Bürger zweiter Klasse. Besonders schlecht wurden die Albaner im Kosovo von der Regierung behandelt.
Bei der Staatsgründung hatte man von einer Nation mit drei Namen (Serben, Kroaten und Slowenen) gesprochen. An diesem Konstrukt, das sich nicht mit dem Lebensgefühl der meisten Kroaten und Slowenen deckte, hielten die stets serbisch dominierten Regierungen eisern fest, denn auf dieser Grundlage war der Staat mit der „Vidovdan-Verfassung“ vom 28. Juni 1921, dem Gedächtnistag der Schlacht auf dem Amselfeld, als Einheitsstaat konstruiert worden. Die slawischen Muslime und die Mazedonier wurden noch nicht einmal als relevante Teile der gemeinsamen Nation erwähnt, sondern als muslimische Serben bzw. Südserben bezeichnet. Die Bosnier wurden zugleich von den Kroaten als Teil ihrer Nation beansprucht.

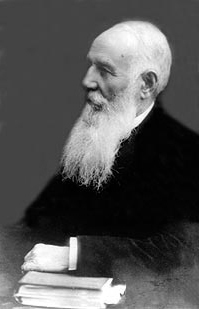
Nikola Pašić, Ministerpräsident des SHS-Staates 1921–1926

Gemäß der Doktrin von der einen südslawischen Nation betrieb die Regierung eine rigorose Sprachpolitik, durch die die anderen südslawischen Sprachvarianten an das Serbische angeglichen werden sollten. Die Slowenen konnten sich dieser Forderung am leichtesten entziehen, besaßen sie doch seit langem eine Schriftsprache, die sich deutlich von der serbokroatischen Sprache unterschied. Die Kroaten hatten weniger gute Argumente, denn abgesehen von den unterschiedlichen Schriften, die beide zugelassen waren, unterschied sich die kroatische nur wenig von der serbischen Standardsprache. Umso härter waren die Auseinandersetzungen in Detailfragen. In Mazedonien, wo dem Bulgarischen ähnliche Dialekte gesprochen wurden, aber keine eigene Schriftsprache existierte, trieben die Behörden die 1913 begonnene Serbisierung weiter voran.
Einen gesetzlichen Minderheitenschutz gab es im ersten Jugoslawien nicht. Gemäß den Pariser Vorortverträgen hätten darauf zumindest die deutsche und die ungarische Minderheit Anspruch gehabt, die Kosovo-Albaner dagegen nicht, weil ihr Siedlungsgebiet schon vor dem Ersten Weltkrieg erobert worden war. Das Gleiche galt für die Mazedonier; sie waren nach Belgrader Lesart Serben.
Die Serben waren in allen Teilen der Staatsverwaltung überproportional stark vertreten, hatten sie doch ihre eigene Bürokratie in den neuen Staat eingebracht. In den halbkolonial verwalteten südserbischen Gebieten Kosovo und Mazedonien herrschte eine schmale serbische Beamtenschicht über die anderssprachige Bevölkerung, die nicht zuletzt deshalb dem Staatsapparat gegenüber feindlich eingestellt war. Nach dem Zusammenbruch der Donaumonarchie verloren in den nun zum SHS-Staat gekommenen Gebieten alle nichtslawischen Staatsdiener ihre Posten und viele von ihnen verließen das Land. (Diese ehemaligen k.u.k.-Beamten machten den größten Teil der nichtslawischen Auswanderer aus. Die deutsche und ungarische Bevölkerung wurde nicht zur Emigration gezwungen.) Die vakanten Positionen wurden in Bosnien, der Vojvodina, im Süden Dalmatiens und Teilen Slawoniens vorwiegend mit Beamten aus Altserbien besetzt. Besonders dominant war die Position der Serben in der Königlich-jugoslawischen Armee, wo sie drei Viertel der Offiziersstellen innehatten.
Das Parteiensystem des ersten Jugoslawien war weitgehend entlang der ethnischen und kulturellen Grenzen gespalten. In Serbien dominierte die konservative und zentralistisch-serbisch orientierte Radikale Volkspartei (Narodna radikalna stranka) des langjährigen serbischen Ministerpräsidenten Nikola Pašić. Daneben war dort die sozial und jugoslawisch orientierte Demokratische Partei (Demokratska stranka) von Bedeutung. Sie war in der Vojvodina (ehemals Donaumonarchie) stark und wurde auch von Minderheiten der Nichtserben in anderen Landesteilen gewählt. Die ebenfalls gesamtjugoslawisch auftretenden Kommunisten wurden 1921 verboten. In Kroatien dominierte die föderalistisch-republikanische Kroatische Bauernpartei Stjepan Radićs. Daneben war die Kroatische Partei des Rechts (Hrvatska stranka prava) von Bedeutung, aus der heraus später die Ustascha-Bewegung entstand. Bei den Slowenen war die katholische Slowenische Volkspartei unter Anton Korošec führend. Anders als die kroatischen Parteien, verharrte die Volkspartei nicht in Fundamentalopposition, sondern versuchte die Interessen der Slowenen auf parlamentarischem Weg durchzusetzen. Auch ist die Jugoslawische Muslimische Organisation zu erwähnen, die die meisten Anhänger unter den slawischen Muslimen in Bosnien und im Sandžak hatte, aber auch von Albanern gewählt wurde.
Nach Verabschiedung der Vidovdan-Verfassung 1921 blieben die Abgeordneten der kroatischen Bauernpartei dem Parlament noch jahrelang fern und Pašić beherrschte an der Spitze wechselnder Koalitionen das Land. Zur Machterhaltung nutzte er auch das Mittel politischer Prozesse. Auch sein schärfster politischer Gegner Radić wurde wegen staatsgefährdender Umtriebe kurzzeitig in Haft genommen. Trotzdem trat Radić 1925 in Pašićs Regierung ein, nachdem eine Koalition mit den Slowenen und den Muslimen gescheitert war. 1926 musste Pašić wegen einer Korruptionsaffäre seines Sohnes zurücktreten. Nach Neuwahlen bildeten Svetozar Pribičević (Demokratische Partei) und Radićs Bauernpartei 1927 eine Koalition. Doch auch das führte nicht zu mehr politischer Stabilität. Im Juni 1928 schoss ein montenegrinischer Abgeordneter der Radikalen Partei in der Belgrader Skupština wild um sich. Ihm fielen drei Abgeordnete darunter Stjepan Radić zum Opfer, der am 8. August 1928 an seinen Verletzungen starb. Nach diesem Gewaltakt wurde die politische Lage vollends chaotisch. Die Bilanz von 10 Jahren SHS-Staat waren 30 Regierungen, drei vorgezogene Neuwahlen, Korruption in allen Lagern und die Unfähigkeit der politischen Kräfte zum Kompromiss. Die Mehrheit der Kroaten, der Mazedonier und die Kosovo-Albaner lehnten den Staat überhaupt ab.

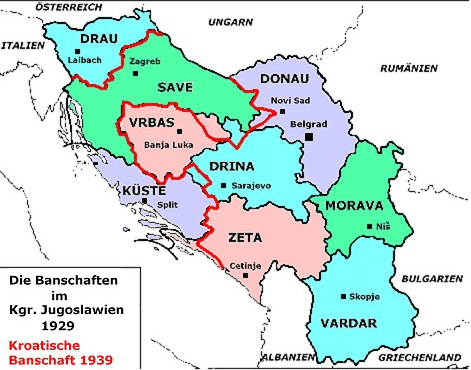
Die Banschaften Jugoslawiens seit 1929

In dieser Situation beschloss König Alexander Karađorđević am 6. Januar 1929 mit Hilfe der Armee die Macht zu übernehmen. Der gescheiterte Parlamentarismus wurde beseitigt, die Skupština aufgelöst, die Parteien wurden verboten. Der König wurde alleiniger Träger der Staatsgewalt. Alexander und die von ihm eingesetzte Regierung unter General Petar Živković, zuvor Kommandeur der königlichen Palastwache, versuchten nun mit anderen Mitteln, den Staat zu einen. In der am 3. Oktober 1929 eingeführten neuen Verfassung wurde der Staat in Königreich Jugoslawien (Kraljevina Jugoslavija) umbenannt. Die Verwaltung wurde reformiert: Es wurden neun Banschaften eingerichtet, deren Grenzen so gezogen wurden, dass in sechs Provinzen die Serben die Mehrheit bildeten, während die kroatischen Gebiete auf vier Banschaften aufgeteilt wurden, von denen nur zwei mehrheitlich kroatisch waren. Dies macht deutlich, dass auch der König auf eine Einigung des Landes unter serbischer Führung setzte. Aber auch die Königsdiktatur konnte die Probleme Jugoslawien, die sich durch die Weltwirtschaftskrise noch verschärften, nicht lösen. 1931 kam es zum nächsten Aufsehen erregenden politischen Mord. Der kroatische Wissenschaftler und Parlamentarier Milan Šufflay wurde in Zagreb auf offener Straße von einem serbischen Geheimpolizisten erschlagen.
Die alten großen Parteien der Slowenen, Kroaten und Muslime forderten 1932/1933 in programmatischen Resolutionen (Punktuationen von Zagreb, Ljubljana und Sarajewo) die Demokratisierung und Föderalisierung des Staates. Daraufhin wurden die Parteiführungen interniert. Zur gleichen Zeit verstärkten die Ustascha und die IMRO ihre terroristischen Aktionen, die auf eine Zerschlagung des jugoslawischen Staates abzielten. Ein Aufstand der Ustascha konnte 1932 mangels Beteiligung von der Polizei leicht niedergeschlagen werden. Die gemeinsamen Terroranschläge von IMRO und Ustascha erreichten am 9. Oktober 1934 mit der Ermordung König Alexanders in Marseille ihren Höhepunkt. Aber anders als von Ante Pavelić gedacht, konnte die Regierung diese Krise meistern. Prinz Paul, der Bruder des ermordeten Königs, übernahm die Regentschaft für dessen noch minderjährigen Sohn Peter II. Mit Zustimmung des Regenten wurde nun eine neue regierungsfreundliche Einheitspartei, die Jugoslavenska radikalna zajednica gebildet, die 1935 auch die Wahlen gewann und mit Milan Stojadinović den Ministerpräsidenten stellte.
Die föderalistische Opposition (Udružena oposicija) aus Slowenen, Kroaten und Muslimen boykottierte erneut das Parlament. Sie forderte die Gliederung Jugoslawiens in sieben Länder: Slowenien, Kroatien, Bosnien, Serbien, Vojvodina, Montenegro und Mazedonien. Die Minderheit der serbischen Föderalisten wollte nur vier Teilstaaten schaffen; Montenegro, Mazedonien und die Vojvodina sollten serbisch bleiben.

### Wirtschaft

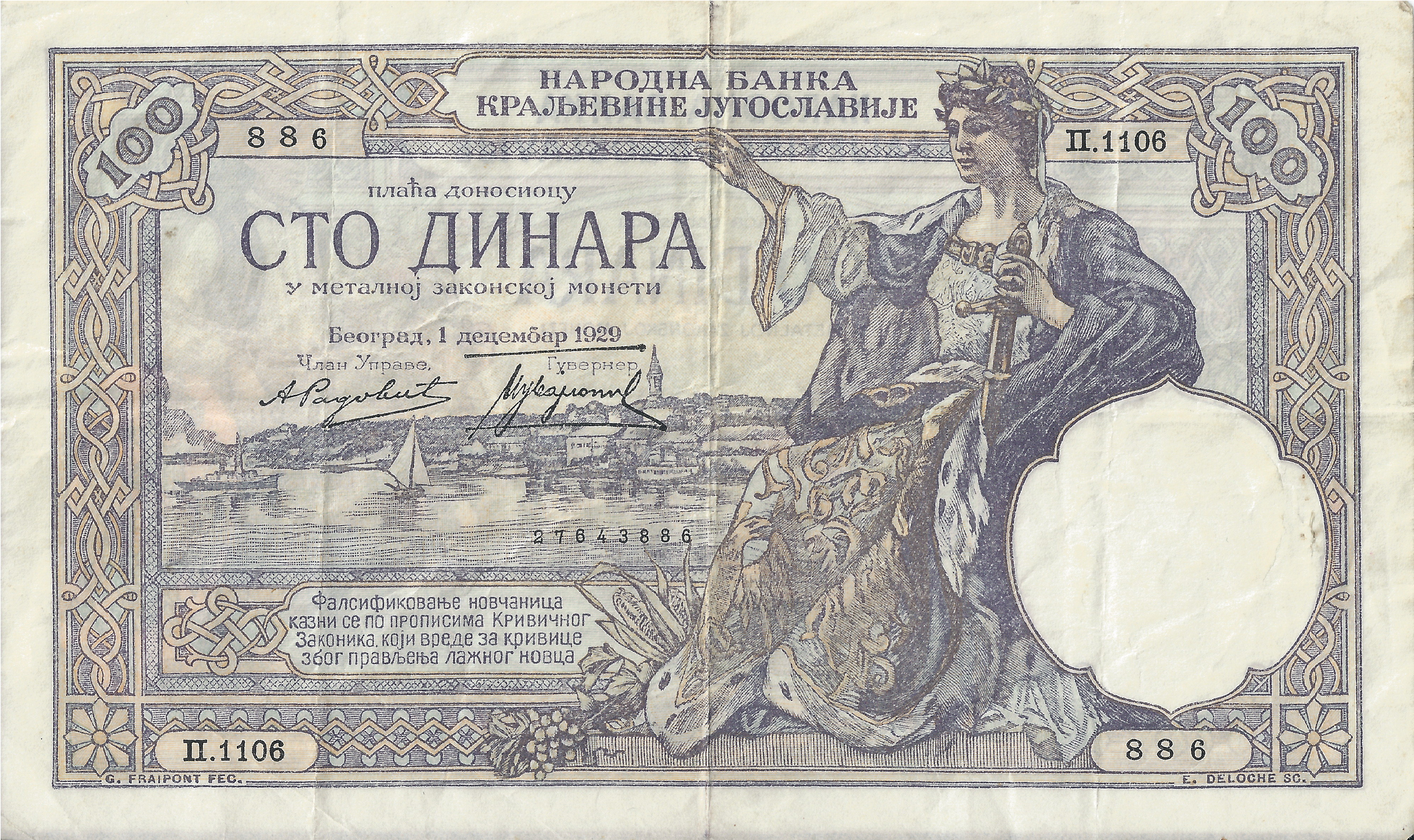
Jugoslawische Banknote (1929)

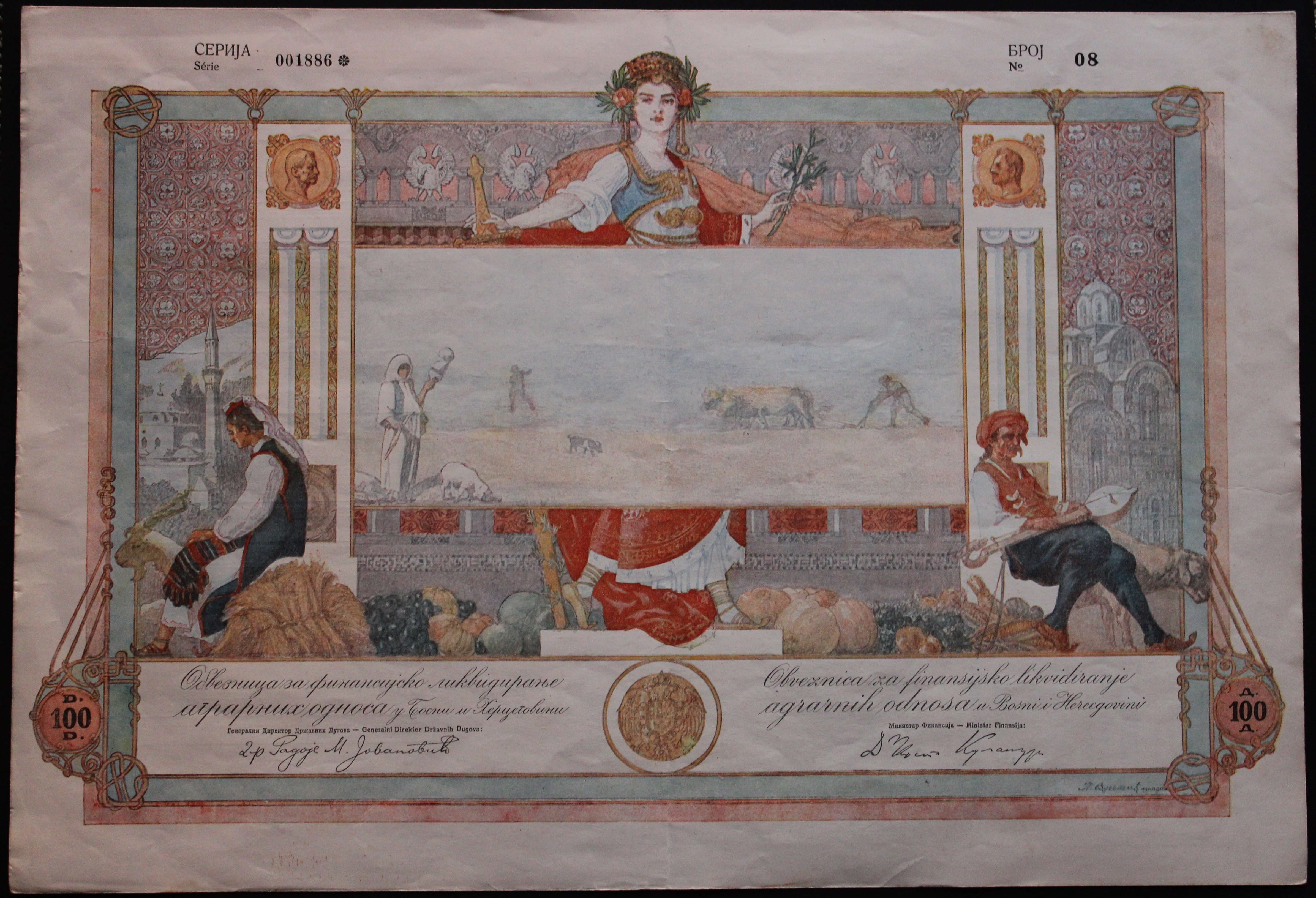
Anleihe des Königreiches der Serben, Kroaten und Slowenen zur Tilgung der Agrarschulden von Bosnien und Herzegowina vom 18. Juni 1921

Nachdem 1919/20 die Grenzen Jugoslawiens gezogen worden waren, musste das Land zu einem Wirtschafts- und Währungsraum vereinigt werden. In den ehemals habsburgischen Gebieten galt die Krone, in Serbien der Dinar. Die Regierung musste die Geldmenge verringern, um die kriegsbedingte Inflation zu bekämpfen. Die Schaffung der neuen Einheitswährung, ebenfalls Dinar genannt, erfolgte 1920. Dabei wurde der serbische Dinar 1:1 umgetauscht, die Krone aber im Verhältnis 4:1. Dies löste in Slowenien, Kroatien, Bosnien und in der Vojvodina große Erbitterung aus, verloren doch die früheren Monarchieslawen 75 Prozent ihres Vermögens und bezahlten auf diese Weise für die Schaffung der neuen Währung, während die Bewohner des alten Serbien keinen Beitrag leisten mussten.
Der SHS-Staat der Zwischenkriegszeit war ein wenig entwickeltes Agrarland. 75 Prozent der arbeitenden Bevölkerung betrieben kleinbäuerliche Subsistenzwirtschaft. Produktive mittelgroße und große Betriebe gab es vor allem in der Vojvodina, in Slawonien und Syrmien sowie im Norden des alten Serbien. Vor allem in der Vojvodina waren viele dieser Bauernwirtschaften im Besitz von Angehörigen der deutschen und ungarischen Minderheit. Zu den großen Grundbesitzern zählte in den entwickelten Gebieten, die vormals zur Donaumonarchie gehört hatten, die katholische Kirche. Vergleichsweise gut entwickelt war auch die slowenische Landwirtschaft. Die Betriebe in den genannten nördlichen Regionen hatten ihre Überschüsse vor dem Krieg in die Industrieregionen der Habsburgermonarchie verkauft. Ein Teil wurde vorher in der örtlichen Lebensmittelindustrie (Mühlen, Zuckerfabriken usw.) weiterverarbeitet. Durch die neuen Grenzen (Zölle) und die zurückgegangene Kaufkraft in Österreich, waren den jugoslawischen Bauern diese Märkte in der Zwischenkriegszeit weitgehend verschlossen. Seit Mitte der 1930er Jahre importierte das nationalsozialistische Deutschland im Zuge der Kriegsvorbereitungen zunehmend Lebensmittel aus Jugoslawien.
In den südlichen Landesteilen (in Mazedonien, Kosovo, Montenegro, Bosnien und Dalmatien aber auch in weiten Teilen Serbiens) gab es fast ausschließlich kleinbäuerliche Subsistenzwirtschaften, die kaum Entwicklungsmöglichkeiten hatten. Den Großgrundbesitzern in diesen Regionen fehlte es an Kapital und Knowhow für die Modernisierung ihrer Betriebe und aufgrund der im Überfluss vorhandenen billigen Arbeitskräfte sowie fehlenden Marktperspektiven hatten sie auch nur geringes Interesse an Veränderungen.
Nennenswerte gewerbliche Produktion gab es in Slowenien, in der Region Belgrad und zunehmend in Zagreb. Industrieprodukte (z. B. Maschinen und Lokomotiven) mussten zum größten Teil eingeführt werden, allein es fehlte dafür an Kapital. So konnte auch die Infrastruktur des Landes in der Zwischenkriegszeit kaum weiterentwickelt werden. Es wurden nur einige Dutzend Kilometer Eisenbahnstrecken neu gebaut und auch das Straßennetz blieb auf dem Stand von vor dem Ersten Weltkrieg.
Von Bedeutung war die Gewinnung von Rohstoffen. In Serbien, Bosnien und Slowenien wurden verschiedene Erze (Eisen, Kupfer u. a.) und Kohle abgebaut. Es fehlte aber an Fabriken zur Weiterverarbeitung. Daneben war die Holzindustrie wichtig. Letztere war vor allem in Bosnien recht gut entwickelt, denn hier war vor dem Ersten Weltkrieg relativ viel investiert worden. Das Problem die Rohstoffe mit konkurrenzfähigen Transportkosten auf den Weltmarkt zu bringen, wurde teilweise gelöst, als man 1929 einen Vertrag mit Griechenland schloss, der Jugoslawien einen Freihafen in Thessaloniki einbrachte. Da die wichtigen Hafenstädte Triest und Rijeka nach dem Krieg an Italien gefallen waren, baute Jugoslawien in Sušak, etwas südlich von Rijeka, einen neuen Hafen- und Schifffahrtsstandort auf.

### Bildung
Wie auch die übrigen Entwicklungsindikatoren wies auch der Bildungsstand der Jugoslawen ein extremes Nord-Süd-Gefälle auf. Slowenien hatte 1918 bereits ein gut ausgebautes Schulsystem. Über 90 Prozent der Kinder besuchten eine staatliche oder kirchliche Grundschule. Die Analphabetenquote lag unter 10 Prozent. Nach dem Krieg wurde vor allem die Mittelschulbildung (Realschulen und Gymnasien) für die Slowenen verbessert, zum einen, indem vorher deutschsprachige Schulen in Krain und der Steiermark zur slowenischen Unterrichtssprache übergingen, zum anderen gab es auch zahlreiche Neugründungen, die teils von der katholischen Kirche, teils vom Staat getragen wurden.
Mehr noch als in Slowenien war das Schulwesen in Kroatien Sache der Kirche. Zwar wurde auch hier das Schulnetz verdichtet, aber der Abstand zu Slowenien verringerte sich nicht. In Binnenkroatien lag die Analphabetenquote bei über 15 Prozent, in Teilen Dalmatiens bei über 25 Prozent. Die Vojvodina nahm bei der Entwicklung des Schulwesens einen mittleren Platz ein. Hier unterhielten neben dem Staat die Kirchen (außer der katholischen und der orthodoxen auch protestantische) viele Schulen. Die Minderheitensprachen Deutsch und Ungarisch wurden nur in den privaten Schulen unterrichtet.
In Bosnien unterschied sich der Bildungsstand in extremer Weise nach der Religionszugehörigkeit. Am höchsten war er bei den Kroaten, denen ein in österreichischer Zeit ausgebautes Schulsystem der katholischen Kirche zur Verfügung stand, es folgten die Serben, während die Muslime das Schlusslicht bildeten, vor allem weil die große Mehrheit der muslimischen Mädchen überhaupt nicht zur Schule geschickt wurde.
Im engeren Serbien gab es zwar ein flächendeckendes Grundschulnetz, doch fehlte es an Mittelschulen. In den 1912 hinzugewonnenen Gebieten ließ das Schulwesen am meisten zu wünschen übrig. Es gab überhaupt zu wenig Grundschulen und in den vorhandenen wurden die Minderheitensprachen nicht berücksichtigt. Da die muslimischen Albaner auch keine kirchlichen Schulen hatten, existierten fast keine albanischsprachigen Bildungsanstalten. Dementsprechend war die Analphabetenquote in den südlichen Gebieten am höchsten. Hier konnten mehr als zwei Drittel der Bevölkerung nicht lesen und schreiben.
Dem jugoslawischen Staat fehlte es sowohl an finanziellen Mitteln wie auch am politischen Willen, den geringen Bildungsstand vor allem in den südlichen Regionen zu heben. An einer Förderung der Albaner war man gar nicht interessiert. Diese wiederum hielten sich von den vorhandenen serbischen Schulen fern, weil man sie – nicht ganz zu Unrecht – als Instrument der Serbisierung ansah.

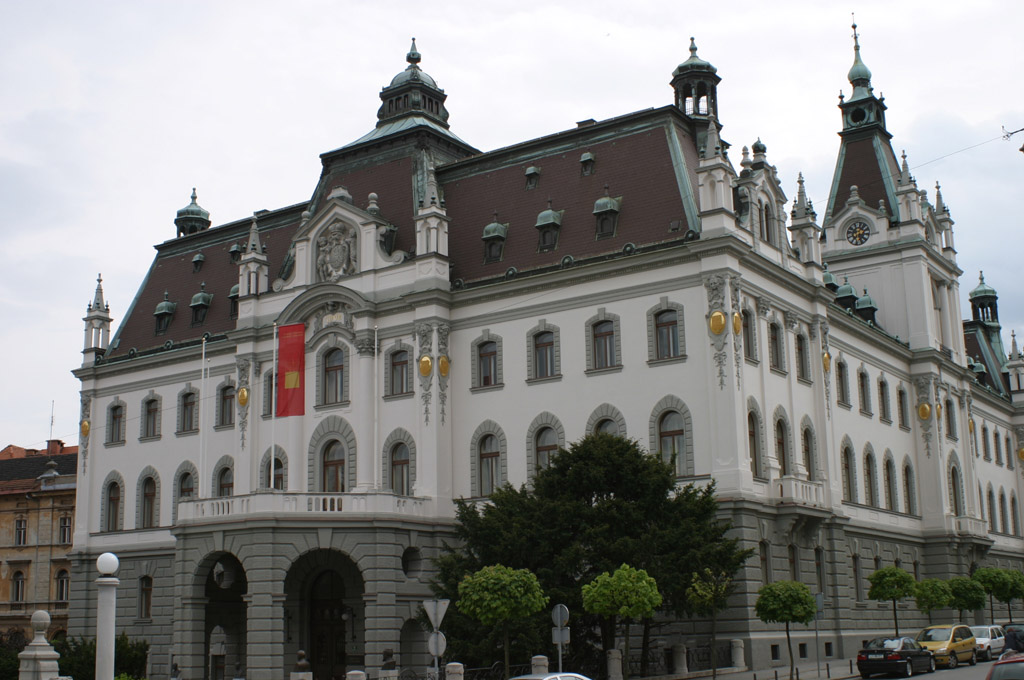
Hauptgebäude der 1919 gegründeten Universität von Ljubljana, Aufnahme aus dem Jahre 2005

Fortschritte gab es in der Zwischenkriegszeit vor allem in Kroatien und Serbien. In Kroatien gründete der jugoslawische Staat säkulare Schulen, um die Vorherrschaft der katholischen Kirche im Bildungswesen etwas zu mindern. Insgesamt blieb der Staat aber auf die Mitarbeit der Kirchen angewiesen. Der SHS-Staat hat sich auch nicht zur Einführung der allgemeinen Schulpflicht entschließen können. Dies bedeutete für die ehemals österreichischen Gebiete einen Rückschritt, denn dort hatte es vor 1918 die achtjährige Schulpflicht gegeben.
1918 existierten auf dem Gebiet Jugoslawiens zwei Universitäten: in Belgrad und in Zagreb. Unmittelbar nach Kriegsende gründeten die Slowenen 1919 in Ljubljana die dritte Universität des Landes. Damit ging ein lange gehegter Wunsch der slowenischen Intellektuellen in Erfüllung. Unter der österreichischen Herrschaft war ihnen die Einrichtung einer eigenen Universität jahrzehntelang verweigert worden.

### Staat und Religionen
Jugoslawien war ein Vielvölkerstaat; in ihm lebten Angehörige unterschiedlicher Religionen. Die Slowenen und Kroaten gehörten fast alle der katholischen Kirche an (zusammen mit den Minderheiten 41 %), die Serben und Montenegriner waren orthodox (45 %). Etwa 11 Prozent der Bevölkerung (Bosniaken, Albaner und Türken) waren Muslime. Unter der deutschen und der ungarischen Minderheit gab es einige Protestanten. Außerdem gab es eine kleine jüdische Minderheit.

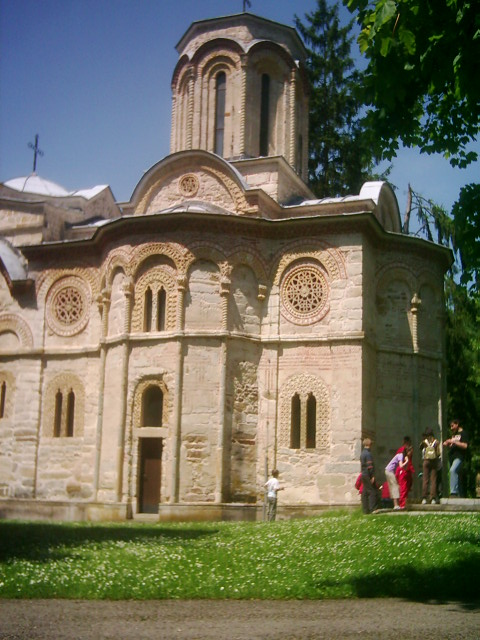
Orthodoxes Ljubostinja-Kloster bei Trstenik

Von politischer Bedeutung war vor allem das Verhältnis der serbisch-orthodoxen und der katholischen Kirche zum Staat. Auch in dieser Hinsicht trat der SHS-Saat bei seiner Gründung ein äußerst heterogenes Erbe an:
Abgesehen von den weitgehend marginalisierten muslimischen Minderheiten waren Serbien und Montenegro rein orthodoxe Länder und die Orthodoxie war dort gleichsam Staatsreligion. 1920 konnte die Serbisch-Orthodoxe Kirche die montenegrinischen Eparchien und die orthodoxen Bistümer in Bosnien, Slawonien, Dalmatien und der Vojvodina hinzugewinnen. Gleichzeitig wurde das serbische Patriarchat erneuert. In dieser Hinsicht hatte die serbische Nationalkirche ihre Ziele erreicht. Durch den Zusammenschluss Serbiens mit großen katholischen Gebieten verlor sie aber den Charakter einer Staatskirche. Die Einheit von Staat und Kirche, wie sie in den orthodoxen Nachbarländern Griechenland und Bulgarien praktiziert wurde, war in Jugoslawien nicht möglich und seitens der Regierung auch nicht erwünscht. Materiell war die Orthodoxie jedoch in hohem Maße vom Staat abhängig, verfügte sie doch aufgrund ihrer Geschichte über relativ wenige gewinnträchtige Besitzungen.

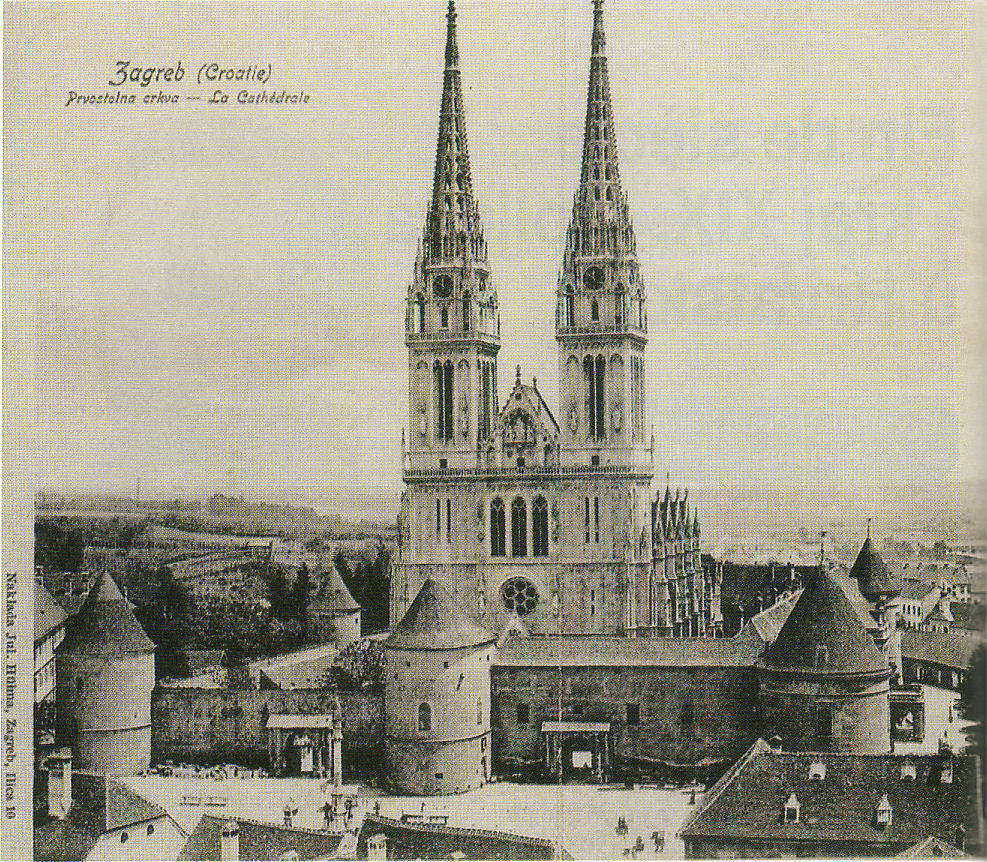
Katholische Kathedrale St. Marien u. St. Stefan in Zagreb um 1905

In der Habsburgermonarchie herrschte zwar religiöser Pluralismus, fast überall waren jedoch die Katholiken in der übergroßen Mehrheit, so auch in Kroatien und Slowenien, und die katholische Kirche war in der Gesellschaft eine sehr einflussreiche Kraft. Der Katholizismus hatte geradezu als eine der wichtigsten Stützen des Habsburgerreiches gegolten, wenngleich das Verhältnis zur Regierung nicht immer ungetrübt gewesen war und auch Priester und Bischöfe in den Nationalbewegungen mitgewirkt hatten. In Slowenien war die Katoliška narodna stranka, in der sich auch katholische Priester engagierten, bis 1941 die mit Abstand stärkste Partei. Auch in Kroatien war die Kirche fest im katholischen Milieu verankert, sie hatte aber weniger direkten Einfluss auf die politischen Parteien. Jedenfalls musste sich auch die katholische Kirche auf eine neue Situation einstellen. Nach 1918 war sie nur mehr eine der beiden starken Religionsgemeinschaften. Aufgrund ihrer reichen Besitztümer sowie den aus österreichisch-ungarischer Zeit stammenden Schulen, sozialen Einrichtungen, Verlagen usw. war die gesellschaftliche Wirksamkeit der katholischen Kirche bei ihren Gläubigen aber deutlich größer als jene der Orthodoxie bei den Serben. Zur national umstrittenen Tagespolitik nahmen die kroatischen Bischöfe erst Stellung, als die Parteien der Kroaten verboten worden waren.
Zwischen den beiden großen Kirchen gab es kaum Kontakte. Der Staat gab sich säkular und ließ die Regelungen zum Staat-Kirche-Verhältnis weitgehend unangetastet. Dies galt auch für die Muslime in Bosnien. Die Muslime in Südserbien (Kosovo und Mazedonien) hatten keine Verträge mit dem Staat. Ihre Stiftungen wurden zum Teil enteignet, um auf dem Land serbische Kolonisten anzusiedeln. Direkte Konflikte mit den christlichen Kirchen waren selten.
Im Einklang mit der Politik des Hl. Stuhls nach den Lateranverträgen bemühten sich die katholischen Bischöfe in den 1930er Jahren um den Abschluss eines Konkordats und auch die jugoslawische Regierung hatte aus zwei Gründen großes Interesse daran: Zum einen hoffte man, dass die kroatischen Bischöfe dann die Meinung ihrer Gläubigen zur Regierung positiv beeinflussen würden, zum anderen wäre der Vertrag mit dem Papst ein außenpolitischer Erfolg gegenüber Italien gewesen.
Als das Konkordat 1937 unterzeichnet war, brach unter den orthodoxen Serben ein Sturm der Entrüstung los. Unter Führung des Ohrider Bischofs Nikolaj Velimirović kam es zu Massenprotesten gegen den Vertrag mit Rom. Die Serben warfen der Regierung den Ausverkauf orthodoxer Interessen vor. Aus Angst vor dem Anwachsen des Widerstands ließ die Regierung das Konkordat nicht im Parlament ratifizieren. Das wiederum brüskierte die katholischen Kroaten und Slowenen. Durch den Konkordatsstreit wurde das zuvor sehr kühle orthodox-katholische Verhältnis in Jugoslawien nationalpolitisch aufgeladen.

### Das Ende des Königreichs

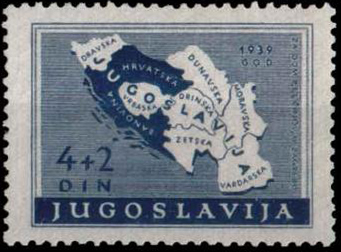
Briefmarke anlässlich der Errichtung der Kroatischen Banschaft (1940)

Ministerpräsident Stojadinović erkannte Ende der 1930er Jahre die schwierige außenpolitische Lage Jugoslawiens und versuchte, die Isolation des Landes durch Annäherung an die Achsenmächte zu überwinden. Sein Ziel war Neutralität im zu erwartenden nächsten großen Krieg. Auch innenpolitisch orientierte er sich an Deutschland und Italien. Er ließ sich als Führer bezeichnen und schuf eine uniformierte Jugendorganisation. Im Februar 1939 wurde Stojadinović aber von der Macht verdrängt.
Unter seinem Nachfolger Dragiša Cvetković kam eine Einigung der Kroaten mit der Regierung zustande. Im sogenannten Sporazum (dt. Übereinkunft) vom 26. August 1939, das Vladimir Maček für die Bauernpartei mit Cvetković ausgehandelt hatte, war die Schaffung einer weitgehend autonomen Banschaft Kroatien vorgesehen. Die Zustimmung Belgrads zu diesem Vertrag war wesentlich durch die gefährliche außenpolitische Situation bewirkt worden. Es war bekannt, dass einige kroatische Politiker Verbindung zu den Regierungen in Rom und Berlin suchten, um ihren Forderungen mehr Nachdruck zu verleihen. Auch die Zerschlagung der Tschechoslowakei und die slowakische Selbstständigkeit von Hitlers Gnaden hatten die jugoslawische Regierung erschreckt.
Das Sporazum hatte aber für beide Vertragsparteien nicht die gewünschte Wirkung. Vielen Kroaten ging die Autonomie nicht weit genug; insbesondere warfen sie Maček vor, dass er mit der Preisgabe Bosniens, das zum größten Teil nicht zur kroatischen Banschaft gehörte, die nationale Sache Kroatiens verraten habe. Auch die zentralistischen Serben warfen der Regierung Verrat ihrer nationalen Interessen vor.
Nach dem Sieg Deutschlands über Frankreich geriet Jugoslawien immer mehr unter diplomatischen Druck. Hitler verlangte den Beitritt des Landes zum Pakt der Achsenmächte. Am 25. März 1941 gab die jugoslawische Regierung nach und unterschrieb. Daraufhin putschten in Belgrad Offiziere erfolgreich, die Jugoslawien auf die Seite der Alliierten bringen wollten. Sie erklärten den jungen Peter II. zum regierenden König und stellten General Dušan Simović an die Spitze der Regierung. Die kurzzeitig in Belgrad aufgeflammte Kriegsbegeisterung hielt noch nicht einmal bis zum tatsächlichen Kriegsausbruch an: Schnell wurde sich die Bevölkerung bewusst, dass die jugoslawische Armee keine Chance gegen die deutsche Wehrmacht hatte. Viele Kroaten, Slowenen und Bosniaken folgen dem Einberufungsbefehl nicht, weil sie ihr Leben nicht für den ungeliebten Staat lassen wollten.

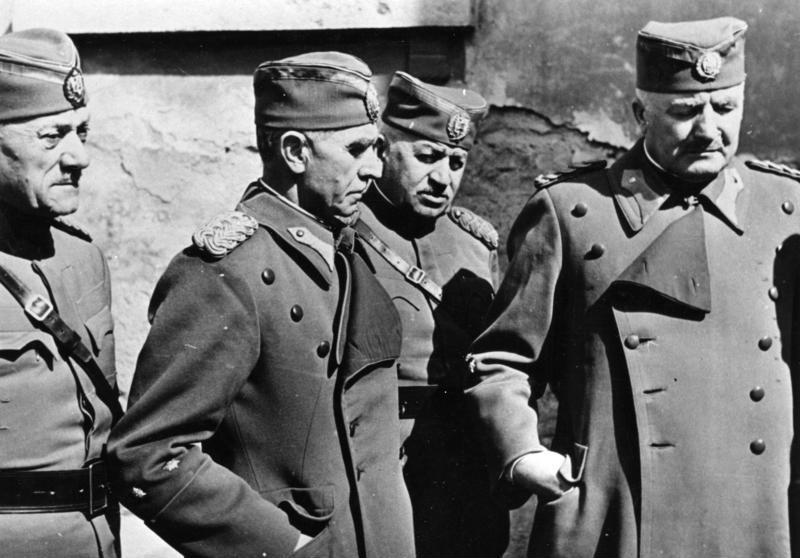
Kriegsgefangene Offiziere im April 1941

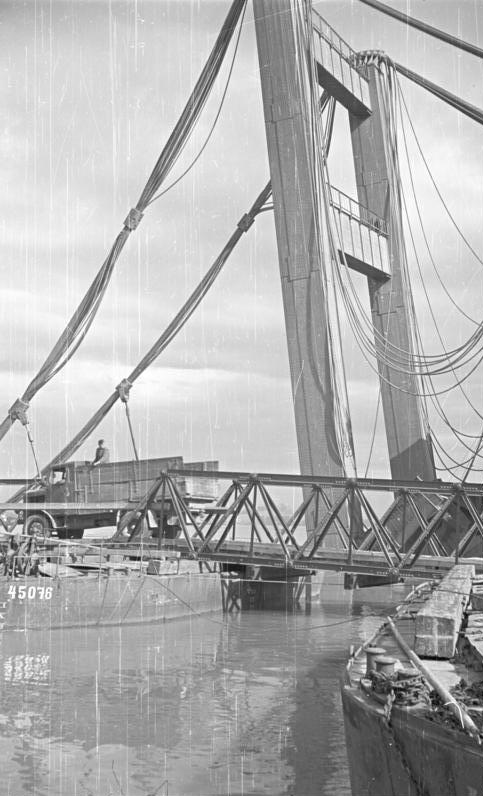
Von der deutschen Luftwaffe zerstörte Donaubrücke in Belgrad

Am 6. April 1941 begann der deutsche Einmarsch, am 17. April kapitulierte die jugoslawische Armee.
Der König und die Simović.Regierung begaben sich ins britische Exil, wo sie die jugoslawische Exilregierung bildeten.

## Der Zweite Weltkrieg

### Die Aufteilung des Landes
Ursprünglich wollte die deutsche Außenpolitik Jugoslawien wie andere südosteuropäische Staaten (Ungarn, Rumänien, Bulgarien) über Verträge an das Dritte Reich binden, um dessen Ressourcen für den geplanten großen Krieg gegen die Sowjetunion ausbeuten zu können. Außerdem sollte der gesamte Balkan unter deutsch-italienischer Kontrolle sein, damit Großbritannien keine Truppen landen und keine Front in Südosteuropa aufbauen konnte, wie es die Entente im Ersten Weltkrieg getan hatte. Der gescheiterte italienische Angriff auf Griechenland führte jedoch in der Schlacht bei Kap Matapan zur Landung englischer Truppen, und nach dem Putsch in Jugoslawien am 27. März 1941 entschloss sich die deutsche Führung, die beiden Balkanstaaten in einem kurzen Krieg zu unterwerfen. Dies gelang im Balkanfeldzug, der am 6. April 1941 mit dem Luftangriff auf Belgrad begann. Am Abend des 17. April unterschrieb in Belgrad General Danilo Kalafatović als Vertreter des jugoslawischen Obersten Befehlshabers die bedingungslose Kapitulation der jugoslawischen Streitkräfte.
Da diese Entscheidung sehr kurzfristig getroffen worden war, gab es keine Pläne, wie mit dem eroberten Jugoslawien verfahren werden sollte. Mit der dann getroffenen Entscheidung zur Aufteilung des Landes verfolgte man zwei Ziele: 1. Die Ressourcen Jugoslawiens sollten für die deutsche Kriegswirtschaft zur Verfügung stehen, ohne dass viele Truppen für die Besetzung nötig wären. 2. Die Expansionsziele der Verbündeten sollten befriedigt werden, um sie fester an das Deutsche Reich zu binden.

Karte Jugoslawiens mit Aufteilung des Staatsgebietes und Besatzungszonen

Italien erhielt den westlichen Teil Sloweniens mit Ljubljana und große Teile Dalmatiens. Außerdem besetzten Mussolinis Truppen Montenegro. Ein großer Teil des Kosovo, der Nordwesten Mazedoniens und die Stadt Ulcinj wurden an die italienische Kolonie Albanien angeschlossen. Damit war das albanisch besiedelte Gebiet in einem Staat vereinigt, wie es die Albaner seit Anfang des 20. Jahrhunderts angestrebt hatten, auch wenn dieses Großalbanien nur ein Nebenland des faschistischen Italiens war. Entsprechend groß war zunächst vor allem unter den Kosovo-Albanern die Unterstützung für die neue Ordnung.
Bulgarien bekam den größten Teil Mazedoniens. Die dortige Bevölkerung fand sich mit diesem Wechsel in ihrer Mehrheit zunächst ab, erhofften sich viele mazedonischen Slawen doch eine bessere Behandlung durch die Bulgaren. Für die Verwaltung wurden von diesen viele Angehörige der IMRO eingesetzt. Die IMRO-Leute betrieben eine Bulgarisierung der Mazedonier, was mit der Zeit zu Unmut und Widerstand unter der Bevölkerung führte.
Ungarn erhielt die Landschaften Batschka und Baranja in der Vojvodina und das Gebiet der Murinsel als Kriegsbeute.
In Kroatien wurde der Unabhängige Staat Kroatien (Nezavisna država Hrvatska, NDH) unter dem Führer der faschistischen Ustascha-Bewegung Ante Pavelić errichtet, nachdem der Chef der kroatischen Bauernpartei Vladko Maček (1879–1964) es abgelehnt hatte, Ministerpräsident dieses deutschen Vasallenstaates zu werden, dem auch Bosnien und Syrmien hinzugefügt wurden. Wie beim Anschluss Österreichs an das Deutsche Reich wurden die geschaffenen Fakten durch eine inszenierte Volksabstimmung abgesegnet. Neben dem kroatischen Staatsvolk lebten in diesem Staat mit rund 6 Millionen Einwohnern, große serbische Minderheiten (19 %); etwa 10 % der Bevölkerung waren muslimische Slawen, die das Ustascha-Regime als muslimische Kroaten bezeichnete und für sich einzunehmen suchte. Beim Völkermord an den Serben im Unabhängigen Staat Kroatien wurden hunderttausende Serben, jedoch gleichzeitig auch Juden und Roma verfolgt, eingesperrt und ermordet. Der NDH-Staat stellte eine eigene kroatische Armee auf. Eine unvollständige deutsche Infanteriedivision und eine italienische Armee von 200.000 Mann blieben in dem in zwei Besatzungszonen geteilten Land präsent.
Die vormals jugoslawische Untersteiermark wurde an das Großdeutsche Reich angeschlossen. Das Gebiet sollte innerhalb kurzer Zeit germanisiert werden. Dafür vertrieben die Besatzer 200.000 Slowenen nach Kroatien. Die deutsche Minderheit in der italienisch besetzten Gottschee wurde stattdessen ins Reich, darunter auch in die Südsteiermark umgesiedelt.

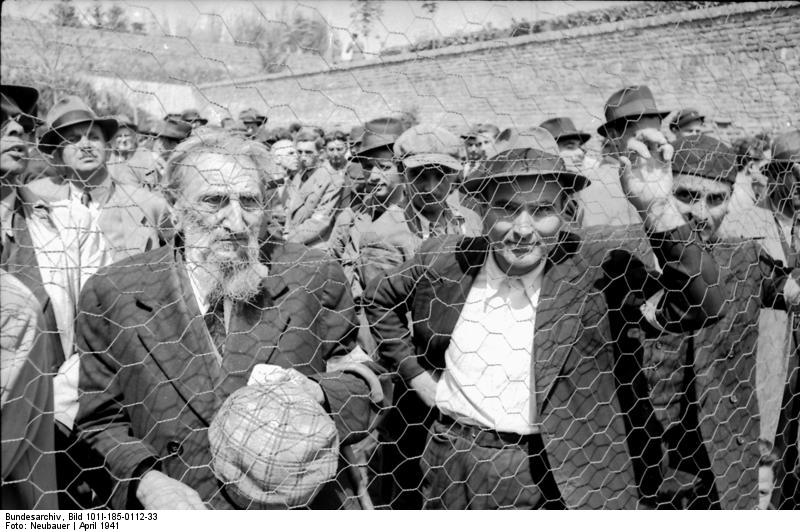
Von den deutschen Besatzern internierte Juden, Belgrad 1941

Das engere Serbien und Teile der Vojvodina kamen unter deutsche Militärverwaltung. Dort wurde von den Eroberern eine serbische Regierung unter dem General Milan Nedić installiert, die mit den Deutschen kollaborierte. In dieses serbische Gebiet wurden Hunderttausende Serben und einige Tausend Slowenen aus den anderen jugoslawischen Gebieten vertrieben. Vgl. dazu: Serbien im Zweiten Weltkrieg
Etwa 70.000 Menschen wurden während des Krieges aus Serbien und Slowenien als Zwangsarbeiter ins Reich verschleppt. Unmittelbar nach der Besetzung Jugoslawiens begannen die deutschen Besatzungsbehörden mit der Internierung der jüdischen Bevölkerung in Serbien. Im September 1941 veranlasste die dortige deutsche Militärverwaltung Massenerschießungen jüdischer Männer. Ab Dezember 1941 wurden jüdische Frauen, Kinder und Greise aus Serbien im Lager Semlin interniert. Im Mai 1942 ermordete die Gestapo 6000 von ihnen mit einem Gaswagen. Auch im kroatischen NDH-Staat wurden ab August 1941 Tausende Juden in Lager verbracht und ein Jahr später lieferten die kroatischen Behörden den Deutschen 5500 Menschen aus, die zur Vernichtung nach Auschwitz deportiert wurden.
Ursprünglich hatte man 1941 auf Seiten der Achsenmächte gedacht, die Gebiete Jugoslawiens mit etwa 150.000 Soldaten in den nächsten Jahren kontrollieren zu können. Dazu kamen noch die Truppen NDH-Kroatiens (Hrvatsko domobranstvo und Ustascha-Garde) sowie die bewaffnete Macht der serbischen Kollaborateure des Generals Nedić. Bald formierte sich aber der jugoslawische Widerstand und brachte Besatzern wie Kollaborateuren empfindliche Verluste bei. Schnell zeigte sich, dass die Deutschen und ihre Verbündeten vor allem die gebirgigen Regionen – also den größten Teil Jugoslawiens – nicht vollständig beherrschen konnten. Zwei Jahre später, als die Italiener Anfang September 1943 als Besatzer ausfielen (Seitenwechsel zu den Alliierten), hatte das Dritte Reich über 250.000 Soldaten in Jugoslawien stationiert. Trotzdem wurden immer größere Gebiete von den Partisanen kontrolliert. Auch die Aufstellung von SS-Verbänden aus einheimischen Rekruten (Volksdeutsche, Bosnier und Albaner) brachte keine Entlastung für die geschwächten Besatzer.

### Der Partisanenkrieg
Am Partisanenkrieg gegen die Besetzung Jugoslawiens beteiligten sich die verschiedenen Volksgruppen im unterschiedlichen Ausmaß. Albaner, Ungarn und Volksdeutsche verweigerten sich dem Widerstand. Die aktive Beteiligung von Mazedoniern, Bosniern und Kroaten blieb bis 1944 deutlich hinter dem zurück, was ihrem Bevölkerungsanteil entsprochen hätte. Die Aufstandsbewegung begann im April 1941 in den serbischen, montenegrinischen und slowenischen Bevölkerungsteilen.
In der Nachkriegszeit wurde es im kommunistischen Jugoslawien üblich, die Offensiven der Achsenmächte gegen die kommunistischen Partisanen bzw. gegen die Volksbefreiungsarmee als die „sieben feindlichen Offensiven“ zu bezeichnen.

#### 1941

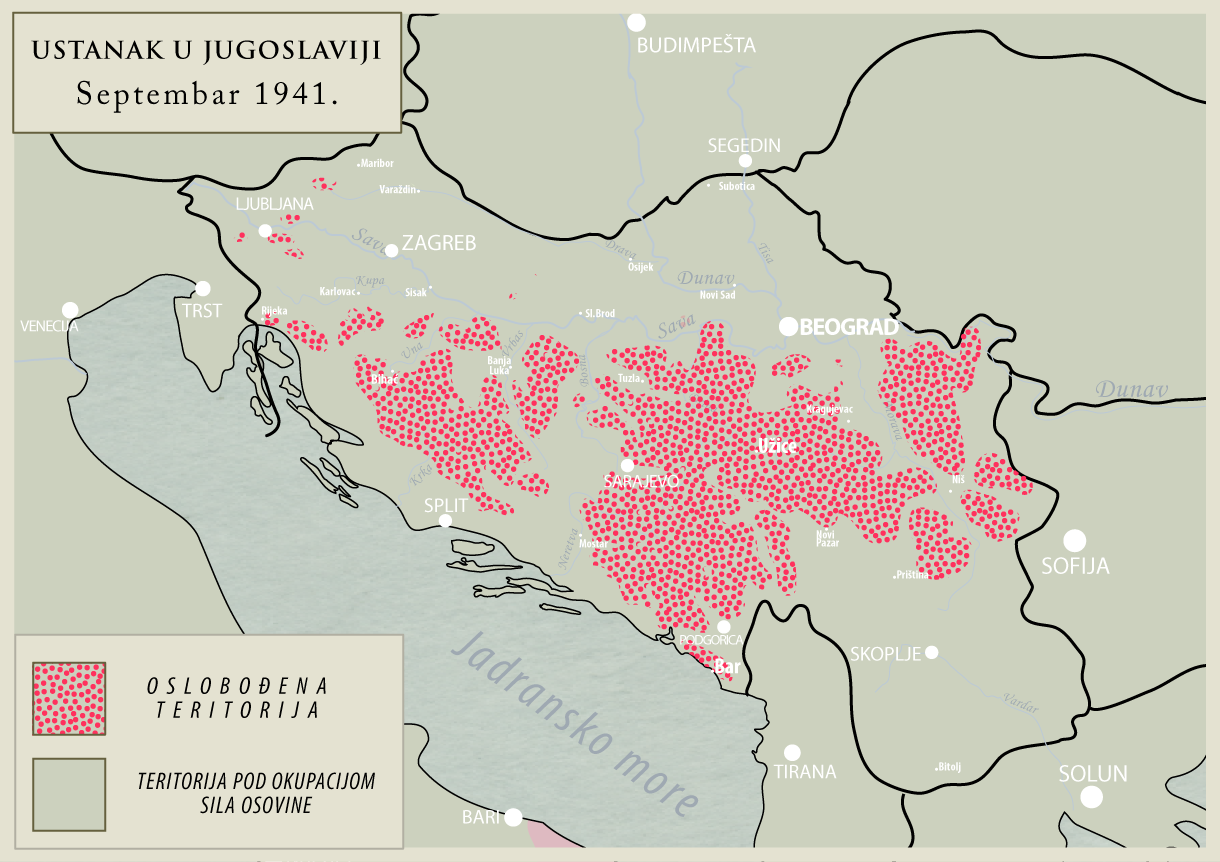
Aufständische Gebiete im September 1941

Nach dem deutschen Angriff auf die Sowjetunion am 22. Juni 1941 rief die Kommunistische Internationale (Komintern) alle kommunistischen Parteien Europas zum Widerstand auf. In einer Proklamation rief am selben Tag das Zentralkomitee der Kommunistischen Partei Jugoslawiens (KPJ) als nationale Sektion der Komintern das Proletariat des Landes zur Verteidigung der Sowjetunion auf. Noch am selben Tag wurde im Wald Brezovica bei Sisak die erste Partisaneneinheit in Südosteuropa gegründet (Tag des antifaschistischen Kampfes). Am 4. Juli 1941 fand in Belgrad eine Sitzung des Hauptstabs der Volksbefreierischen Partisanenverbände Jugoslawiens unter dem Vorsitz von Josip Broz Tito statt, bei dem die KPJ den bewaffneten Kampf gegen die Besatzer beschloss. Am 7. Juli feuerte im serbischen Bela Crkva Žikica Jovanović Španac den ersten Schuss auf einen serbischen Gendarmen ab. Nacheinander brachen auch in anderen Landesteilen Aufstände aus – am 13. Juli in Montenegro, am 22. Juli in Slowenien (dort als Antiimperialistische Front) und am 27. Juli in Kroatien sowie in Bosnien und Herzegowina. Zu den anfänglich kleinen Partisanen-Einheiten gehörten Kommunisten, aber auch gewöhnliche arme Bürger, Arbeiter und Bauern. Am 22. Dezember 1941 wurde in der ostbosnischen Ortschaft Rudo mit der Ersten Proletarischen Brigade mit ca. 900 Kämpfern die erste größere Kampfeinheit gebildet. Mit jedem Jahr stieg die Zahl der Kämpfer kontinuierlich an, so dass zum Ende des Krieges innerhalb der nun so genannten Jugoslawischen Volksarmee 800.000 Soldaten unter Waffen standen. Die Deutschen reagierten auf den Widerstand mit äußerster Härte. Für jeden getöteten Besatzungssoldaten wurden 50 bis 100 Zivilisten in der entsprechenden Gegend hingerichtet. Diesen so genannten „Sühneaktionen“ sind bis 1944 über 80.000 Menschen zum Opfer gefallen. Die maßlosen Gewaltakte in Jugoslawien haben immer mehr Betroffene in den Widerstand getrieben. Dem Völkermord an den Serben im Unabhängigen Staat Kroatien durch die Ustascha suchten sich neben den verfolgten Serben auch Muslime und Kroaten zu entziehen, indem sie sich den Partisanen anschlossen. Neben Tito waren der Slowene Edvard Kardelj, der Serbe Aleksandar Ranković, die Montenegriner Ivan Milutinović, Milovan Đilas und Svetozar Vukmanović-Tempo, der Kroate Vlado Popović und der serbische Jude Moša Pijade die bedeutendsten Männer in der Führung der kommunistischen Partisanen. Sie übernahmen später auch Schlüsselstellungen im AVNOJ.
Neben den kommunistischen Partisanen formierten sich auch die serbisch-nationalen Tschetniks als Widerstandsbewegung. Führer der Tschetniks war Oberst Draža Mihailović, der sich als Statthalter des exilierten jugoslawischen Königs Peter II. betrachtete. Mihailović gelang es aber nicht, die volle Kontrolle über die verschiedenen Einheiten der Tschetniks zu erlangen, deren Kommandeure zum Teil auf eigene Faust Krieg führten. Mihailović selbst wollte eigentlich abwarten, wie sich die Lage entwickelt, sah sich aber durch die eigenen Leute und die zunehmende Konkurrenz der Tito-Partisanen schon im Sommer 1941 gezwungen, die Initiative zu ergreifen. Bald beherrschten Tschetnikeinheiten Westserbien, fast ganz Montenegro, bedeutende Teile Bosniens und des dalmatinischen Hinterlands. Mihailović war Ende 1941 zum mächtigsten Mann in Serbien aufgestiegen, mit dem sich die Kollaborationsregierung Nedić arrangieren musste. Der Tschetnikführer wiederum suchte den Ausgleich mit Hitlers serbischen Kollaborateuren, weil er seine Hauptfeinde in den Kroaten und den bosnischen Muslimen sah. Gegen diese konzentrierte er seine Kräfte in Bosnien. Der Krieg wurde von der Ustascha und den Tschetniks äußerst grausam geführt. Die bosnischen Muslime, die von Pavelić als Verbündete umworben wurden, gerieten dabei zwischen die Fronten. Sie wurden von den Tschetniks als Helfer der Ustascha bekämpft. Zahlreiche muslimische Dörfer wurden niedergebrannt, die Muslime vertrieben und die Tschetniks veranstalteten Massenerschießungen. Foča, Višegrad und Goražde waren 1941 die Zentren dieser Grausamkeiten. Mehr als 100.000 Muslime fielen diesem Terror im Zweiten Weltkrieg zum Opfer.
Mihailovićs militärische Erfolge führten dazu, dass ihn die jugoslawische Exilregierung zum Kriegsminister ernannte und ihn die verbündeten Mächte Großbritannien und Sowjetunion in dieser Position anerkannten. Mihailovićs politische Vorstellung für die südosteuropäische Nachkriegsordnung sahen die Schaffung eines großserbischen Staates vor. Serbien sollte um Slawonien, Bosnien und Teile Dalmatiens erweitert werden. Dort sollten nur mehr Serben leben. Das restliche Kroatien und Slowenien waren als für die serbische Vorherrschaft ungefährliche Nebenländer Jugoslawiens vorgesehen. Wegen ihrer politischen Ziele, mehr noch aber wegen ihrer Kriegsführung konnte die Tschetnikbewegung außer bei den Serben nur unter den Slowenen eine größere Zahl Anhänger gewinnen. Der kommunistischen Partisanenbewegung gelang es dagegen, bei allen Völkern Jugoslawiens Fuß zu fassen.
Während des Sommers 1941 war zunächst Serbien das wichtigste Aktionsgebiet der Tito-Partisanen. Diese vermieden anfangs die direkte Konfrontation mit den gut bewaffneten Verbänden der Wehrmacht. Ihre Angriffe richteten sich im Juli 1941 vorwiegend gegen serbische Gendarmen und Einrichtungen der Kollaborationsregierung. Da die deutsche Militärverwaltung nur wenig Truppen hatte, da viele Einheiten schon an die Ostfront verlegt worden waren, konnten die Kommunisten den Sommer über schnell Fuß fassen und eine flexible und schlagkräftige Organisation aufbauen. Im August erfasste der Aufstand weite Teile Serbiens und schon Ende des Monats beherrschten die Kommunisten ein befreites Gebiet zwischen den Städten Krupanj, Loznica und Zvornik, über das die Besatzer keinerlei Kontrolle mehr hatten. Am 21. September 1941 riefen die Partisanen in Westserbien die Republik von Užice aus.
Die Erfolge der kommunistischen Partisanen bewogen den Tschetnik-Führer Mihajlović ein Geheimabkommen mit der serbischen Kollaborationsregierung und der Wehrmacht zu schließen. Als Gegenleistung für die Unterstützung beim Kampf gegen die kommunistischen Jugoslawischen Partisanen sollten die Tschetniks von den Deutschen Waffen, Verpflegung, Logistik und Sold erhalten.
Anfang November 1941 führten Verbände von Mihailović einen Angriff gegen die Partisanenhochburg Užice durch. Der Angriff wurde zurückgeschlagen und Mihailović entging nur knapp einem militärischen Desaster. Die deutschen Truppen konnten die geschwächten Partisanen in den folgenden Wochen in die Defensive drängen. Erst auf englischen Druck fand sich Mihailović am 20. November 1941 zu einem Waffenstillstand mit Tito bereit. Er war aber nicht bereit, auf Seiten der Partisanen in die Kämpfe einzugreifen. Nach dieser Ablehnung war offenbar, dass sich die Tschetniks und die kommunistisch geführten Partisanen im weiteren Kriegsverlauf als Feinde gegenüberstehen würden.
Das Bündnis der Tschetniks mit italienischen und deutschen Verbänden trug dazu bei, dass die Partisanen Užice am 29. November 1941 aufgeben mussten. Sie verlagerten ihre Hauptaktivitäten nun nach Bosnien und Dalmatien, während Serbien bis Anfang 1944 vornehmlich Einflussgebiet der Tschetniks war. Am Ende des ersten Kriegsjahres in Jugoslawien hatte Titos Partisanenarmee eine Stärke von 80.000 Mann.
Aufgrund seiner geographischen Lage (die Hauptkräfte der Partisanen operierten in Bosnien, Montenegro und Dalmatien) und zum Teil auch aus politischen Gründen nahm der Partisanenkrieg in Mazedonien einen besonderen Verlauf. Zunächst war der Umgang der bulgarischen Besatzer mit der Bevölkerung deutlich besser als in den anderen Teilen Jugoslawiens. Die Bulgaren sahen die Mazedonier als Teil ihrer Nation an und verliehen denen, die sich zum Bulgarentum bekannten, die Staatsbürgerschaft. Die übrigen wurden über die Grenze in andere Besatzungsgebiete abgeschoben. So kam es, dass viele Mazedonier auch bei den bulgarischen Streitkräften dienten.
Die großserbischen Tschetniks waren in Mazedonien nicht aktiv, weil sie bei der Bevölkerung, die jahrzehntelang dem Serbisierungsdruck der Belgrader Regierung ausgesetzt gewesen war, keinerlei Rückhalt hatten. Die ohnehin nur schwach in der Region vertretenen Kommunisten waren aus nationalen Gründen zerstritten und zu Beginn des Krieges nicht unter Kontrolle der jugoslawischen Führung um Tito. Nach der Besetzung übernahm der bulgarische Kommunist Metodija Šatorov-Šarlo die Führung der Partei in Skopje. Šatorov und die bulgarische KP wollten 1941 keinen bewaffneten Aufstand riskieren. Gleichwohl gab es im Herbst 1941 einige kleine Partisanengruppen, die im Oktober mit Überfällen auf bulgarische Posten begannen.

#### 1942
Am 26. November 1942 wurde als Dachverband der verbündeten Partisanengruppen der Antifaschistische Rat der Nationalen Befreiung Jugoslawiens (serbokroatisch: Antifašističko v(ij)eće narodnog oslobođenja Jugoslavije (AVNOJ)) gebildet. Die KPJ stellt ihre Parteidoktrin (proletarische Revolution) in den Hintergrund und bot der AVNOJ ein attraktives Programm für die Nachkriegsordnung, das bei vielen Menschen aller jugoslawischen Völker Zustimmung fand. Man propagierte den Kampf gegen den Faschismus, die Gleichberechtigung aller jugoslawischen Nationen und die Errichtung eines föderalen Staates.
Am 18. Dezember 1942 wurde die erste Partisanen-Marineeinheit mit 150 Mann in Podgora, Tučepi und Igrane aufgestellt. Sie benutzte Fischerboote und zwei erbeutete Motorschiffe für Überfälle auf italienische Nachschubtransporte.

#### 1943

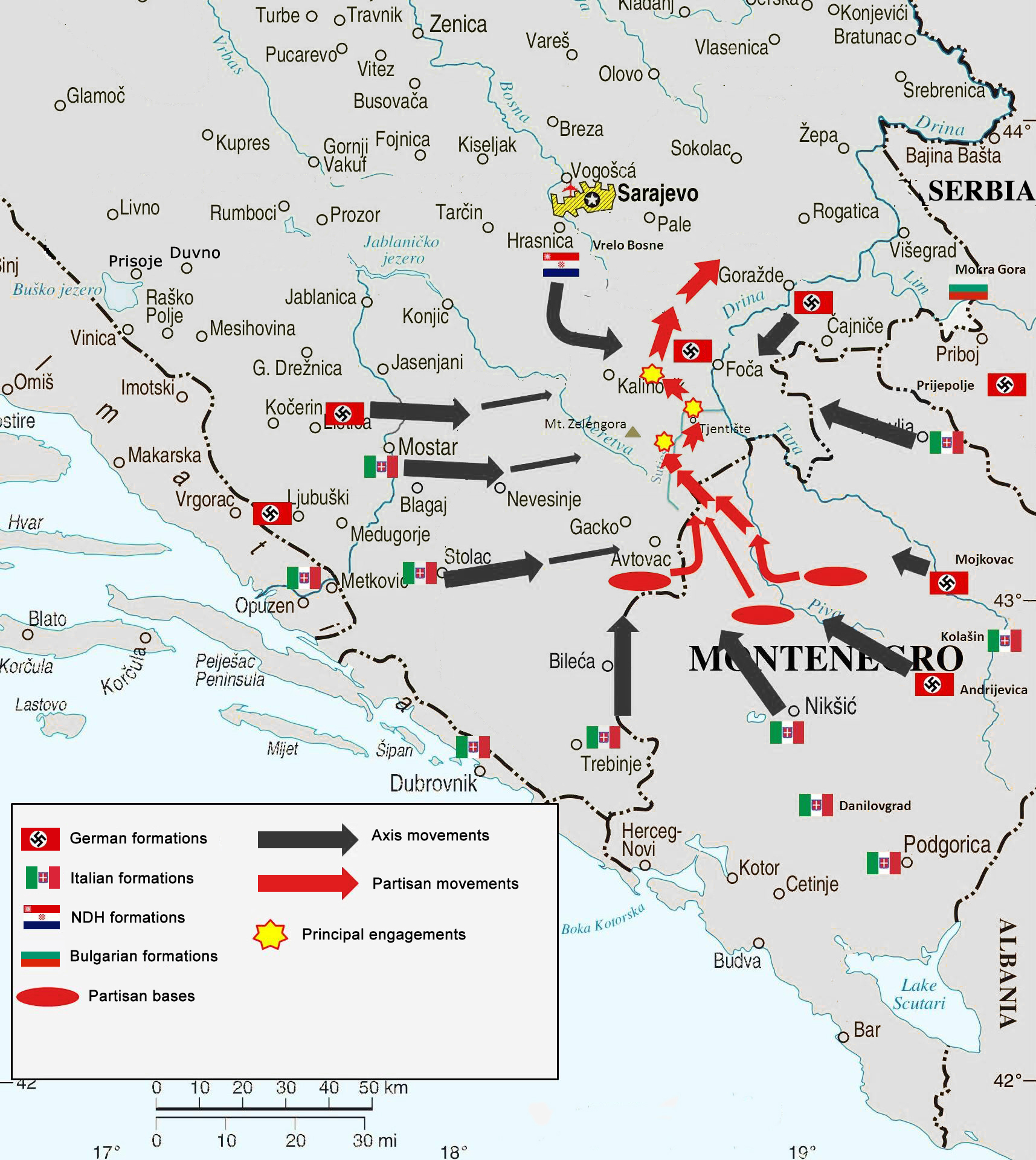
Die Operation Schwarz gegen die Partisanen

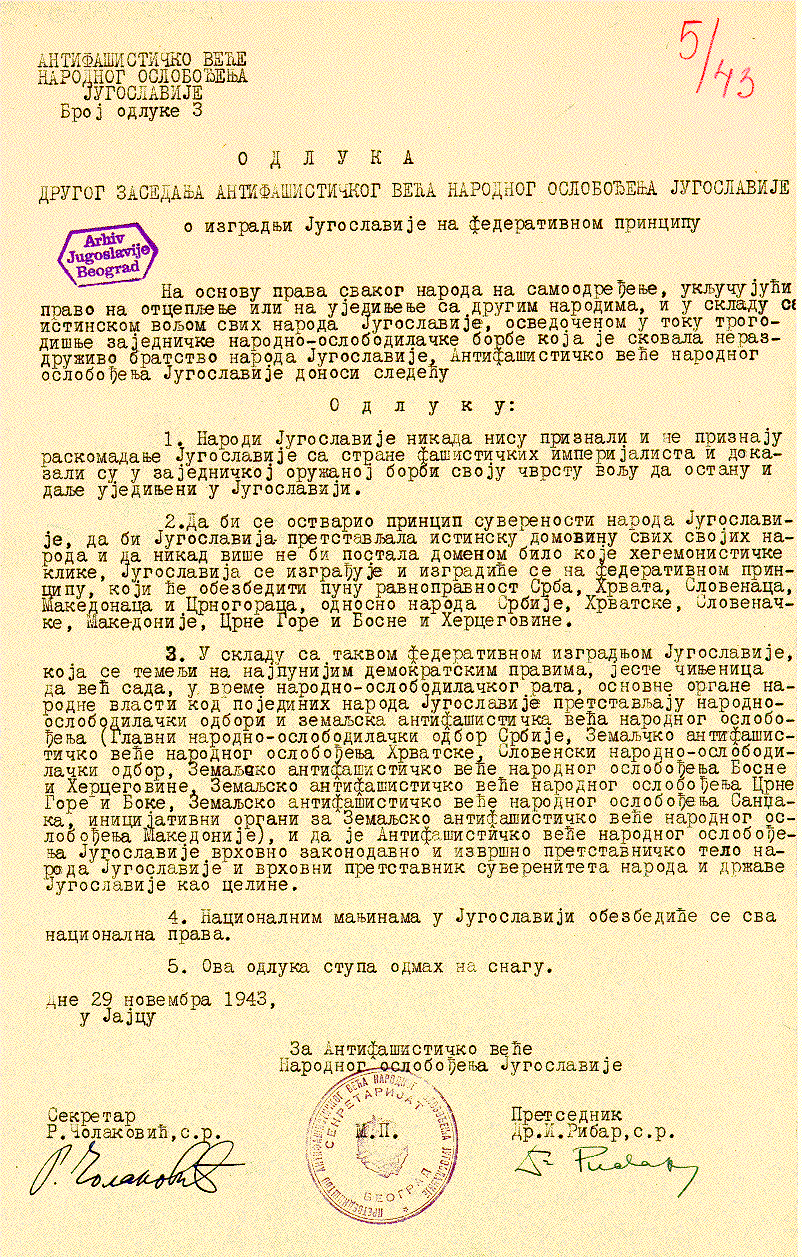
Beschluss des AVNOJ zur Föderalisierung Jugoslawiens nach dem Krieg, Jaice 1943

Zu Beginn des Jahres 1943 befürchteten die Achsenmächte eine Invasion der Alliierten auf dem Balkan. Ziel war die Vernichtung der jugoslawischen Partisanen und die Gefangennahme ihres Anführers Josip Broz Tito. Der Beginn der Offensive (Operation Weiß) war für den 20. Januar 1943 angesetzt und konzentrierte sich auf das Gebiet von Bosnien-Herzegowina. Die Achsenmächte boten neun Divisionen auf, sechs deutsche und drei italienische. Diese wurden unterstützt von zwei kroatischen Divisionen und einer Anzahl von Tschetnik- und Ustascha-Verbänden. In dieser Operation (Schlacht an der Neretva) standen etwa 150.000 Soldaten auf Seiten der Achse einer wesentlich kleineren Streitmacht der Partisanen gegenüber. Abgesehen von diesen schweren Verlusten für die Jugoslawische Volksbefreiungsarmee und einem taktischen Sieg der Achsenmächte konnten die Partisanen im April 1943 ihr Oberkommando und ihr Lazarettwesen sichern und waren in der Lage, ihre militärischen Operationen fortzusetzen. In der folgenden Operation Schwarz mobilisierten die Achsenmächte etwa 127.000 Soldaten gegenüber noch 18.000 Partisanen der jugoslawischen Volksbefreiungsarmee. Der deutsche Angriff begann am 15. Mai 1943, in der Anfangsposition versuchte man die Partisanen im Bereich des Durmitor-Massivs im gebirgigen Teil des Nordens von Montenegro einzukreisen. Kurz vor der vollständigen Einkreisung gelang der jugoslawischen Volksbefreiungsarmee Mitte Juni der Durchbruch durch die Reihen der deutschen 118. und 104. Jäger-Division sowie der 369. (kroatischen) Infanterie-Division über die Sutjeska, in Richtung Ost-Bosnien. Die jugoslawische Volksbefreiungsarmee konnte sich im Osten Bosniens neu formieren und eroberte innerhalb der nächsten 20 Tage die Städte Olovo, Srebrenica und Zvornik zurück.
Nach der Landung der Alliierten auf Sizilien zeichnete sich der Zusammenbruch des faschistischen Regimes in Italien ab. Am 25. Juli erfolgte der Sturz Mussolinis, und die neue italienische Regierung begann bald darauf mit den Briten und Amerikanern zu verhandeln. Diese Situation wirkte sich auch auf das italienische Besatzungsgebiet in Jugoslawien aus. Von Ende Juli bis Anfang September verzeichneten die Partisanen gegenüber den kriegsmüden und durch den politischen Umsturz demotivierten italienischen Truppen bedeutende Gebietsgewinne in Montenegro, Dalmatien, Istrien und Slowenien. Nach dem Waffenstillstand Italiens am 8. September erbeuteten die Partisanen große Mengen an Waffen und stießen kurzzeitig sogar bis Triest vor. Kurz darauf traten aber deutsche Einheiten an die Stelle der Italiener. Im Norden konnten sie zusammen mit Verbänden der Ustascha die Partisanen wieder zurückdrängen. Auch weite Teile Montenegros konnten die Deutschen bald kontrollieren.
Der AVNOJ trat von 21. bis 29. November 1943 in der bosnischen Stadt Jajce zu seiner zweiten Konferenz zusammen. An der Zusammenkunft nahmen 142 Delegierte aus fast allen Regionen Jugoslawiens teil. Nur den Abgesandten Mazedoniens gelang es nicht, nach Bosnien zu kommen. Es wurde beschlossen, Jugoslawien nach Kriegsende als föderalen Staat wiederzuerrichten. Als Staatsnationen wurden neben Serben, Kroaten und Slowenen nun auch Montenegriner und Mazedonier anerkannt. All diese Völker sollten eine eigene Teilrepublik erhalten. Die politische Aufwertung der beiden kleinsten südslawischen Völker trug einerseits den gewachsenen Identitäten beider Ethnien Rechnung; die Führung um Tito wollte damit auch ihre Massenbasis in den südlichen Landesteilen ausbauen. Andererseits sollte diese Maßnahme das Übergewicht der Serben im neuen Jugoslawien verringern.
Ihre militärischen Erfolge bewogen die Kommunisten nun auch, endgültig mit der in London ansässigen jugoslawischen Exilregierung zu brechen. König Peter II. wurde die Rückkehr nach Jugoslawien verboten.

#### 1944
Anfang 1944 anerkannten die Westmächte den AVNOJ als legitime Regierung und Vertreter Jugoslawiens in der Anti-Hitler-Koalition. Unabhängig davon versuchte der britische Premierminister Churchill auch dann noch, Politiker der Exilregierung zu unterstützen, damit diese an der Gestaltung der jugoslawischen Nachkriegsordnung beteiligt würden. Die Westalliierten lieferten nun verstärkt Waffen und Ausrüstung an die Tito-Partisanen.
Im Unternehmen Rösselsprung (1944) versuchten die Achsenmächte ein letztes Mal Titos habhaft zu werden. Die Operation war die letzte von sieben Offensiven zur Bekämpfung der jugoslawischen Partisanen und obwohl es gelang die Partisanen zu überraschen und das Hauptquartier der Jugoslawischen Volksbefreiungsarmee zu zerstören, wurde das eigentliche Ziel, die Gefangennahme oder Tötung Titos nicht erreicht.
Rumänien und Bulgarien erklärten im August bzw. September unter sowjetischem Druck Deutschland den Krieg.
Am 20. August begann die Rote Armee eine Großoffensive (Operation Jassy-Kischinew); am 1. Oktober 1944 erreichte sie serbisches Gebiet.
Vom 14. September bis 24. November 1944 fand – mit erheblicher Partisanen-Unterstützung – die Belgrader Operation statt. Am 20. Oktober war die Eroberung Belgrads abgeschlossen. Die Heeresgruppe E der Wehrmacht wäre beinahe abgeschnitten worden.
Die deutschen Einheiten beschleunigten nun den Rückzug aus Griechenland, Albanien und dem Süden Jugoslawiens, um nicht vom Reich abgeschnitten zu werden. Der AVNOJ verlegte als provisorische Regierung seinen Sitz in die Hauptstadt Belgrad und übernahm die Verwaltung der befreiten Gebiete. Ein sowjetisches Besatzungsregime gab es in Jugoslawien nicht. Im Herbst 1944 flohen die meisten Deutschen aus der Vojvodina und aus Slawonien ins Reich bzw. wurden enteignet und vertrieben.
Ein Jahr nach Formulierung der Beschlüsse von Jajce wurden diese am 21. November 1944 in Belgrad in überarbeiteter Form bekräftigt. Einer der Beschlüsse war der Erlass über den Übergang feindlichen Vermögens in Staatseigentum und die staatliche Verwaltung des Vermögens abwesender Personen sowie die Beschlagnahme des von den Besatzungsmächten gewaltsam entfremdeten Vermögens. Gemäß diesem Beschluss wurde mit der Enteignung sämtlichen Vermögens des Deutschen Reiches und seiner Staatsbürger in Jugoslawien sowie des Besitzes der Angehörigen der deutschen Minderheit begonnen. Ausgenommen waren nur die wenigen hundert Deutschen, die in den Reihen der Nationalen Befreiungsarmee und der Partisaneneinheiten Jugoslawiens gekämpft hatten. Auch das Vermögen der Kriegsverbrecher sollte ohne Rücksicht auf deren Staatsbürgerschaft zugunsten des Staates beschlagnahmt werden. Im Februar 1945 wurde dieser Erlass von 1944 im Gesetzblatt Jugoslawiens veröffentlicht und erlangte Rechtskraft. Die Regelungen fanden dann Eingang in das Konfiszierungsgesetz vom 9. Juni 1945 und in das Gesetz zur Agrarreform vom 23. August 1945.
Im Dezember 1944 war auch Montenegro von den Besatzungstruppen befreit.

#### 1945
Die Kämpfe um die Befreiung Jugoslawiens dauerten noch bis zur endgültigen Kapitulation am 8. Mai 1945 an. Dabei trat wieder der Aspekt des innerjugoslawischen Bürgerkriegs in den Vordergrund. Es standen nur mehr wenige kampffähige deutsche Verbände im Land, aber viele Angehörige der kroatischen Heimwehr, der Ustascha und slowenische Kollaborateure wehrten sich bis zuletzt gegen die unausweichliche Niederlage, weil sie die grausame Rache der kommunistischen Truppen fürchteten.
Tito und seine Parteigenossen setzten die jugoslawische Befreiungsarmee Anfang 1945 für zwei unterschiedliche Belange ein: Zum einen sollten die Truppen vor den Alliierten in jene Gebiete vordringen, die Jugoslawien bei den kommenden Friedensverhandlungen für sich beanspruchen wollte. So wurden noch in den ersten Maitagen Istrien, Triest und einige Orte in Kärnten besetzt. Allerdings erzwangen die Briten umgehend den Rückzug aus Kärnten und aus Triest.
Während der kurzen jugoslawischen Besatzungszeit kam es in der Gegend von Triest zu zahlreichen Morden an Italienern, die als Mörder und Peiniger der slowenischen Minderheit in jener Region beschuldigt wurden. Die italienische Minderheit in Istrien wurde von den Partisanen drangsaliert und teilweise wild enteignet. Viele Italiener flohen noch 1945 von der Halbinsel; der Auswanderungsstrom hielt noch mehr als ein Jahrzehnt an, so dass in der Gegenwart nur mehr sehr wenige Italiener in Istrien leben.
Den Schlusspunkt des Zweiten Weltkriegs bildete für Jugoslawien das Massaker von Bleiburg. Tausende nach Kärnten geflohene Soldaten der Ustascha und der slowenischen Heimwehr wurden von den Briten vereinbarungsgemäß an die Tito-Partisanen ausgeliefert und von diesen am 15. Mai 1945 ermordet.
Ein weiterer Schlusspunkt war die Vertreibung der Jugoslawiendeutschen, der auf Grund der AVNOJ-Beschlüsse kollektiv alle Rechte abgesprochen wurden. Die meisten der etwa 160.000 in der Vojvodina verbliebenen Donauschwaben wurden Ende 1944 vom Tito-Regime enteignet und bis Frühling 1945 zu ca. 90 % in Lagern interniert. Bei Massenerschießungen in den ersten Wochen starben etwa 7000. Zehntausende der Internierten starben auf Grund der schlechten Lebensbedingungen und Misshandlungen bis zur Auflösung der Lager im Jahr 1948.

### Kriegsverluste

Flagge Jugoslawiens 1945–1991

Bereits 1943 beschloss der AVNOJ die Gründung der Staatskommission zur Feststellung von Verbrechen der Okkupanten und ihrer Helfer. Auf Republikebene wurden später ähnliche Kommissionen gegründet, die Zahlen und Beweismaterial über Kriegsverbrechen sammelten, jedoch nur solche, die den Okkupationsmächten und deren Verbündeten anzulasten waren, Opfer der Partisanen blieben unberücksichtigt. Die gesammelten Daten wurden nie veröffentlicht. Die nach dem Krieg häufig genannte Zahl von 1,7 Millionen Kriegstoten in Jugoslawien beruhte auf einer Schätzung des sogenannten demographischen Verlusts und ist erheblich zu hoch; ein 1964 vom jugoslawischen statistischen Bundesamt erstelltes Verzeichnis von Ziviltoten und gefallenen Partisanen umfasste 1,1 Mio. Kriegsopfer, festgestellt werden konnten aber nur 597.323 Todesfälle, daraus schloss man, dass etwa 25–40 % der Opfer im Verzeichnis nicht erfasst worden waren, und schätzte die Gesamtzahl auf 800.000. Die Ergebnisse der Untersuchung blieben bis 1993 unter Verschluss, von dem Verzeichnis existierten nur 10 Exemplare. Erst die Bevölkerungswissenschaftler B. Kočović (1985) und V. Žerjavić (1989) legten genauere Zahlen vor. Danach gab es die verhältnismäßig meisten Opfer unter der Roma-Bevölkerung, gefolgt von den Juden. Unter den slawischen Völkern hatten die Montenegriner die meisten Opfer zu beklagen, gefolgt von Serben und Muslimen.
| Nation             | B.Kočović | V. Žerjavić |
| ------------------ | --------- | ----------- |
| Albaner            | 6.000     | 18.000      |
| Bulgaren           | 1.000     | –           |
| Italiener          | 1.000     | –           |
| Juden              | 60.000    | 57.000      |
| Kroaten            | 207.000   | 192.000     |
| Mazedonier         | 7.000     | 6.000       |
| Montenegriner      | 50.000    | 20.000      |
| Muslime            | 86.000    | 103.000     |
| Polen              | 2.000     | 1.000       |
| Roma               | 27.000    | 18.000      |
| Rumänen/Walachen   | 4.000     | –           |
| Russen/Ukrainer    | 5.000     | 5.000       |
| Serben             | 487.000   | 530.000     |
| Slowenen           | 32.000    | 42.000      |
| Tschechen/Slowaken | 4.000     | 1.000       |
| Türken             | 3.000     | 2.000       |
| Ungarn             | 5.000     | 2.000       |
| Volksdeutsche      | 26.000    | 28.000      |
| Andere             | 1.000     | 2.000       |
| Gesamt             | 1.014.000 | 1.027.000   |

Die militärischen Verluste der Besatzer bis Ende September 1944 werden auf 31.000 bis 32.000 Gefallene und Vermisste geschätzt, je zur Hälfte deutsche und italienische Verluste.
Grund für die verhältnismäßig hohen Verluste war die asymmetrische Kriegsführung der Partisanenverbände und der Truppen der Achsenmächte. Es gab keine festen Fronten und praktisch das ganze Land war permanent Kriegsgebiet. Die deutschen Truppen und die Ustascha rächten ihre Verluste oft, indem sie die Einwohner ganzer Ortschaften mit der Begründung ermordeten, diese hätten die Partisanen unterstützt. Auch die Vertreibung ganzer Volksgruppen aus bestimmten Landesteilen forderte viele Opfer. Darüber hinaus wurden hunderttausende Serben sowie viele Zehntausend Juden und Roma von den faschistischen, kroatischen Ustascha in Konzentrationslagern ermordet. Auch die Kämpfe der verfeindeten innerjugoslawischen Gruppen (Tito-Partisanen, Tschetniks, Domobrani u. a.) trugen zur großen Zahl der Kriegsopfer in Jugoslawien bei.

## Sozialistische Föderative Republik Jugoslawien

### Vom Kriegsende bis zum Bruch mit der Sowjetunion (1948)

#### Die Etablierung der neuen Ordnung
Hatten die jugoslawischen Kommunisten auf Druck der Westalliierten im März 1945 noch der Bildung einer Übergangsregierung, in der auch Nichtkommunisten saßen, zustimmen müssen, gingen sie nach Kriegsende unter Führung Titos zügig daran, die Macht in ihren Händen zu monopolisieren. Ein erster Schritt dazu war die physische Ausschaltung politischer Gegner. Nicht nur in Bleiburg, sondern in vielen Teilen Jugoslawiens wurden kurz vor und kurz nach Kriegsende viele Menschen ermordet, die im Krieg auf der Gegenseite gekämpft hatten.
Gemäß den AVNOJ-Beschlüssen begannen 1945 auch die Enteignungen und Verstaatlichungen der jugoslawischen Unternehmen. Die gesamte Industrie, die Banken und die Bergwerke wurden verstaatlicht. Wegen Kollaboration mit dem Feind wurden die Angehörigen der deutschen Minderheit komplett enteignet. Von der Enteignung betroffen waren auch die Kirchen und die muslimischen Vakufs. Auch der Besitz der ermordeten Juden wurde in Staatseigentum überführt. Im Rahmen einer Bodenreform wurde der eingezogene Landbesitz zu einem erheblichen Teil an neu gebildete landwirtschaftliche Kooperativen und Staatsgüter übergeben.
Obwohl offiziell noch nicht über die künftige Staatsorganisation entschieden war, wurden schon im Laufe des Jahres 1945 die Regierungen der neu zu bildenden Teilrepubliken etabliert. Es handelte sich dabei um die regionalen Führungsgremien des AVNOJ. So waren zum Beispiel die Mitglieder des ASNOM nach dem Krieg die erste Regierung Mazedoniens. Am 11. November 1945 wurde die verfassunggebende Nationalversammlung gewählt. Schon diese ersten Wahlen waren weder frei noch geheim: In jedem Wahllokal standen zwei Wahlurnen bereit, eine für die Einheitsliste der kommunistisch beherrschten Volksfront und eine andere, für die Opposition, die jedoch keine Kandidaten hatte aufstellen dürfen. Unter diesen Bedingungen erhielt die Volksfront 90 Prozent der Stimmen. Das Frauenwahlrecht wurde erst 1946 eingeführt.
Noch am selben Tag wurde die Föderative Volksrepublik Jugoslawien ausgerufen. Am 29. November 1945 schaffte die verfassunggebende Versammlung die Monarchie offiziell ab und wählte Tito zum ersten Ministerpräsidenten der Republik. Erster Staatspräsident wurde Ivan Ribar. Am 15. Januar 1946 wurde die neue sozialistische Verfassung Jugoslawiens verabschiedet. Zur Föderation gehörten Serbien, Kroatien, Slowenien, Bosnien-Herzegowina, Mazedonien und Montenegro als Teilrepubliken mit jeweils eigenen Verfassungen. In Serbien wurden die zwei autonomen Provinzen Vojvodina (Autonomna pokrajina Vojvodina) und Kosovo (Autonomna kosovsko-metohijska oblast) errichtet.
Klammer des nach wie vor sprachlich, kulturell und wirtschaftlich äußerst heterogenen föderalen jugoslawischen Staatsverbandes war die Macht der kommunistischen Partei unter ihrem charismatischen Führer Tito. Der zentralistische Parteiapparat bildete das Gegengewicht zur föderalen Staatsstruktur. Ihren Herrschaftsanspruch begründeten die Partei und ihr Führer mit dem intensiv gepflegten Partisanenmythos: Unter Führung der Kommunisten hatten sich die Völker Jugoslawiens selbst vom Faschismus befreit und die neue staatliche Ordnung errichtet. Erfolgreich war dieser Mythos nicht zuletzt deshalb lange Zeit, weil er in Teilen ja der Realität entsprach, wenngleich entscheidende Teile der Geschichte dabei bewusst verschwiegen wurden.
Tito wusste, dass die alte Idee des Jugoslawismus durch die politische Realität in der Zwischenkriegszeit völlig diskreditiert war, denn das erste Jugoslawien war ein von den alten serbischen Eliten dominierter Staat gewesen. Dem partikularen Nationalismus der einzelnen Völker setzten Tito und die Parteiführung die Parole bratstvo i jedinstvo („Brüderlichkeit und Einheit“) aus der Zeit des Partisanenkampfes als zentrales Element der neuen Staatsideologie entgegen, ohne auf die Verschmelzung der Völker zu einer unitarischen Nation zu drängen. Als internationalistischer Kommunist glaubte Tito, dass sich im Sozialismus gemäß der Lehre Lenins nationale Probleme in relativ kurzer Zeit verflüchtigen würden, zumal auf der Basis einer föderalen Staatsordnung mit den Teilrepubliken als konstitutiven Elementen der staatlichen Ordnung und der KP als alleinigem Träger der Macht. Bis zur endgültigen Lösung der nationalen Frage im sozialistischen Sinne, sollte eine gut ausbalancierte Teilung der Macht zwischen den Völkern der Föderation Stabilität verleihen.

#### Neue Grenzen
Zu den Nachbarstaaten Ungarn, Rumänien, Bulgarien, Griechenland und Albanien wurden 1945 die alten Grenzen von vor dem Krieg wiederhergestellt. Der Kosovo wurde nach der Befreiung wieder mit Jugoslawien vereinigt, wie es die jugoslawischen und albanischen Kommunisten schon während des Krieges vereinbart hatten. Im Januar 1945 schlossen beide Staaten darüber einen Vertrag. Gebietsgewinne konnte Jugoslawien gegenüber Italien erlangen: Die 1918 an Italien gefallenen dalmatinischen Inseln und die Stadt Zadar wurden nun jugoslawisch, ebenso das schon in der Zwischenkriegszeit umstrittene Rijeka, der größte Teil der Halbinsel Istrien und kleinere Gebiete am Isonzo. Die neue Grenzziehung wurde im Friedensvertrag von Paris am 10. Februar 1947 festgeschrieben. Mit den territorialen Zugewinnen umfasste Jugoslawien nun rund 255.500 km². Weitergehenden Gebietsansprüchen auf Teile Kärntens und der Steiermark sowie die Stadt Triest versagten die Alliierten ihre Zustimmung. Stattdessen wurden Triest und seine nähere Umgebung zu einem Freistaat erklärt, in dessen nördlicher Hälfte britische und amerikanische Truppen standen, während der Süden unter jugoslawischer Besatzung stand. Der Streit um dieses Gebiet prägte noch für Jahrzehnte die schlechten jugoslawisch-italienischen Beziehungen.
Innerhalb Jugoslawiens mussten die Grenzen der neuen Teilrepubliken gezogen werden. Man richtete sich dabei weniger nach ethnischen Gegebenheiten als nach den historischen Grenzen aus der Zeit von vor 1918. An einigen Stellen ist man davon aber aus unterschiedlichen Gründen abgewichen.
Ziemlich genau dem alten Verlauf folgte die slowenisch-kroatische Grenze. An gleicher Stelle waren bis 1918 die Länder Krain und Steiermark an Kroatien gestoßen. Diese Linie entsprach auch ungefähr der kroatisch-slowenischen Sprachgrenze. Nur im bisher italienischen Istrien wurde eine neue Grenze festgelegt. Slowenien erhielt die Küstenstädte Koper, Izola und Piran. Die Republik Slowenien war so der ethnisch am wenigsten durchmischte Teilstaat der Föderation geworden. Fast 90 Prozent der Einwohner gehörten der Titularnation an und es gab keine slowenischen Minderheiten in den anderen Teilrepubliken.

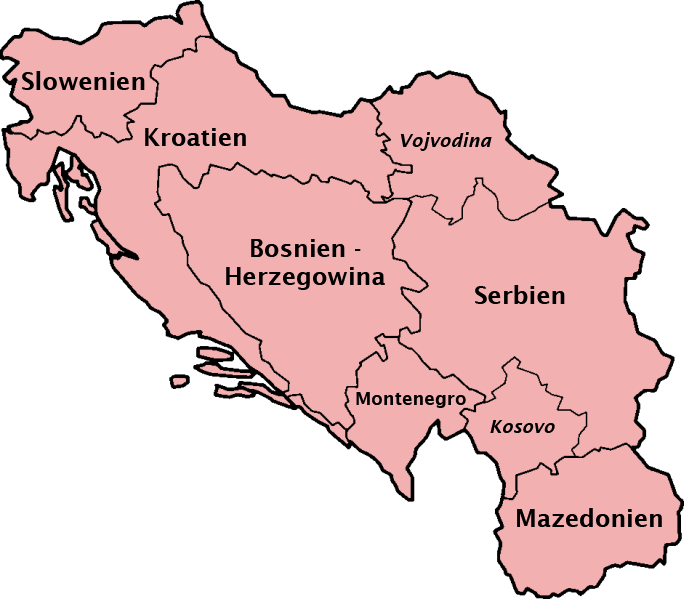
Administrative Gliederung Jugoslawiens
1945–1991

Die Sozialistische Republik Kroatien wurde aus dem alten Kroatien-Slawonien, Dalmatien und dem größten Teil Istriens gebildet. Der größere Teil Syrmiens wurde allerdings der serbischen Provinz Vojvodina angeschlossen und das früher dalmatinische Gebiet an der Bucht von Kotor zu Montenegro geschlagen. Trotzdem umfasste das Territorium der Republik Gebiete mit bedeutenden serbischen Minderheiten, vor allem in Ostslawonien und in der Krajina.
Die Grenzen der Republik Bosnien-Herzegowina entsprachen genau dem alten Grenzverlauf in der österreichisch-ungarischen Zeit. Keine Ethnie hatte in der Republik eine Mehrheit. Als sie 1945 errichtet wurde, kannte die kommunistische Nationalitätenpolitik auch noch keine bosnisch-muslimische Nation. Mit der Wiedererrichtung Bosniens wollte die Tito-Regierung weitere kroatisch-serbische Streitigkeiten um dieses Gebiet vermeiden. Ein Anschluss an Kroatien verbot sich von selbst, weil damit die Grenzen des Ustascha-Staats wiederaufgelebt wären. Das wäre sowohl für die kommunistischen Partisanen, die gerade dieses Regime erbittert bekämpft hatten, als auch für das serbische Volk eine Demütigung gewesen. Der Anschluss an Serbien wiederum hätte das serbische Übergewicht in Jugoslawien erneuert, an dem der Staat 1939/41 zerbrochen war. Ohne die Existenz Bosniens wäre das ohnehin recht fragile innere Gleichgewicht der jugoslawischen Föderation nie zustande gekommen.
Die neuen Grenzen Montenegros führten zur Teilung des Sandschaks mit Serbien und verschafften der kleinsten Teilrepublik die Bucht von Kotor. Völlig ohne historisches Vorbild war die Nordgrenze der neu geschaffenen Teilrepublik Mazedonien. Sie folgte in etwa der serbisch-mazedonischen Sprachgrenze. Während sich die Südgrenze der autonomen Provinz Vojvodina an der serbisch-ungarischen Grenze von vor 1918 orientierte, wurde die Provinzgrenze Kosovos völlig neu gezogen. Zwar hatte es in osmanischer Zeit einmal ein Vilayet Kosovo gegeben; die neue Provinz trug aber nur denselben Namen.

#### Außenpolitik
Die jugoslawische Außenpolitik der unmittelbaren Nachkriegszeit war von zahlreichen Konflikten gekennzeichnet. Durch den Anspruch, Jugoslawien als starke und unabhängige Regionalmacht in Südosteuropa zu etablieren, geriet Tito bald mit den ehemaligen Verbündeten der Anti-Hitlerkoalition aneinander. Anders als von Churchill und Stalin noch bei auf der Konferenz von Jalta im Februar 1945 geplant, gab sich der jugoslawische Regierungschef nämlich nicht zufrieden damit, dass sein Land als von den Großmächten abhängiger Pufferstaat fungieren sollte. Zunächst versuchte Tito die jugoslawischen Grenzen so weit als möglich nach Nordwesten vorzuschieben; er konnte aber seine Ziele aufgrund des Widerstands von Briten und Amerikanern nur teilweise verwirklichen. Noch bis 1951 forderte Jugoslawien vergeblich, dass Österreich Gebiete in Südkärnten abtreten solle.
In Südosteuropa wollte Tito eine Balkanföderation unter jugoslawischer Führung errichten. Dazu sollten auch Bulgarien, Albanien und eventuell ein Großmazedonien gehören. Die Mazedonienfrage war wegen des griechischen Bürgerkriegs wieder offen. Jugoslawien unterstützte seit 1946 die griechischen Kommunisten, die gerade im Norden Griechenlands (Ägäis-Mazedonien) stark waren und nicht zuletzt unter den Angehörigen der slawischen Minderheit viele Anhänger hatten. Zu Anfang hatte das jugoslawische Engagement in Griechenland das Wohlwollen Stalins; auch die Sowjetunion lieferte Waffen an die dortigen Kommunisten, während die USA und Großbritannien in diesem Stellvertreterkrieg die Gegenseite unterstützten.
Mit dem bulgarischen Ministerpräsidenten Georgi Dimitrow verhandelte Tito Anfang 1947 über die Bildung der Balkanföderation. Das Bindeglied in dieser geplanten Föderation der in der Geschichte oft verfeindeten südslawischen Völker sollte das vorerwähnte Großmazedonien werden, zu dem Bulgarien seinen Anteil (das so genannte Pirin-Mazedonien) beisteuern sollte. Im Sommer unterzeichneten Tito und Dimotrow einen Freundschaftsvertrag ihrer beiden Länder und es schien als sollte die Balkanföderation bald Wirklichkeit werden.
Am weitesten gediehen waren Titos Ambitionen in Albanien. Der kommunistische Kleinstaat trat 1945 in enge Beziehungen zu Jugoslawien, die schon während des Krieges zwischen den Partisanenbewegungen beider kommunistischer Parteien geknüpft worden waren. Durch den Freundschaftsvertrag vom Juli und die Währungsunion im November 1946 wurde Albanien ganz an den jugoslawischen Wirtschaftsraum angeschlossen. (Details vgl. Geschichte Albaniens)
Ende 1947 änderte Stalin seine Balkanpolitik. Zum einen gab er die Sache der Kommunisten im griechischen Bürgerkrieg verloren, zum anderen wollte er den eigenständig und selbstbewusst auftretenden jugoslawischen Staatschef in seine Schranken verweisen. Am 10. Februar 1948 waren hochrangige Parteidelegationen aus Bulgarien und Jugoslawien nach Moskau zitiert worden und in scharfer Form von Stalin für ihre Politik gerügt worden. Tito und Dimitrow hätten, ohne Moskau zu konsultieren, eine Reihe eigenmächtiger Aktionen innerhalb der sowjetischen Machtsphäre unternommen (Vorbereitung der Balkanföderation, jugoslawisch-bulgarischer Freundschaftsvertrag, Verlegung jugoslawischer Truppen nach Albanien und nicht zuletzt Unterstützung der griechischen Partisanen). Während Dimitrow sich Stalin beugte und „seine Fehler“ eingestand, verließ die jugoslawische Delegation Moskau ohne irgendwelche Zusagen. Der Konflikt zwischen Belgrad und Moskau verschärfte sich in den folgenden Wochen weiter, weil Tito und mit ihm das jugoslawische ZK nicht bereit waren, sich den sowjetischen Vorgaben unterzuordnen. Daraufhin wurde die jugoslawische Partei im Juni 1948 aus dem Kominform ausgeschlossen. Albanien und Bulgarien dagegen wurden wieder Satelliten der Sowjetunion und brachen ihrerseits mit Jugoslawien.
Tito und seine Partei hatten gegenüber der Sowjetunion ihre Eigenständigkeit zwar behaupten können, wodurch sie im Westen an Prestige gewannen, das außenpolitische Konzept Jugoslawiens, Vormacht auf dem Balkan zu werden, war aber gescheitert, denn Griechenland wurde in die NATO integriert, während die übrigen südosteuropäischen Staaten nun umso fester in den sowjetischen Machtbereich eingebunden waren.

#### Innenpolitik
Nach der kommunistischen Machtübernahme ließ die jugoslawische Regierung überall im Land Tribunale zur Aburteilung der Kriegsverbrecher und Kollaborateure abhalten. Die kaum rechtsstaatlich zu nennenden Verfahren nutzten die Kommunisten auch zur Beseitigung innenpolitischer Gegner, die unter dem Vorwurf der Kollaboration mit den Nationalsozialisten zu Lagerhaft oder gar zum Tod verurteilt wurden. Durch diese Säuberungen war die Macht der Kommunisten schon im Jahr 1946 unangefochten. Die Behörde der staatlichen Sicherheit UDBA (serbisch: Uprava državne bezbednosti, kroatisch Uprava državne sigurnosti), die Geheimpolizei Jugoslawiens, blieb ein unerlässliches Instrument zur Durchsetzung der Herrschaft des Bundes der Kommunisten Jugoslawiens, bis zu dessen Zerbrechen 1990.
In den ersten Jahren nach dem Krieg übernahm die jugoslawische Regierung zum großen Teil die sowjetischen Vorstellungen und Methoden im Bereich der Wirtschaft. Bis zum Dezember waren fast alle Bergwerke, Produktionsstätten, Geschäfte und Banken in Staatsbesitz überführt. Nur gegenüber den Bauern, die den größten Teil der jugoslawischen Bevölkerung bildeten, verhielt sich Tito vorsichtiger als Stalin bei der Kollektivierung der sowjetischen Landwirtschaft in den 1930er Jahren. Die jugoslawischen Bauern durften ihr Land behalten. Gleichwohl wurden sie von Gemeindebeamten und Agitatoren der Partei bedrängt, sich den sozialistischen Genossenschaften anzuschließen. Bauern, die solche Genossenschaften gründeten, erhielten auch Investitionszuschüsse vom Staat.
Nach dem stalinistischen Modell forcierten die jugoslawischen Kommunisten die schnelle Industrialisierung des Landes. Das Hauptaugenmerk lag dabei auf der Schwerindustrie, die besonders in den unterentwickelten Regionen im Süden des Landes angesiedelt werden sollte. Die dafür notwendigen Investitionsmittel stammten zu einem guten Teil aus den Reparationszahlungen, sowjetischen Krediten und Gewinnen aus dem Rohstoffexport. Der Außenhandel wurde ganz auf den sowjetischen Block ausgerichtet. Wie in der Planwirtschaft üblich wurden alle Erzeuger- und Verbraucherpreise vom Staat festgelegt. 1947 wurde ein erster Fünfjahresplan aufgelegt. Dieser wurde aber schon 1948 obsolet, als sich durch den Bruch mit der Sowjetunion nicht nur die politischen, sondern auch die außenwirtschaftlichen Bedingungen komplett änderten. Kurze Zeit später (1951) wurde auch der Versuch aufgegeben, die gesamte jugoslawische Landwirtschaft zu kollektivieren. Mehr als die Hälfte der Äcker wurde bis zum Zerfall des Landes immer von privaten Kleinbauern bewirtschaftet.
Im Zuge des Konflikts mit der Sowjetunion kam es 1948 zu innerparteilichen Auseinandersetzungen in der kommunistischen Partei. Die Titoisten setzten sich gegen die prosowjetischen Kräfte durch. Nach dem Ausschluss der Jugoslawen aus dem Kominform ließ Tito seine innerparteilichen Gegner verfolgen. In Abständen wiederholten sich derartige groß angelegte Säuberungswellen in der Partei bis in die 1970er Jahre. 1949 wurde auf der Adria-Insel Goli Otok ein geheimes Lager für politische Gefangene eingerichtet.

### Von 1949 bis zum Tod Titos 1980
In den drei Jahrzehnten bis zum Tod Titos machte Jugoslawien nach innen und außen den Eindruck, als sei es ein gefestigter Staat mit einer positiven Entwicklung. Weltweite Anerkennung fand die jugoslawische Außenpolitik, insbesondere das Engagement in der Bewegung der blockfreien Staaten. Von den USA und ihren Verbündeten wurde Jugoslawien vor allem positiv gesehen und wirtschaftlich unterstützt, weil es – abgesehen von der Volksrepublik China – das einzige sozialistische Land war, das nicht unter der sowjetischen Vorherrschaft stand. Darüber hinaus galt ihnen die kommunistische Herrschaft in Jugoslawien als vergleichsweise liberal. Und tatsächlich hatten die Jugoslawen auch mehr persönliche Freiheiten als die Bürger der meisten Ostblockstaaten. Viele Linke in den westlichen Staaten sahen im jugoslawischen System mit seiner breit angelegten kollektiven Selbstverwaltung das positive Beispiel für den real existierenden Sozialismus.
Im Ausland wurde kaum wahrgenommen, dass auch Jugoslawien eine Ein-Parteien-Diktatur war, in der sich noch dazu die Macht in den Händen eines Führers konzentrierte, und viele ausländische Beobachter übersahen auch eine Reihe von Krisenerscheinungen, die schließlich in den 1980er Jahren zum Zerfall des Staates entscheidend beigetragen haben. Zu nennen sind vor allem:
- die schmale Legitimationsbasis der jugoslawischen Staatsidee, die sich hauptsächlich auf die charismatische Führerfigur Tito und den Partisanenmythos gründete;
- die verfehlte Wirtschafts- und Handelspolitik, die zu einer zunehmend negativen Zahlungsbilanz und immens hohen Auslandsverschuldung führte, ohne dass eine konkurrenzfähige Industrie aufgebaut und eine bedeutende Angleichung der Lebensverhältnisse in den verschiedenen Landesteilen erreicht wurde;[10]
- die ungelösten nationalen Konflikte, die nach dem Zweiten Weltkrieg nur ideologisch übertüncht bzw. aus dem öffentlichen Diskurs verdrängt, nie aber aufgearbeitet wurden.

#### Außenpolitik
Nach dem Bruch mit dem sowjetischen Block war Jugoslawien Anfang 1949 außenpolitisch völlig isoliert. Die Sowjetunion versuchte mit subversiven Mitteln den jugoslawischen Staat zu destabilisieren. In Radiosendungen auf Serbokroatisch wurden Tito und seine Genossen als Verräter am Sozialismus gebrandmarkt. Darüber hinaus versuchte man Unzufriedenheit unter den Angehörigen der albanischen, ungarischen und ruthenischen Minderheiten zu schüren. Sowjetische Truppen wurden an den östlichen Grenzen Jugoslawiens stationiert. Die Gefahr eines sowjetischen Überfalls und die Wirtschaftsblockade des sozialistischen Lagers bewogen Tito, eine radikale Wende in der Außenpolitik zu vollziehen und den Ausgleich mit dem Westen zu suchen.
Im Sommer 1949 beendete Jugoslawien die Unterstützung der kommunistischen Partisanen in Griechenland, woraufhin der Bürgerkrieg im südlichen Nachbarland bald zum Ende kam. In der Triest-Frage zeigte Belgrad sich kompromissbereit, und in den UNO-Versammlungen ließ Tito seinen Botschafter immer öfter gegen die Sowjetunion stimmen. Der Westen zeigte sich erfreut über diese Wendung und sandte Lebensmittelhilfen nach Jugoslawien, wodurch eine drohende Hungersnot im Jahr 1950 abgewendet werden konnte. Die Amerikaner leisteten dann Wirtschaftshilfe und vermittelten Kredite der Weltbank. Gleichzeitig begann damit das jugoslawische Handelsbilanzdefizit mit den Ländern des kapitalistischen Lagers. Seit 1951 lieferten die USA Waffen an Jugoslawien. Die Volksbefreiungsarmee wurde in den folgenden Jahren zu einer der stärksten Armeen in Europa aufgerüstet. Im November 1951 schlossen die USA und Jugoslawien ein Abkommen über die militärische Zusammenarbeit.
Westliche Hilfszahlungen an Jugoslawien wurden ab 1949 für Jahrzehnte zur festen Institution – ab 1960 übernahm die EG die Rolle des Geldgebers von den USA – und trugen wesentlich zur Scheinblüte des jugoslawischen Selbstverwaltungssozialismus in den 1960er und 1970er Jahren bei.
Jugoslawien näherte sich auch den beiden nicht kommunistischen Ländern in Südosteuropa an. Am 28. Februar 1953 wurde der dreiseitige Balkanpakt mit der Türkei und dem ehemaligen Gegner Griechenland geschlossen. Dieses Bündnis wurde 1954 um 20 Jahre verlängert, die militärische und politische Zusammenarbeit flaute aber später ab, als die direkte sowjetische Bedrohung im südosteuropäischen Raum in der Ära Chruschtschow Ende der 1950er Jahre nachließ. Chruschtschow hatte sich nach dem Tod Stalins 1953 als „starker Mann“ durchgesetzt; er betrieb eine gewisse Entstalinisierung (ab Februar 1956 auch öffentlich) und propagierte die friedliche Koexistenz mit dem Westen. Im Oktober 1954 kam es zwischen Italien und Jugoslawien auch zu einem vorläufigen Ausgleich über den Freistaat Triest. Das Gebiet wurde aufgeteilt: Jugoslawien behielt seine Besatzungszone in Istrien mit Koper und Piran; die Stadt Triest dagegen kam wieder unter italienische Herrschaft.
Das Jahr 1954 gilt als Höhepunkt der jugoslawischen Annäherung an den Westen. Die angebotene NATO-Mitgliedschaft lehnte Tito aber ab. Um sich außenpolitische Spielräume zwischen Ost und West zu eröffnen, bemühte sich die jugoslawische Diplomatie um gute Beziehungen zu einigen großen Staaten der dritten Welt (Indien, Indonesien, Ägypten u. a.). Erstes Resultat dieser Bemühungen waren die Handelsabkommen mit Indien aus den Jahren 1953 und 1956.
Die Bedrohung Jugoslawiens durch die Sowjetunion war mit dem Einsetzen der so genannten Tauwetter-Periode viel geringer geworden. Im Frühjahr 1955 besuchte der neue sowjetische Machthaber Nikita Chruschtschow Belgrad, um die Versöhnung der beiden Staaten zu demonstrieren. Tito hielt aber trotzdem weiterhin Distanz zur kommunistischen Führungsmacht und ebenso zu den Westmächten. 1955 lief die amerikanische Militärhilfe aus. Nach dem Ungarischen Volksaufstand (Oktober und November 1956) verschärfte Moskau den Druck auf Jugoslawien wieder. Als außenpolitisches Zugeständnis musste die jugoslawische Regierung 1957 gegen die eigenen wirtschaftlichen Interessen die DDR diplomatisch anerkennen, was zum Abbruch der Beziehungen seitens der Bundesrepublik Deutschland führte (Wiederaufnahme 1968).

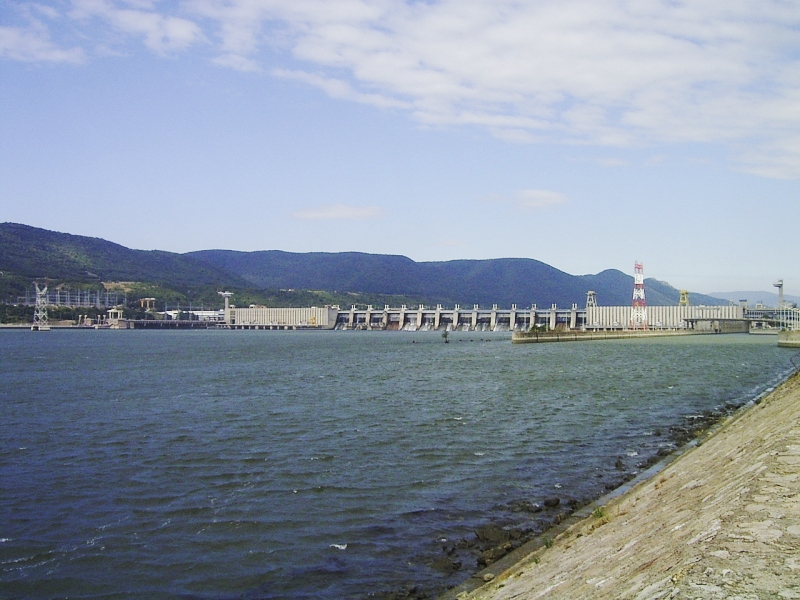
Staumauer des Rumänisch-jugoslawischen Kraftwerks Kraftwerk Eisernes Tor 1 am Eisernen Tor

Zusammen mit dem indischen Präsidenten Jawaharlal Nehru und dem ägyptischen Staatschef Gamal Abdel Nasser baute Tito in dieser Zeit die Bewegung der blockfreien Staaten auf. Am 19. Juli 1956 unterzeichneten die drei Präsidenten die Brioni-Deklaration, in der sie die Grundsätze ihrer Kooperation zusammengefasst hatten. 1961 fand in Belgrad eine große Zusammenkunft der Staatschefs der Blockfreien-Bewegung statt.
Die Niederschlagung des Prager Frühlings im August 1968 wurde von Jugoslawien scharf verurteilt, wodurch die Beziehungen zu Moskau neuerlich einen Tiefpunkt erreichten. Rumänien, das sich ebenfalls gegen die Intervention ausgesprochen hatte, wurde in den folgenden Jahren zum engsten Partner Jugoslawiens im sozialistischen Lager. Das Donaukraftwerk am Eisernen Tor (fertiggestellt 1971) war das wichtigste Gemeinschaftsprojekt beider Staaten. Zur Volksrepublik Bulgarien, Moskaus treuestem Vasall in Südosteuropa, blieben die Beziehungen seit dem Scheitern der Balkankonföderationspläne und dem Tod Dimitroffs (1882–1949) immer gespannt. Jedes Mal wenn das jugoslawisch-sowjetische Verhältnis eine neuerliche Krise erlebte, brachte die bulgarische Regierung (von 1954 bis 1989 war Todor Schiwkow Staatschef Bulgariens) ihre mazedonischen Ansprüche vor (siehe Geschichte Mazedoniens).

#### Innenpolitik
Während des VII. Parteikongresses im Jahr 1952 vollzog die jugoslawische KP die förmliche Abkehr vom Stalinismus und wurde in Bund der Kommunisten (BdKJ) umbenannt. Der föderale Staatsaufbau des sozialistischen Jugoslawien sollte so auch im Namen der herrschenden Partei zum Ausdruck kommen. Offiziell waren seit dem Parteitag innerhalb des BdKJ auch Meinungspluralismus und politische Diskussionen zugelassen. Wenn der Diskurs aber gewisse nicht klar definierte Grenzen überschritt, wurden unbotmäßige Mitglieder jedoch nach wie vor abgestraft. Dies galt insbesondere für bald wieder zu Tage tretende Nationalitätenkonflikte, aber auch für Liberalisierungstendenzen in einigen Teilrepubliken. Schon gar nicht durften das Machtmonopol der Kommunisten im jugoslawischen Einparteienstaat in Frage gestellt und der Staatsführer Tito kritisiert werden.
Die Föderalisierung des Parteiapparats führte dazu, dass aus den Führungen des BdKJ konkurrierende Machtblöcke entstanden und von da ab standen nationale Konflikte immer wieder im Zentrum der politischen Auseinandersetzungen.
Im Januar 1953 übernahm Tito auch das Amt des Staatspräsidenten, das ihm die Bundesversammlung später mittels einer Verfassungsänderung auf Lebenszeit verlieh. 1954 stürzte die Partei auf Geheiß ihres Vorsitzenden den Präsidenten des föderalen Parlaments Milovan Đilas, der im Krieg und den ersten Jahren danach ein enger Vertrauter Titos gewesen war. Đilas hatte sich 1953 in verschiedenen Medien kritisch über die neu entstandene kommunistische Funktionärskaste geäußert, mit deren Hilfe Tito das Land beherrschte. Nach Verbüßung einer mehrjährigen Haftstrafe war Đilas seit Ende der 1960er Jahre als Dissident wieder publizistisch tätig. Seine aus Sicht eines Insiders geschriebenen Analysen über den kommunistischen Machtapparat in Jugoslawien wurden im Westen viel gelesen.
Begleitet von kleineren Änderungen an der Bundesverfassung wurde der jugoslawische Staat 1963 in Sozialistische Föderative Republik Jugoslawien (Socijalistička Federativna Republika Jugoslavija/SFRJ) umbenannt.

#### Militär
Die Armee hatte im sozialistischen Jugoslawien eine starke Stellung. In den ersten Jahrzehnten nach dem Zweiten Weltkrieg genossen ihre Offiziere, die fast alle Partisanen gewesen waren, hohes Ansehen. Weil Jugoslawien nach dem Bruch mit der Sowjetunion bündnispolitisch isoliert war, hielt die Führung es für notwendig, die Mannschaftsstärke der Jugoslawischen Volksarmee hoch zu halten, damit sich das Land gegen eventuelle Angriffe aus dem Osten oder Westen wirksam verteidigen könne.
Mit dem Gesetz über die Volksverteidigung von 1969 wurde in Jugoslawien die Landesverteidigung zweigleisig organisiert. Neben der 1986 210.000 Mann umfassenden Jugoslawischen Volksarmee wurde die so genannte Territorialverteidigung (Teritorijalna odbrana, TO) gebildet. Es handelte sich um paramilitärische Einheiten, deren Aufstellung und Ausbildung den Republiken und Gemeinden oblag. Laut Verfassung unterstanden aber die TO-Kräfte ebenso wie die Volksarmee der Bundesregierung. Aufgabe der Armee war es die territoriale Integrität des Bundes nach außen aber auch die verfassungsmäßige Ordnung im Inneren zu schützen. Die Verhängung des Ausnahmezustands als Voraussetzung für das Eingreifen der Armee im Inneren musste jedoch vom kollektiven Staatspräsidium beschlossen werden. Im Offizierskorps der Volksarmee waren die Serben überproportional vertreten. Auf Stabsebene waren, bei einem Anteil der Serben an der Gesamtbevölkerung von etwa 36 %, mehr als die Hälfte der Offiziere serbischer Nationalität.

#### Wirtschaft
In der Wirtschaftsorganisation wandten sich die Kommunisten zumindest teilweise vom Zentralismus ab und führten auf Betriebsebene die sogenannte Arbeiter-Selbstverwaltung ein. Formal wurden die staatlichen Unternehmen zum Besitz ihrer Angestellten. Diese sollten über Arbeiterräte an allen unternehmerischen Entscheidungen beteiligt sein. Die Betriebsdirektoren wurden freilich weiterhin vom Staat bestimmt und sie hatten ein Vetorecht gegen die Beschlüsse der Arbeiterräte. 1950 und 1951 beschloss das föderale Parlament eine Reihe von Gesetzen zur Implementierung der kollektiven Selbstverwaltung, das im Laufe der Zeit auf nahezu alle gesellschaftlichen Bereiche und auf die Gemeindeverwaltungen ausgedehnt wurde. 1953 änderte das Bundesparlament die Föderationsverfassung, um sie an das neue System anzupassen. Dadurch reduzierten sich die ohnehin schon geringen Kompetenzen der Republiksregierungen, hatten doch deren Zuständigkeiten zu einem erheblichen Teil auf wirtschaftlichem und sozialem Gebiet gelegen, diese mussten nun an die Arbeiterräte der einzelnen Betriebe und die lokalen Räte abgetreten werden.
1951 wurde die Kollektivierung der Landwirtschaft abgebrochen und ab 1953 gab es für ehemalige Einzelbauern sogar die Möglichkeit, aus bestehenden Kooperativen auszutreten. Davon machten innerhalb von 9 Monaten zwei Drittel der Betroffenen Gebrauch. Da nicht genügend Boden für alle Interessenten zur Verfügung stand, begrenzte die Regierung den landwirtschaftlichen Privatbesitz auf 10 ha (vorher 25 ha). Dadurch wurde die Bildung effizienter mittelständischer Agrarbetriebe verhindert und die Leistungsfähigkeit der jugoslawischen Landwirtschaft blieb im europäischen Vergleich gering. Die gleichzeitig erfolgte Aufhebung des staatlichen Preissystems bewirkte aber zunächst einen signifikanten Anstieg der Agrarproduktion, weil für die Bauern der Verkauf ihrer Erzeugnisse sich wieder lohnte.
Das Hauptaugenmerk der jugoslawischen Wirtschaftspolitik lag jedoch auf dem Ausbau der Industrieproduktion, und bis Ende der 1950er Jahre konnten hohe Wachstumsraten erzielten werden. Der Export von Industriewaren verdoppelte sich zwischen 1954 und 1960. Einen großen Teil der dadurch gewonnenen Finanzmittel wurde für die Verbesserung der Lebensbedingungen aufgewandt. Man investierte in das Gesundheits- und Bildungssystem und importierte Konsumgüter.
In den 1980er Jahren geriet die jugoslawische Wirtschaft in eine tiefe Krise. Der Staat war im Ausland hoch verschuldet und die jährliche Inflation stieg auf über 50 Prozent.

#### Demographie
Vom Kriegsende bis in die sechziger Jahre gab es in allen Teilen Jugoslawiens ein hohes Bevölkerungswachstum und Geburtenraten von mehr als drei Kindern je Frau, so dass die Kriegsverluste zahlenmäßig rasch ausgeglichen waren. Seit etwa 1970 zeigten sich beim Bevölkerungswachstum deutlich Unterschiede zwischen den nördlichen und südlichen Republiken. Die demographischen Kennziffern in Slowenien, Kroatien und Serbien glichen nun mehr den mitteleuropäischen, d. h., die Geburtenrate sank und die Lebenserwartung stieg, die Bevölkerung wurde im Durchschnitt älter. Die Wachstumsrate lag 1981 nur mehr bei 0,39 Prozent pro Jahr.
In den südlichen Landesteilen Mazedonien, Montenegro, Bosnien und Kosovo dagegen setzte sich die Tendenz aus der Nachkriegszeit fort: hohe Geburtenraten sorgten für schnelles Bevölkerungswachstum und einen geringen Altersdurchschnitt. Die südlichen Teilrepubliken hatten 1981 eine Wachstumsrate von fast 1,5 Prozent per annum. Am höchsten war das Bevölkerungswachstum bei den Albanern im Kosovo und in Mazedonien. Hatte ihr Anteil an der gesamtjugoslawischen Bevölkerung 1921 weniger als 4 Prozent betragen, stieg dieser bis 1990 auf über 8 Prozent an.
1968 schloss die Bundesrepublik Deutschland mit Jugoslawien ein Anwerbeabkommen für Gastarbeiter. Auch die Schweiz, Österreich und Schweden gingen ähnliche Verträge ein. Bei der Volkszählung von 1971 wurde festgestellt, dass bereits 700.000 jugoslawische Staatsbürger im Ausland lebten. Unter den Auswanderern waren bis auf die Slowenen alle Völker Jugoslawiens stark vertreten.
Etwa zur gleichen Zeit nahm auch die Binnenmigration zu. Aus den südlichen Teilrepubliken kommend siedelten sich zahlreiche Bosnier, Mazedonier, Montenegriner und Albaner in den slowenischen und kroatischen Industriezentren sowie in der Vojvodina und im Großraum Belgrad an.
| Ethnische Struktur des sozialistischen Jugoslawiens (1971) | Ethnische Struktur des sozialistischen Jugoslawiens (1971) | Ethnische Struktur des sozialistischen Jugoslawiens (1971) | Ethnische Struktur des sozialistischen Jugoslawiens (1971) |
| Nationen („Staatsvölker“)                                  | Nationen („Staatsvölker“)                                  | Nationen („Staatsvölker“)                                  | Nationen („Staatsvölker“)                                  |
| ---------------------------------------------------------- | ---------------------------------------------------------- | ---------------------------------------------------------- | ---------------------------------------------------------- |
| davon:                                                     | Serben                                                     | 8,14 Mio.                                                  | 39,7 %                                                     |
|                                                            | Kroaten                                                    | 4,53 Mio.                                                  | 22,1 %                                                     |
|                                                            | Slowenen                                                   | 1,68 Mio.                                                  | 8,15 %                                                     |
|                                                            | Muslime (im Sinne der Nationalität)                        | 1,73 Mio.                                                  | 8,4 %                                                      |
|                                                            | Mazedonier                                                 | 1,19 Mio.                                                  | 5,8 %                                                      |
|                                                            | Montenegriner                                              | 509.000                                                    | 2,5 %                                                      |
| Nationalitäten (nichtjugoslawische Minderheiten)           |                                                            |                                                            |                                                            |
| davon:                                                     | Magyaren                                                   | 479.000                                                    | 2,3 %                                                      |
|                                                            | Albaner                                                    | 1,31 Mio.                                                  | 6,5 %                                                      |
|                                                            | Andere Nationalitäten                                      | 270.000                                                    | 1,35 %                                                     |
| Gesamt                                                     |                                                            | 20,52 Mio.                                                 |                                                            |

#### Nationalitätenpolitik
Sowohl die aus der Zeit von vor 1945 ererbten Konflikte zwischen den einzelnen Ethnien als auch die föderale Staatskonstruktion führte dazu, dass Nationalitätenfragen ständig auf der politischen Agenda standen. Die Zentralregierung konnte nicht verhindern, dass die Republiksführungen ihre Partikularinteressen national aufluden und bis zur Obstruktion gegenüber anderen Republiken und dem Bund verfochten. Tito unternahm während seiner langen Herrschaft mehrere groß angelegte Versuche zur Befriedung der Nationalitätenkonflikte, ohne dass dieses Diktat von oben dauerhaften Erfolg zeitigte.
In den ersten 15 Jahren nach dem Krieg war der unitarische Jugoslawismus fester Bestandteil der Ideologie. Man ging davon aus, dass die verschiedenen Volksgruppen unter sozialistischen Bedingungen alsbald zu einer einheitlichen jugoslawischen Nation verschmelzen würden. Deshalb wurde der nach Kriegsende als Verfassungsorgan eingerichtete Nationalitätenrat schon 1953 als überflüssig wieder abgeschafft. Erst mit der neuen Bundesverfassung von 1963 und dem 1964 verabschiedeten Parteistatut wurden formal Voraussetzungen für mehr Eigenständigkeit der Republiken und der Parteiorganisationen in den Republiken geschaffen. Von da an versuchte Tito den nationalen Divergenzen durch Stärkung der föderalen Elemente im Staatsaufbau zu begegnen.
Die entscheidenden Charakteristika der Nationalitätenpolitik im sozialistischen Jugoslawien waren:
1. Die Völker und Ethnien verfügten zwar über Gruppenrechte, was die Berücksichtigung ihrer kulturellen und sprachlichen Belange anging, jedoch waren diese Rechte nicht immer klar definiert und sie konnten auch nicht individuell eingeklagt werden.
2. In der Behandlung der einzelnen Volksgruppen gab es ein schwer durchschaubares Mischsystem aus Hierarchie und Heterarchie:
An der Spitze standen die schon von der Partisanenführung im Zweiten Weltkrieg als gleichrangige Staatsnationen (serbokroat. narod) anerkannten Völker: Serben, Kroaten, Slowenen, Mazedonier und Montenegriner. Diese gehörten alle zur südslawischen Sprachgruppe hatten ihren Siedlungsmittelpunkt in Jugoslawien und ihnen wurde jeweils eine eigene Teilrepublik zugestanden. Die Größe der jeweiligen Nation und das Vorhandensein einer eigenständigen Sprache waren keine Kriterien, um zur Spitzengruppe der jugoslawischen Völkerhierarchie zu zählen. So hatten die 1945 kaum 500.000 Köpfe zählenden Montenegriner eine eigene Teilrepublik, nicht aber die über 1 Million Albaner. Nur die drei Sprachen der Staatsvölker (Serbokroatisch, Slowenisch und Mazedonisch) waren zumindest auf Republiksebene als Amtssprachen anerkannt. Stellten Kroaten oder Serben in anderen Republiken als ihrer jeweils eigenen einen bedeutenden Anteil der Bevölkerung (die Serben in Bosnien und in Kroatien, die Kroaten in Bosnien und in der serbischen Vojvodina), hatten sie dort als Angehörige eines Staatsvolks keinerlei Gruppenstatus.
Auf der zweiten Stufe standen eine Reihe von Völkern, die irgendwo außerhalb Jugoslawiens einen eigenen Staat hatten. Sie wurden als Nationalitäten (serbokroat. narodnosti) bezeichnet. Ihre Sprachen wurden in den Schulen gelehrt und waren auf Gemeindeebene für den Behördenverkehr zugelassen. Herausgehoben unter den Nationalitäten waren die Kosovo-Albaner durch den Status des Kosovo als autonomer Provinz, nicht aber die zahlreichen Albaner in Mazedonien, die von den dortigen Behörden vielerlei Repressionen zu erdulden hatten. Am wenigsten Gruppenrechte hatten die so genannten ethnischen Gruppen, welche kein Mutterland und keine ausgeformte Schriftsprache hatten. Dazu gehörten zum Beispiel die Walachen und die vor allem in der Südhälfte Jugoslawiens recht zahlreichen Roma. Als drittes Merkmal der gesamtjugoslawischen Nationalitätenpolitik ist schließlich das autoritäre Eingreifen durch Tito zu sehen. Bis kurz vor seinem Tod ergriff der Staatspräsident willkürliche Maßnahmen, mit denen er manche Volksgruppen schwächte, andere wiederum stärkte, wie er es gerade für richtig hielt.
Die Gegensätze zwischen den einzelnen Völkern waren zahlreich und unübersichtlich: Nicht allein über Kultur- und Sprachpolitik, sondern auch über wirtschaftliche, finanzpolitische soziale Probleme wurde überwiegend aus nationalistischer Sicht gestritten. Insbesondere der wirtschaftliche Verteilungskampf zwischen den armen und den reichen Teilrepubliken war von großer Sprengkraft. Die Bewohner der unterentwickelten Südregionen fühlten sich national benachteiligt, die des entwickelten Nordens als ausgebeutete Nationen. Der Vorwurf von Slowenen und Kroaten, sie würden die armen Republiken mitfinanzieren, was ihre eigene ökonomische Entwicklung behindere, enthielt per se eine separatistische Tendenz, weil damit die Solidarität zwischen den Bundesgliedern überhaupt in Frage gestellt wurde. Neben diesem Grundkonflikt gab es in verschiedenen Regionen nationale Gegensätze, die wichtigsten werden im Folgenden kurz benannt und erläutert:
In Kroatien umfasste die serbische Minderheit etwa zehn Prozent der Bevölkerung; Serben waren jedoch überproportional stark in Regierungs- und Parteiämtern vertreten. Das rührte daher, dass sie in der kommunistischen Partisanenbewegung gegen die Nationalsozialisten und die Ustascha verhältnismäßig stark vertreten waren, hatte sich doch das rassistische Regime des NDH-Staates besonders gegen die Serben gerichtet. Nach dem Krieg wurden die Schlüsselpositionen im Staatsapparat vornehmlich mit ehemaligen Partisanen besetzt. In Kroatien führte dies zur Zurücksetzung der Titularnation zu Gunsten der Serben. Diese Situation änderte sich auch Jahrzehnte nach Kriegsende nicht und viele Kroaten nicht zuletzt der jüngeren Generation empfanden es als Ungerechtigkeit, dass sie durch diese perpetuierte Disproportion im Staatsapparat um berufliche Aufstiegschancen gebracht wurden.
Seit Mitte der 1960er Jahre gab es zwischen Kroaten und Serben Differenzen hinsichtlich der Sprachpolitik. Es ging dabei um die Weiterentwicklung der serbokroatischen Standardsprache. Während die Föderationsbehörden und die Serben eher für die Angleichung der beiden schriftsprachlichen Versionen waren und dabei oft serbische Formen bevorzugten, waren viele kroatische Literaten und Sprachwissenschaftler für eine eigenständigere Entwicklung des Kroatischen, und sie gingen dafür 1967 mit einer Deklaration an die Öffentlichkeit. In der Folge ließ die kroatische Matica eigene Wörterbücher und Grammatiken erarbeiten. Diese als nationalistisch bezeichneten Aktivitäten ließ Tito unterdrücken. Die Revolte der Literaten bildete den Ausgangspunkt für die Kroatischer Frühling genannte nationale Bewegung.
Lange unklar war die Stellung der bosnischen Muslime im jugoslawischen Nationalitätengefüge. Weder Kroaten noch Serben wollten die ebenfalls serbokroatisch sprechenden Bosniaken als Nation anerkennen. Dieser Linie verfolgte bis zum Beginn der 1960er Jahre auch die jugoslawische Führung und so gab es in Bosnien und Herzegowina als einziger Republik keine Staatsnation. Ab 1961 wurde bei den Volkszählungen die Kategorie Muslime im nationalen Sinne bzw. slawische Muslime (1971) eingeführt. Diese konfessionell abgegrenzte Nationalität galt für alle Serbokroatisch sprechenden Anhänger des Islam in Jugoslawien, aber auch für alle Religionslosen, die sich der bosnisch-muslimischen Kulturtradition zugehörig fühlten. Vermieden wurden dagegen die Bezeichnungen Bosnier und Bosniake, um die in Bosnien lebenden Serben und Kroaten nicht zu verstimmen. Zur Staatsnation wurden die bosnischen Muslime, vermutlich aus dem gleichen Grund, nicht erklärt, (Vgl. dazu Geschichte von Bosnien und Herzegowina)
Im Kosovo, obwohl nach Kriegsende zur autonomen Provinz erklärt, setzte sich die serbische Unterdrückungspolitik aus den zwanziger, dreißiger Jahren nahtlos fort. Tito ließ der serbischen Regierung dabei in den 1950er Jahren weitgehend freie Hand und unter Innenminister Aleksandar Ranković herrschte im Kosovo ein Polizeiregime. Nach Auseinandersetzungen in der jugoslawischen Parteiführung wurde Ranković aus dem Politbüro ausgeschlossen. Seine gleichzeitig erfolgte Entlassung machte 1966 den Weg für eine gemäßigte Politik gegenüber den Albanern frei. Sie erhielten nun wirkliche Autonomierechte im Kosovo, die mit der neuen gesamtjugoslawischen Bundesverfassung von 1974 auch bundesrechtlich abgesichert wurden. (Vgl. dazu Geschichte des Kosovo)

#### Religionspolitik
Die jugoslawische Verfassung von 1946 schrieb in Artikel 25, Satz 2 die Trennung von Kirche und Staat fest. Der kirchliche Grundbesitz und die Vakufs wurden enteignet und die kirchlichen Schulen geschlossen bzw. in staatliche Bildungsstätten umgewandelt. Freie Religionsausübung war jedoch verfassungsrechtlich garantiert. Bei der Volkszählung von 1949 gaben noch 99 Prozent der Jugoslawen die Zugehörigkeit zu einer Religionsgemeinschaft an.
Gemäß der kommunistischen Doktrin praktizierte die jugoslawische Regierung in den ersten Nachkriegsjahren eine dezidiert antireligiöse Politik. In dieser Zeit gab es nach sowjetischem Vorbild Kampagnen gegen die Kirchen und gegen die Muslime, die zu Feinden des gesellschaftlichen Fortschritts erklärt wurden. Die katholische Kirche wurde pauschal als Handlanger der Faschisten bezeichnet. Eine große Zahl von Klerikern, darunter auch orthodoxe wurden in Schauprozessen abgeurteilt und zu langen Haftstrafen verurteilt. Große Aufmerksamkeit im In- und Ausland erregte der Prozess gegen den Erzbischof von Zagreb, Alojzije Stepinac. Mit dem neuen politischen Kurs Titos ließen die direkten Verfolgungen Anfang der 1950er Jahre nach.
Durch die Gründung von staatlich gelenkten Priestervereinigungen (vergleichbar mit Gewerkschaften) versuchte das Regime Einfluss auf den Klerus der beiden großen Kirchen zu bekommen. Dies gelang bei den Katholiken weniger als bei den Orthodoxen, denn Letztere waren stärker auf die staatlichen Gehaltszahlungen angewiesen und wegen ihrer Familien auch erpressbarer durch das Regime.
In Slowenien, Kroatien und Serbien setzte eine starke Säkularisierung ein. Ende der 1960er Jahre waren in diesen Republiken nur mehr etwas über 60 Prozent der Bewohner Kirchenmitglieder. Dass vor allem die wirtschaftlich und gesellschaftlich moderneren und am meisten urbanisierten Teilrepubliken von diesem Prozess der Entkirchlichung betroffen waren, lässt darauf schließen, dass dies weniger durch die staatlichen Repressionen bewirkt wurde, sondern sich hier der gleiche gesellschaftliche Wandel wie in den meisten europäischen Staaten vollzog. In Bosnien und im Kosovo gehörten dagegen zur selben Zeit noch über 90 Prozent einer Religionsgemeinschaft an.
Aus nationalpolitischen Gründen hat der BdKJ als einzige kommunistische Partei die Gründung einer neuen Kirche gefördert. Die Kommunisten unterstützen 1966/67 die Bildung der Mazedonischen orthodoxen Kirche (MOK) als Abspaltung von der serbischen Kirche, damit die Mazedonier eine autokephale Kirche hätten wie die anderen orthodoxe Nationen auch. Der serbische Episkopat hat diese Trennung bis heute nicht anerkannt und verhindert die volle Kirchengemeinschaft der MOK mit den übrigen orthodoxen Kirchen.
1966 unterzeichneten Jugoslawien und der Hl. Stuhl ein Protokoll (kein formales Konkordat), in dem das päpstliche Jurisdiktionsrecht über die katholischen Bistümer anerkannt und freie Religionsausübung für die Katholiken zugestanden wurden. Im Gegenzug akzeptierte die Kurie das absolute Verbot für den Klerus, sich politisch zu betätigen oder auch nur zu äußern. Daraufhin nahmen Jugoslawien und der Vatikan 1970 diplomatische Beziehungen auf. Das Verhältnis von katholischer Kirche und dem Staat blieb gleichwohl schwierig. Eine große Kontroverse löste 1981 der Zagreber Erzbischof Franjo Kuharić aus, als er die gerichtliche Rehabilitierung von Alojzije Stepinac anregte, um dessen Seligsprechung vorzubereiten. Sowohl im Parteiapparat als auch von großen Teilen der serbischen Bevölkerung wurde dies scharf abgelehnt.

#### Bildung

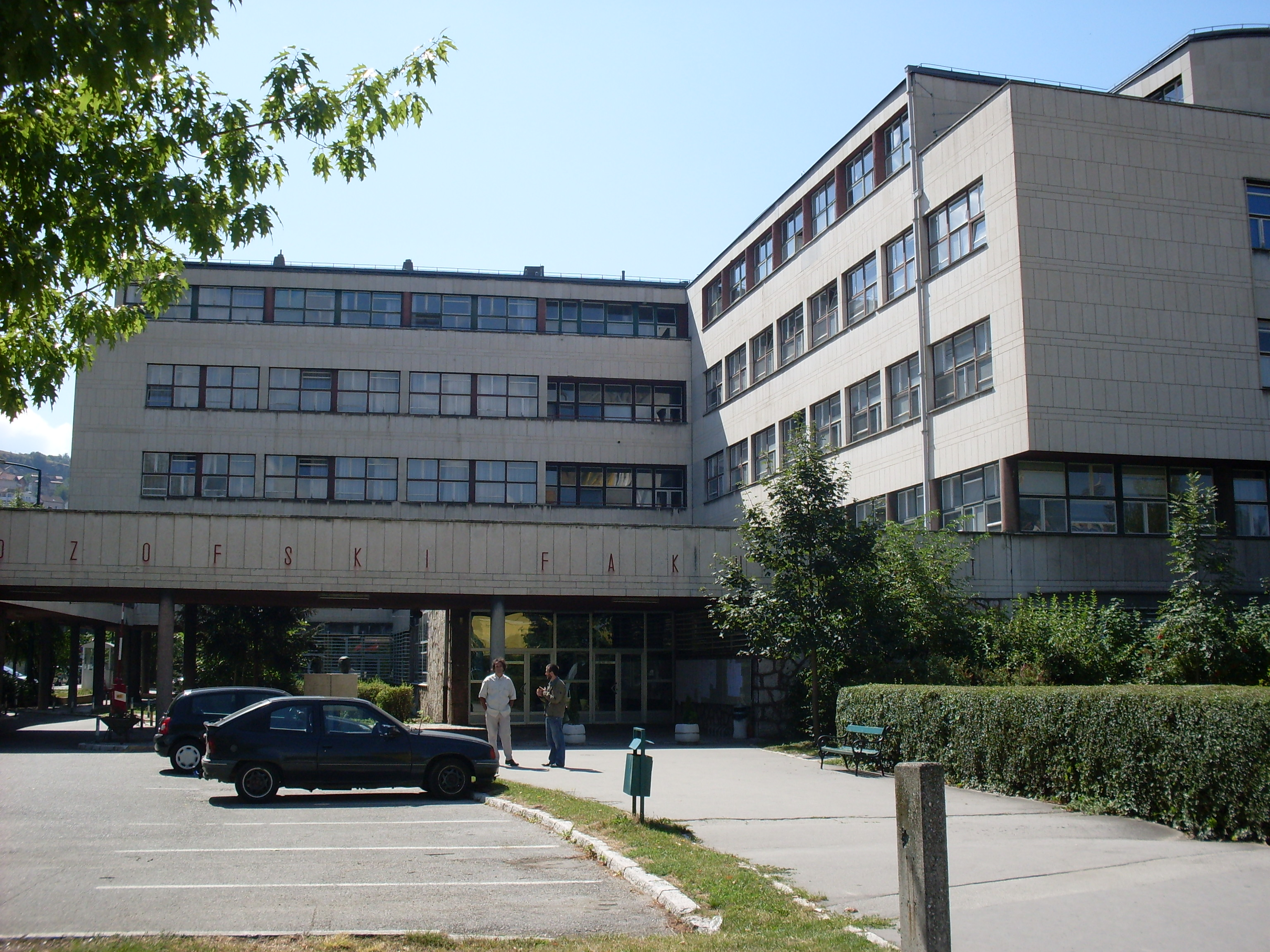
Universität Sarajevo, Philosophische Fakultät

Das sozialistische Jugoslawien unternahm auf allen Ebenen erfolgreiche Anstrengungen zum Ausbau des Bildungswesens. Schon kurz nach dem Zweiten Weltkrieg bekamen Bosnien und Mazedonien 1949 ihre eigenen Staatsuniversitäten in Sarajevo bzw. Skopje. Zur selben Zeit wurde die achtjährige Schulpflicht eingeführt. Die Analphabetenquote sank von über 25 Prozent im Jahr 1953 auf 8,8 Prozent (1985). Allerdings blieb auch beim Bildungsstand das starke Nord-Süd-Gefälle bestehen. So gab es in den 1980er Jahren in Slowenien praktisch keine Analphabeten mehr, während in Mazedonien und im Kosovo noch immer deutlich mehr als ein Zehntel der Bevölkerung nicht lesen und schreiben konnte. Kernstück des Bildungswesens war die achtjährige allgemeinbildende Grundschule, auf die je nach Bildungsgang das vierjährige Gymnasium oder zwei bis drei Jahre Fachschule folgte. 1974 wurde die weiterführende Ausbildung grundlegend reformiert. Die bestehenden mittleren Fachschulen und Gymnasien wurden zu Mittelschulzentren zusammengefasst. Der neue Schultyp war kein Erfolg. Das Ausbildungsniveau sank wegen zu starker Fächeraufsplitterung und der ausufernden Selbstverwaltungsbürokratie. Mit den gesellschaftlichen Umbrüchen kehrte man daher seit 1989 in den einzelnen Teilrepubliken wieder zu voneinander getrennten Gymnasien und Berufsschulen zurück.

#### Reformorientierte Opposition
Wegen unterschiedlichen wirtschaftlichen und nationalen Interessen kam es immer wieder zu Spannungen zwischen der Zentrale des BdKJ und den Republiks- bzw. Provinzverbänden der Partei. Anfang der 1960er Jahre entwickelte sich ähnlich wie in anderen kommunistischen Ländern auch ideologische Opposition, die für einen undogmatischeren und humaneren Sozialismus eintrat. Geistiges Zentrum war die aus liberalen Soziologen und Philosophen bestehende Praxis-Gruppe, die auch Kontakte mit westlichen Intellektuellen unterhielt. Zunächst von Tito toleriert wurde die Praxis-Gruppe 1974 zerschlagen.
Angelehnt an die Ideen der Praxis-Gruppe streikten Anfang Juni 1968 viele Studenten der Belgrader Universität und binnen kurzem griff der Streik auf die meisten anderen Hochschulen des Landes über. Im Zentrum der spontan entstandenen Bewegung standen soziale Forderungen, wie der Kampf gegen die Arbeitslosigkeit, die in Jugoslawien vorwiegend junge Leute betraf. Die Studenten forderten aber auch die Beschränkung der Parteibürokratie, mehr Pluralismus in den politischen Organisationen und nicht zuletzt Pressefreiheit. Die studentische Bewegung wurde von der Polizei schnell niedergeschlagen.
Die sich zeitgleich entwickelnde Bewegung des Kroatischen Frühlings war folgenschwerer für das innerjugoslawische Machtgefüge, denn sie erlangte große Popularität bei der Bevölkerung und wurde von Mitgliedern der kroatischen Parteiführung, zum Beispiel Savka Dabčević-Kučar und Miko Tripalo angeführt. Die Bewegung verband Forderungen nach Reformen des kommunistischen Machtapparats und des jugoslawischen Wirtschaftssystems mit nationalen Ansprüchen im kulturellen Bereich. 1971 kam es in Zagreb zu Massendemonstrationen. Daraufhin ließ Tito den Parteiapparat von Anhängern des Kroatischen Frühlings säubern. Sie wurden als Nationalisten und Separatisten verunglimpft und abgesetzt. Von den Entlassungen waren auch viele Wissenschaftler der Kroatischen Matica betroffen.
Auch in Serbien, Mazedonien und Slowenien, wohin die liberalen antizentristischen Ideen ausgestrahlt hatten, mussten 1972 die Partei- und Regierungsspitzen zurücktreten.

#### Die neue Bundesverfassung von 1974
Hatte Tito Anfang der 1970er Jahre die autonomistischen Bestrebungen des Kroatischen Frühlings noch kompromisslos bekämpft, ließ er nur wenig später eine neue Bundesverfassung ausarbeiten, durch die ein Großteil der Bundeskompetenzen an die Republiken und autonomen Provinzen übertragen wurde.
In Bereichen mit konkurrierenden Zuständigkeiten von Republiks- und Bundesgesetzgebung galt fortan der Grundsatz, dass die einzelne Republik nicht überstimmt werden konnte.
Aufbauend auf die zahllosen betrieblichen und lokalen Selbstverwaltungsgremien existierte ein bis an die Staatsspitze reichendes kompliziertes Rätesystem. Bis 1989 konnten die Bürger weder auf Republiks- noch Bundesebene direkt Abgeordnete wählen. Das Bundesparlament (Savezna skupština) bestand seit 1974 aus zwei Kammern. Der Bundesrat (Savezno veće) bestand aus 220 Abgeordneten, 30 je Republik und 20 für jede autonome Provinz. Er war für die Verfassung, die Bundesgesetzgebung, Außen- und Innenpolitik und den Bundeshaushalt zuständig. Die Delegierten für den Bundesrat wurden von den aus verschiedenen Selbstverwaltungsräten konstituierten Gemeindeversammlungen (Skupština opštine) gewählt.
Der für die Koordination zwischen den Bundesgliedern und die Wirtschaft zuständige Rat der Republiken und Provinzen (Savet republika i pokrajina) bestand aus 88 von den Republiks- bzw. Provinzparlamenten entsandten Delegierten. Diese Abgesandten waren in ihrem Votum an die Vorgaben ihres heimischen Parlaments gebunden.
Das Verfassungsgebot der Harmonisierung zwischen beiden Kammern – das heißt, bei abweichenden Beschlüssen sollten sie sich vergleichen – wurde seit Anfang der 1980er Jahre kaum mehr beachtet.
Die Mitglieder der Bundesexekutivrat (Savezno izvršno veće) genannten Regierung wurden einzeln von der Bundesversammlung gewählt. Diese Regelung war dem Proporzdenken zwischen Republiken und Nationalitäten geschuldet. Auf diese Weise war es schwer, eine fachlich kompetente, einheitlich handelnde Regierung aufzustellen.
Die Verfassung führte ein achtköpfiges Staatspräsidium (Predsedništvo) als kollektives Staatsoberhaupt ein. Es sollte nach dem Ableben Titos, des Präsidenten auf Lebenszeit, zusammentreten. Das Präsidium hatte acht Mitglieder, die jeweils von ihren Republiks- bzw. Provinzparlamenten dort hinein gewählt wurden. Die Amtszeit währte 5 Jahre und jährlich wählte sich das Präsidium aus seinen Reihen einen Vorsitzenden. Das Gremium hatte theoretisch viel Macht, da es die Bundesversammlung auflösen konnte und keinem anderen Staatsorgan verantwortlich war. Die Einführung des kollektiven Staatspräsidiums war nicht zuletzt auch Ausdruck des Misstrauens Titos hinsichtlich der führenden Leute im BdKJ. Er traute niemandem die Ausübung des politisch bedeutenden Präsidentenamts zu. Es bot sich kein Kandidat an, der als übernationale Integrationsfigur hätte fungieren können. Durch die Streitigkeiten zwischen den einzelnen Föderationssubjekten war das Staatspräsidium in den letzten Jahren vor dem Zerfall des Bundesstaates praktisch lahmgelegt, weil die Loyalität seiner Mitglieder in erster Linie ihrer Heimatrepublik galt.
Neu an der Bundesverfassung von 1974 war auch, dass die beiden autonomen Provinzen Serbiens, Vojvodina und Kosovo, auf Bundesebene den Republiken fast gleichgestellt und zu konstitutiven Einheiten des Gesamtstaats wurden, vor allem dadurch, dass sie fortan im Staatspräsidium Sitz und Stimme hatten. Das Verhältnis der autonomen Provinzen zur Republik Serbien und ihren Staatsorganen war widersprüchlich und unklar, weil das serbische Recht nicht an die Neuordnung des Bundes angepasst wurde. Vor allem zwischen Prishtina und Belgrad bot diese Situation immer wieder Anlass zu Konflikten, deren eigentliche Ursache freilich andere waren.

### Krise und Zerfall des jugoslawischen Staates 1981–1991
Mit dem Tod des seit Ende des Zweiten Weltkriegs herrschenden Staats- und Parteiführers Josip Broz Tito im Mai 1980 hatte Jugoslawien seine einzige Integrationsfigur verloren. In den vorangegangenen Jahren bereits vorhandene politische, wirtschaftliche und soziale Probleme nahmen zu, ließen sich von der Regierung weder vor den Bürgern des Landes noch vor der Weltöffentlichkeit mehr kaschieren und entwickelten sich zu einer lang anhaltenden Krise, an deren Ende Bürgerkrieg und Zerfall des Staates standen. Die ungünstige wirtschaftliche Entwicklung und die Verarmung großer Teile der Bevölkerung haben dabei – wie auch in anderen kommunistischen Regimen – den Verfall des politischen Systems begünstigt.

#### Wirtschafts- und Finanzkrise
Bereits Mitte der 1970er Jahre befand sich die jugoslawische Wirtschaft in einer tiefen Krise; das Bruttosozialprodukt verringerte sich seit 1975 jedes Jahr und die Inflationsrate betrug schon Ende dieses Jahrzehnts mehr als 50 Prozent. Die Probleme resultierten aus der weltweiten Stagflation der 1970er Jahre, aus strukturellen Unzulänglichkeiten des jugoslawischen Wirtschaftssystems, aus weit verbreitetem Missmanagement und aus Korruption. Jugoslawische Industrie- und Agrarprodukte waren auf den westlichen Märkten meist nicht konkurrenzfähig, und so konnten die mit Devisenkrediten aufgebauten Unternehmen wenig dazu beitragen, die im westlichen Ausland aufgenommenen Schulden abzutragen. Die Ölpreiskrisen von 1973/74 und 1979 verschärften die Situation zusätzlich. Die wichtigsten Devisenquellen Jugoslawiens waren in den 1980er Jahren der Tourismus an der Adria und die Überweisungen der Gastarbeiter. Letztere wurden im Laufe des Jahrzehnts aber weniger, weil die Arbeitslosigkeit in den Gastländern zunahm, wovon auch viele Jugoslawen betroffen waren.
Zu dieser Zeit entschied die Regierung, dass die fast ausschließlich mit Auslandskrediten finanzierte Entwicklung der Industrie nicht mehr weitergeführt werden könne und grundlegende Reformen notwendig seien. 1982 veröffentlichte die Kraigher-Kommission ein langfristiges wirtschaftliches Reformprogramm, das marktwirtschaftliche Elemente im Wirtschaftssystem stärken sollte, grundsätzlich aber an der Arbeiterselbstverwaltung festhielt. Die im BdKJ dominierenden Konservativen lehnten das Sanierungsprogramm ab. Das Föderationsparlament stimmte 1983 nur wenigen Vorschlägen der Krajgher-Kommission zu und verlieh ihnen Gesetzeskraft. Der größte Teil des Reformprogramms wurde nicht umgesetzt. Bis 1989 unternahm die Regierung nichts Entscheidendes mehr zur Behebung der wirtschaftlichen Krise.
Mit der Dezentralisierung des Wirtschaftssystems in den 1950er Jahren kamen auch sozio-ökonomische Probleme, welche traditionell der kapitalistischen Marktwirtschaft zugeschrieben werden: konjunkturelle Zyklen mit dementsprechenden Schwankungen der Produktion und Beschäftigung, steigende Einkommensungleichheiten, sowie Verteilungskonflikte in Form von Lohn-Preisspiralen. Die hohe Arbeitslosigkeit und Unterbeschäftigung war während des gesamten Bestehens des Staates ein bedeutendes Problem, obwohl ein zunehmender Teil der Arbeitslosen als Gastarbeiter in westlichen Industrieländern arbeiten konnte. Ab den frühen 1970er Jahren nahmen Unterbeschäftigung in der Bevölkerung und die Unrentabilität vieler Unternehmen zu, unrentable Betriebe konnten jedoch aufgrund der Prinzipien der Arbeiterselbstverwaltung nicht geschlossen werden. Das System der Arbeiterselbstverwaltung begünstigte auch die Inflation (Lohn-Preis-Spirale). Versuche der Behörden diese Spirale aufzuhalten blieben meist erfolglos, da der Deckelung von Einkommen oft Streiks und Unruhen (bzw. der Androhung dieser) folgten, bis die Regierung schließlich nachgab. Um die Gehälter der Staatsangestellten, Renten und die hohen Ausgaben für die Jugoslawische Volksarmee weiter bestreiten zu können, erhöhten die Regierungen Đuranović, Planinc und Mikulić die Staatsverschuldung. Die Inflation erreichte Mitte der 1980er Jahre Rekordwerte von über 200 % jährlich. Die Verarmung großer Teile der Bevölkerung war die Folge. 1988 hatte Jugoslawien die höchste Pro-Kopf-Verschuldung aller europäischen Staaten; die Auslandsschulden waren über 20 Mrd. US-Dollar hoch. Im Mai 1988 schloss die Regierung ein Abkommen mit dem IWF, das neue Kredite und mit deren Hilfe eine Umschuldung ermöglichte. Entsprechend der gängigen wirtschaftstheoretischen Auffassung der 1980er Jahre verpflichtete sich Jugoslawien zur Begrenzung der Geldmenge, um der starken Inflation entgegenzusteuern. Diese Austeritätsmaßnahmen trugen zur Konjunkturkrise der späten 1980er Jahre bei. Sie senkten die Inflation nicht, weil weder die Abwertung des Dinars noch die einheimische Inflationsspirale effektiv davon betroffen wurde.
Von den Auswirkungen der Wirtschafts- und Finanzkrise waren die einzelnen Republiken unterschiedlich stark betroffen. So lag die Arbeitslosenquote in Slowenien bei unter 4 Prozent, während sie im Kosovo und Mazedonien etwa 50 Prozent betrug. In Slowenien und in den kroatischen Tourismuszentren waren die Löhne um ein Drittel höher als im Landesdurchschnitt. Die Löhne in Serbien und in der Vojvodina erreichten etwa diesen Durchschnittswert, während sie in den übrigen Landesteilen viel niedriger waren. Deshalb kam es während der 1980er Jahre vor allem in den südlichen Landesteilen zu zahlreichen Streiks und Protestaktionen der Arbeiterschaft. Abgesehen von Slowenien sanken während der 1980er Jahre in allen Teilrepubliken das Bruttoinlandsprodukt und die Realeinkommen.

#### Politische Krise
Der Niedergang der Wirtschaft war eine der wichtigsten Ursachen für die Staatskrise, die zu Beginn der 1980er Jahre begann. Daneben traten lange unterdrückte Konflikte zwischen den Nationen wieder deutlich hervor und beherrschten bald den politischen Diskurs. Schließlich offenbarten sich die strukturellen Schwächen der 1974 verordneten Verfassung. Die konkurrierenden Kompetenzen von Republiken und Gesamtstaat in fast allen Bereichen begünstigten gegenseitige Blockaden und das Festhalten am status quo; sie verhinderten Mehrheitsentscheidungen und notwendige Reformen.
Nach Titos Tod griff im kollektiven Staatspräsidium das in der Verfassung von 1974 festgelegte Rotationsprinzip. Jeweils für ein Jahr stellte eine der Republiken bzw. autonomen Provinzen den Vorsitzenden. Keiner von diesen war landesweit populär; gleiches galt für die in den 1980er Jahren regierenden Ministerpräsidenten. Die Inhaber der höchsten Positionen im Staat waren damals ausschließlich konservative Funktionäre, denn fast alle reformorientierten Politiker im Bund der Kommunisten (BdKJ) hatten ihre einflussreichen Staats- und Parteiämter während mehrerer Säuberungswellen noch zu Lebzeiten Titos verloren. Wegen Korruption und Vetternwirtschaft waren die meisten staatlichen Institutionen und nicht zuletzt auch der BdKJ bei der Bevölkerung schon weitgehend diskreditiert. In vielen Teilen Jugoslawiens artikulierte sich aus diversen Richtungen wieder Opposition, die jetzt die mit Titos Namen verbundene Form des Sozialismus auch grundsätzlich in Frage stellte. Nicht zuletzt das 1980 in Belgrad abgehaltene KSZE-Folgetreffen ermutigte Dissidenten, Pressefreiheit, Parteienpluralismus, eine unabhängige Justiz und freie Wahlen zu fordern. Die Führungen von BdKJ und Staat sowie der einzelnen Republiken reagierten darauf mit scharfen Repressionen, Verhaftungen und Gefängnisstrafen. So fand zum Beispiel 1983 ein Schauprozess gegen muslimische Intellektuelle, darunter Alija Izetbegović, in Sarajevo statt. Sie wurden wegen angeblicher Pläne zur Zerstörung Jugoslawiens zu hohen Haftstrafen verurteilt.
Besonders hart griffen die Behörden im Kosovo durch, wo 1981 vornehmlich aus sozialen Gründen Unruhen unter albanischen Studenten und Jugendlichen ausgebrochen waren. Die Kosovo-Albaner stellten bald auch nationale Forderungen, darunter die Erhebung des Kosovo zur gleichberechtigten Teilrepublik. Die Polizei schlug die Proteste gewaltsam nieder und die serbische Regierung verhängte den Ausnahmezustand über die Provinz. Hunderte Demonstranten wurden verhaftet und inhaftiert. In den 1980er Jahren waren mehr als die Hälfte alle politischen Häftlinge in Jugoslawien Albaner. In Kroatien, vor allem aber in Slowenien, gab es Proteste gegen das harte Vorgehen der serbischen Behörden im Kosovo. Auch die dortigen Parteiführungen äußerten sich ablehnend. So vertiefte sich der Dissens zwischen den Republiken. Waren bis dahin vor allem wirtschafts- und finanzpolitische Fragen strittig gewesen, kamen nun Innen- und Nationalitätenpolitik hinzu. In Slowenien und Kroatien wuchs – begründet oder nicht – die Furcht vor gewaltsamen Veränderungen des gesamtstaatlichen Machtgefüges durch die Serben. Diese wiederum vermissten bei ihrem Konflikt mit den Kosovo-Albanern die Solidarität der anderen slawischen Nationen.
Bei den Olympischen Winterspielen in Sarajewo (Februar 1984) präsentierte sich Jugoslawien der Weltöffentlichkeit noch einmal als funktionierender Staat. Diesem äußeren Anschein standen eine massive Ausweitung der Staatsverschuldung zur Finanzierung der Spiele und ein verschärftes Vorgehen der Polizei gegen Oppositionelle gegenüber.
Der 1986 ins Amt gekommene Ministerpräsident Branko Mikulić versuchte mit einer Reihe von halbherzigen und unkoordinierten Wirtschaftsreformen, die Staatsverschuldung und die Inflation in den Griff zu bekommen. Die Führungen der einzelnen Republiken lehnten diese Politik aber ab und übten sich in Obstruktion. Weil Mikulić tief in den Korruptionsskandal um das Handelsunternehmen Agrokomerc verstrickt war, musste er im Dezember 1987 zurücktreten. Dieser bis dahin im sozialistischen Jugoslawien einmalige Vorgang destabilisierte das Staatsgefüge weiter, weil man mehr als ein Jahr brauchte, ehe man sich auf einen neuen Ministerpräsidenten einigen konnte, der auch bereit war, das Amt zu übernehmen. Im März 1989 wurde Ante Marković letzter Regierungschef der Föderation.
Auf dem 14. Kongress des Bundes der Kommunisten Jugoslawiens im Januar 1990 setzten sich die Delegierten Sloweniens für mehr Selbstständigkeit der Republiken und für die Einführung eines Rechtsstaates ohne politische Justiz ein. Sie wurden dabei von den anderen Delegierten überstimmt. Als über das, ihrer Ansicht nach undemokratische, Parteistatut abgestimmt werden sollte, verließen sie unter Protest in der Nacht des 22. Januar 1990 den Saal. Der Parteitag wurde abgebrochen. Nach Ansicht von Detlef Kleinert besiegelte dies nun auch das praktische Ende des Bundes. Zudem wurden weitreichende Konsequenzen für den Staat, insbesondere die Wirtschaft, vorhergesagt.

## Zerfall Jugoslawiens

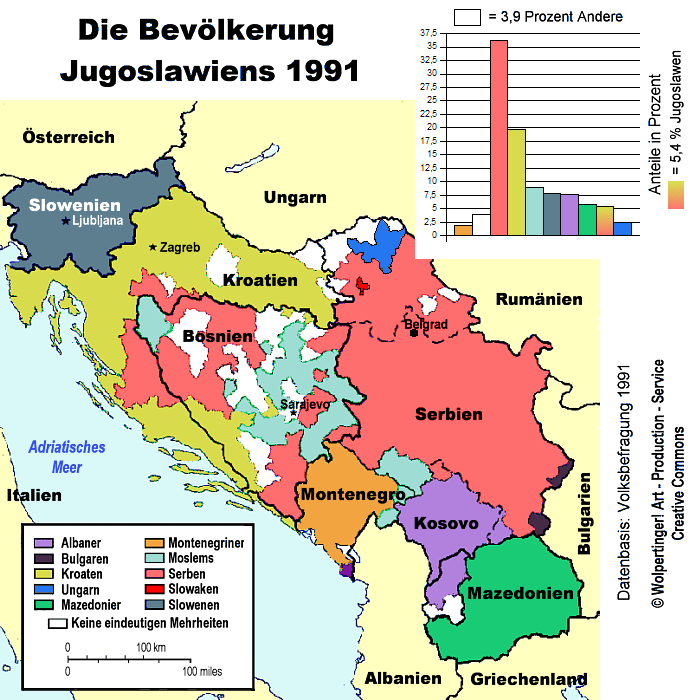
Die Bevölkerungsgruppen Jugoslawiens 1991

Der politische Zerfall Jugoslawiens

Nach Titos Tod zerfiel Jugoslawien infolge der vielerorts offen artikulierten Autonomiebestrebungen, die sich schließlich zu Kämpfen und zu den Jugoslawienkriegen entwickelten. Die Teilrepubliken strebten, auch unter Berufung auf das Selbstbestimmungsrecht der Völker, ihre Unabhängigkeit an und errangen nach insgesamt rund 10 Jahren teils äußerst brutal geführter Kämpfe die internationale Anerkennung als souveräne Staaten (Bosnien-Herzegowina, Kroatien, Slowenien, Mazedonien). In anderen Regionen, vor allem dem Kosovo, wird die Auseinandersetzung um staatliche Unabhängigkeit bis heute weitergeführt.
- Mai 1991: Die turnusgemäße Übernahme des Vorsitzes des Staatspräsidiums durch den Kroaten Stjepan Mesić scheitert zunächst am Widerstand der serbischen Vertreter.
- 25. Juni 1991: Kroatien und Slowenien erklären ihren Austritt aus dem jugoslawischen Staatsverband und werden unabhängig (definitiv am 8. Oktober 1991). Die Jugoslawische Volksarmee sowie – in Kroatien – die serbische Bevölkerung reagieren mit Präsenz und Bewaffnung gegen die Sezession. In Kroatien beginnen bewaffnete kroatische Verbände, Kasernen und Polizeistationen der Bundesverwaltung zu belagern und zu erobern. In Slowenien dauern die gewalttätigen Auseinandersetzungen nur kurz. In Kroatien entbrennt ein lang anhaltender Krieg zwischen kroatischen Freischärlerverbänden, den meist auch daraus neu gegründeten Regierungstruppen, den serbischen Einwohnern Kroatiens und serbischen Freischärlern, die mit Unterstützung der Bundesarmee eine von Kroatien getrennte Republik Serbische Krajina auf den seit Jahrhunderten von Serben besiedelten Gebieten des neuen Kroatien errichten (etwa 30 % des neu gegründeten kroatischen Staatsgebietes).
- 15. September 1991: Mazedonien proklamiert seine Unabhängigkeit (internationale Anerkennung am 8. April 1993 von der UNO als Former Yugoslav Republic of Macedonia / FYROM bzw. Ehemalige Jugoslawische Republik Mazedonien / EJRM).
- 5. März 1992: Nach einem von den bosnischen Serben weitgehend boykottierten Referendum erklärt Bosnien-Herzegowina seine Unabhängigkeit von Jugoslawien. Einen Monat später beginnen die Kampfhandlungen und die Belagerung von Sarajevo.
- 1995: Mit dem Abkommen von Erdut (12. November) enden die Kämpfe in Kroatien. Das knapp einen Monat später unterzeichnete Abkommen von Dayton beendet auch den Bosnienkrieg, Bosnien und Herzegowina wird als unabhängiger Staat anerkannt.
- 1998: Großoffensive der Jugoslawischen Armee und Truppen der Sonderpolizei gegen die UÇK im Kosovo.
- 24. März bis 10. Juni 1999: 1999: Luftangriffe der NATO (Operation Allied Force) auf Serbien und Montenegro, um die serbische Offensive aufzuhalten und die Regierung zum Einlenken zu bewegen.
- 5. Juni 2006: Montenegro erklärt nach einem Referendum seine Unabhängigkeit von der Staatenunion Serbien und Montenegro.
- 17. Februar 2008: Der Kosovo erklärt seine Unabhängigkeit von Serbien.

### Bundesrepublik Jugoslawien
Die verbliebenen Teilrepubliken Serbien und Montenegro gründeten die Bundesrepublik Jugoslawien, die am 27. April 1992 proklamiert wurde.

### Staatenbund Serbien und Montenegro
Mit Inkrafttreten des Vertrages zwischen der Bundesrepublik Jugoslawien und den beiden Republiken Serbien und Montenegro, der unter EU-Vermittlung am 14. März 2002 unterzeichnet wurde, am 4. Februar 2003 und der gleichzeitigen Verabschiedung der neuen Verfassung ersetzte die Staatengemeinschaft Serbien und Montenegro die Bundesrepublik Jugoslawien.

### Allgemeines
- Marie-Janine Calic: Geschichte Jugoslawiens im 20. Jahrhundert. C.H. Beck, München 2010, ISBN 978-3-406-60646-5.
- Holm Sundhaussen: Experiment Jugoslawien. Von der Staatsgründung bis zum Staatszerfall.  BI-Taschenbuch, Mannheim 1993, ISBN 3-411-10241-1.
- Wolf Dietrich Behschnitt: Nationalismus bei Serben und Kroaten, 1830–1914. Analyse und Typologie der nationalen Ideologie. Oldenbourg, München 1980, ISBN 3-486-49831-2 (= Südosteuropäische Arbeiten, Band 74, zugleich Dissertation an der Universität Köln, Philosophische Fakultät, 1977).
- Jill A. Irvine: The Croat question. Boulder, CO 1993, ISBN 0-8133-8542-3.
- Peter Rehder (Hrsg.): Das neue Osteuropa, von A – Z. Artikel Jugoslawien, Droemer-Knaur, München ²1993, S. 270–298, ISBN 3-426-26537-0.
- Svein Mønnesland: Land ohne Wiederkehr. Ex-Jugoslawien: Die Wurzeln des Krieges. Wieser, Klagenfurt 1997, ISBN 3-85129-071-2

### Einzelne Zeitabschnitte

#### Königreich Jugoslawien
- Ljubodrag Dimić: Serbien und Jugoslawien (1918–1941). In: Österreichische Osthefte. Vol. 47, Nr. 1–4, 2005, S. 231–264 (eingeschränkte Vorschau in der Google-Buchsuche).
- Dimitrije Djordjevic (Hrsg.): The Creation of Yugoslavia. 1914–1918. Santa Barbara 1980.
- Alex N. Dragnich: The first Yugoslavia. Stanford, CA 1983, ISBN 0-8179-7841-0
- Alex N. Dragnich: Serbia, Nikola Pašić, and Yugoslavia. New Brunswick, N.J. 1974, ISBN 0-8135-0773-1
- J.B. Hoptner: Yugoslavia in Crisis 1934–1941. New York 1963
- Mira Radojević, Ljubodrag Dimić: Serbien im Großen Krieg 1914-1918. Srpska književna zadruga, Belgrader Forum für eine Welt von Gleichberechtigten, Belgrad 2014 (eingeschränkte Vorschau in der Google-Buchsuche).
- Günter Reichert: Das Scheitern der Kleinen Entente. München 1971

#### Zweiter Weltkrieg
- Klaus Schmider: Partisanenkrieg in Jugoslawien 1941–1944. Mittler, Hamburg 2002, ISBN 3-8132-0794-3.
- Hans Knoll: Jugoslawien in Strategie und Politik der Alliierten 1940–1943. Oldenbourg, München 1986, ISBN 3-486-52891-2.
- Walter R. Roberts: Tito, Mihailovic, and the Allies. 1941–1945. New Brunswick 1973
- Milovan Djilas: Der Krieg der Partisanen. Molden, Wien [u. a.] 1978, ISBN 3-217-00771-9.
- Walter Manoschek: „Serbien ist judenfrei“. Militärische Besatzungspolitik und Judenvernichtung in Serbien 1941/42. Oldenbourg, München 1993, ISBN 3-486-55974-5.
- Phyllis Auty, Richard Clogg (Hrsg.): Britisch Policy towards Wartime Resistance in Yugoslavia an Greece. London [u. a.] 1975
- Holm Sundhaussen: Okkupation, Kollaboration und Widerstand in den Ländern Jugoslawiens 1941–1945. In: Werner Röhr (Hrsg.): Europa unterm Hakenkreuz. Okkupation und Kollaboration (1938–1945). Hüthig, Berlin / Heidelberg 1994. S. 349–365, ISBN 3-8226-2492-6.
- Georg Wildmann, Hans Sonnleitner, Karl Weber, Leopold Barwich: Verbrechen an den Deutschen in Jugoslawien 1944–1948. Donauschwäbische Kulturstiftung, München 1998, ISBN 3-926276-32-0
- Olaf Ihlau: Blutrausch auf dem Balkan, in: Spiegel Geschichte, Nr. 3, 2010, 1. Juni 2010, S. 48–51 (online).

#### Sozialistisches Jugoslawien
- Verfassung der Sozialistischen Föderativen Republik Jugoslawien. Herausgegeben vom Sekretariat für den Informationsdienst der Bundesversammlung. Beograd 1974 (im serbokroatischen Original: Ustav Socijalističke Federativne Republike Jugoslavije)
- Holm Sundhaussen: Jugoslawien und seine Nachfolgestaaten 1943–2011: Eine ungewöhnliche Geschichte des Gewöhnlichen, Böhlau, Wien u. a. 2012, ISBN 978-3-205-78831-7.
- Ivo Banac: The national question in Yugoslavia. Ithaca 1984, ISBN 0-8014-1675-2
- Klaus Buchenau: Orthodoxie und Katholizismus in Jugoslawien 1945–1991. Ein serbisch-kroatischer Vergleich. (= Balkanologische Veröffentlichungen. 40). Wiesbaden 2004, ISBN 3-447-04847-6
- Vladimir Dedijer: Stalins verlorene Schlacht. Erinnerungen 1948–1953. Wien [u. a.] 1970
- Klaus-Detlev Grothusen (Hrsg.): Jugoslawien am Ende der Ära Tito. 2 Bände: 1. Außenpolitik; 2. Innenpolitik. München 1983/1986, ISBN 0-253-20703-7, 0-253-34794-7
- Othmar Nikola Haberl: Die Emanzipation der KP Jugoslawiens von der Kontrolle der Komintern/KPdSU. München 1974, ISBN 3-486-47861-3
- Hannelore Hamel (Hrsg.): Arbeiterselbstverwaltung in Jugoslawien. München 1974, ISBN 3-406-04913-3
- Herbert Prokle: Der Weg der deutschen Minderheit Jugoslawiens nach Auflösung der Lager 1948. München 2008, ISBN 3-926276-77-0
- Sabrina P. Ramet: Nationalism and federalism in Yugoslavia. 1962–1991. Bloomington [u. a.] 1992
- Duncan Wilson: Tito’s Yugoslavia. Cambridge 1979, ISBN 0-521-22655-4
- Statistički godišnjak Jugoslavije. Beograd 1990
- Wolfgang Libal: Das Ende Jugoslawiens. Wien [u. a.] 1993, ISBN 3-203-51204-1